# 1953
Portal Geschichte | Portal Biografien | Aktuelle Ereignisse | Jahreskalender | Tagesartikel

◄ |
19. Jahrhundert |
20. Jahrhundert
| 21. Jahrhundert

◄ |
1920er |
1930er |
1940er |
1950er
| 1960er | 1970er | 1980er | ►

◄◄ |
◄ |
1949 |
1950 |
1951 |
1952 |
1953
| 1954 | 1955 | 1956 | 1957 | ► | ►►
Staatsoberhäupter · Wahlen · Nekrolog  · Literaturjahr · Musikjahr · Filmjahr · Rundfunkjahr · Sportjahr
| Januar | Januar | Januar | Januar | Januar | Januar | Januar | Januar |
| Kw     | Mo     | Di     | Mi     | Do     | Fr     | Sa     | So     |
| ------ | ------ | ------ | ------ | ------ | ------ | ------ | ------ |
| 1      |        |        |        | 1      | 2      | 3      | 4      |
| 2      | 5      | 6      | 7      | 8      | 9      | 10     | 11     |
| 3      | 12     | 13     | 14     | 15     | 16     | 17     | 18     |
| 4      | 19     | 20     | 21     | 22     | 23     | 24     | 25     |
| 5      | 26     | 27     | 28     | 29     | 30     | 31     |        |

| Februar | Februar | Februar | Februar | Februar | Februar | Februar | Februar |
| Kw      | Mo      | Di      | Mi      | Do      | Fr      | Sa      | So      |
| ------- | ------- | ------- | ------- | ------- | ------- | ------- | ------- |
| 5       |         |         |         |         |         |         | 1       |
| 6       | 2       | 3       | 4       | 5       | 6       | 7       | 8       |
| 7       | 9       | 10      | 11      | 12      | 13      | 14      | 15      |
| 8       | 16      | 17      | 18      | 19      | 20      | 21      | 22      |
| 9       | 23      | 24      | 25      | 26      | 27      | 28      |         |

| März | März | März | März | März | März | März | März |
| Kw   | Mo   | Di   | Mi   | Do   | Fr   | Sa   | So   |
| ---- | ---- | ---- | ---- | ---- | ---- | ---- | ---- |
| 9    |      |      |      |      |      |      | 1    |
| 10   | 2    | 3    | 4    | 5    | 6    | 7    | 8    |
| 11   | 9    | 10   | 11   | 12   | 13   | 14   | 15   |
| 12   | 16   | 17   | 18   | 19   | 20   | 21   | 22   |
| 13   | 23   | 24   | 25   | 26   | 27   | 28   | 29   |
| 14   | 30   | 31   |      |      |      |      |      |

| April | April | April | April | April | April | April | April |
| Kw    | Mo    | Di    | Mi    | Do    | Fr    | Sa    | So    |
| ----- | ----- | ----- | ----- | ----- | ----- | ----- | ----- |
| 14    |       |       | 1     | 2     | 3     | 4     | 5     |
| 15    | 6     | 7     | 8     | 9     | 10    | 11    | 12    |
| 16    | 13    | 14    | 15    | 16    | 17    | 18    | 19    |
| 17    | 20    | 21    | 22    | 23    | 24    | 25    | 26    |
| 18    | 27    | 28    | 29    | 30    |       |       |       |

| Mai | Mai | Mai | Mai | Mai | Mai | Mai | Mai |
| Kw  | Mo  | Di  | Mi  | Do  | Fr  | Sa  | So  |
| --- | --- | --- | --- | --- | --- | --- | --- |
| 18  |     |     |     |     | 1   | 2   | 3   |
| 19  | 4   | 5   | 6   | 7   | 8   | 9   | 10  |
| 20  | 11  | 12  | 13  | 14  | 15  | 16  | 17  |
| 21  | 18  | 19  | 20  | 21  | 22  | 23  | 24  |
| 22  | 25  | 26  | 27  | 28  | 29  | 30  | 31  |

| Juni | Juni | Juni | Juni | Juni | Juni | Juni | Juni |
| Kw   | Mo   | Di   | Mi   | Do   | Fr   | Sa   | So   |
| ---- | ---- | ---- | ---- | ---- | ---- | ---- | ---- |
| 23   | 1    | 2    | 3    | 4    | 5    | 6    | 7    |
| 24   | 8    | 9    | 10   | 11   | 12   | 13   | 14   |
| 25   | 15   | 16   | 17   | 18   | 19   | 20   | 21   |
| 26   | 22   | 23   | 24   | 25   | 26   | 27   | 28   |
| 27   | 29   | 30   |      |      |      |      |      |

| Juli | Juli | Juli | Juli | Juli | Juli | Juli | Juli |
| Kw   | Mo   | Di   | Mi   | Do   | Fr   | Sa   | So   |
| ---- | ---- | ---- | ---- | ---- | ---- | ---- | ---- |
| 27   |      |      | 1    | 2    | 3    | 4    | 5    |
| 28   | 6    | 7    | 8    | 9    | 10   | 11   | 12   |
| 29   | 13   | 14   | 15   | 16   | 17   | 18   | 19   |
| 30   | 20   | 21   | 22   | 23   | 24   | 25   | 26   |
| 31   | 27   | 28   | 29   | 30   | 31   |      |      |

| August | August | August | August | August | August | August | August |
| Kw     | Mo     | Di     | Mi     | Do     | Fr     | Sa     | So     |
| ------ | ------ | ------ | ------ | ------ | ------ | ------ | ------ |
| 31     |        |        |        |        |        | 1      | 2      |
| 32     | 3      | 4      | 5      | 6      | 7      | 8      | 9      |
| 33     | 10     | 11     | 12     | 13     | 14     | 15     | 16     |
| 34     | 17     | 18     | 19     | 20     | 21     | 22     | 23     |
| 35     | 24     | 25     | 26     | 27     | 28     | 29     | 30     |
| 36     | 31     |        |        |        |        |        |        |

| September | September | September | September | September | September | September | September |
| Kw        | Mo        | Di        | Mi        | Do        | Fr        | Sa        | So        |
| --------- | --------- | --------- | --------- | --------- | --------- | --------- | --------- |
| 36        |           | 1         | 2         | 3         | 4         | 5         | 6         |
| 37        | 7         | 8         | 9         | 10        | 11        | 12        | 13        |
| 38        | 14        | 15        | 16        | 17        | 18        | 19        | 20        |
| 39        | 21        | 22        | 23        | 24        | 25        | 26        | 27        |
| 40        | 28        | 29        | 30        |           |           |           |           |

| Oktober | Oktober | Oktober | Oktober | Oktober | Oktober | Oktober | Oktober |
| Kw      | Mo      | Di      | Mi      | Do      | Fr      | Sa      | So      |
| ------- | ------- | ------- | ------- | ------- | ------- | ------- | ------- |
| 40      |         |         |         | 1       | 2       | 3       | 4       |
| 41      | 5       | 6       | 7       | 8       | 9       | 10      | 11      |
| 42      | 12      | 13      | 14      | 15      | 16      | 17      | 18      |
| 43      | 19      | 20      | 21      | 22      | 23      | 24      | 25      |
| 44      | 26      | 27      | 28      | 29      | 30      | 31      |         |

| November | November | November | November | November | November | November | November |
| Kw       | Mo       | Di       | Mi       | Do       | Fr       | Sa       | So       |
| -------- | -------- | -------- | -------- | -------- | -------- | -------- | -------- |
| 44       |          |          |          |          |          |          | 1        |
| 45       | 2        | 3        | 4        | 5        | 6        | 7        | 8        |
| 46       | 9        | 10       | 11       | 12       | 13       | 14       | 15       |
| 47       | 16       | 17       | 18       | 19       | 20       | 21       | 22       |
| 48       | 23       | 24       | 25       | 26       | 27       | 28       | 29       |
| 49       | 30       |          |          |          |          |          |          |

| Dezember | Dezember | Dezember | Dezember | Dezember | Dezember | Dezember | Dezember |
| Kw       | Mo       | Di       | Mi       | Do       | Fr       | Sa       | So       |
| -------- | -------- | -------- | -------- | -------- | -------- | -------- | -------- |
| 49       |          | 1        | 2        | 3        | 4        | 5        | 6        |
| 50       | 7        | 8        | 9        | 10       | 11       | 12       | 13       |
| 51       | 14       | 15       | 16       | 17       | 18       | 19       | 20       |
| 52       | 21       | 22       | 23       | 24       | 25       | 26       | 27       |
| 53       | 28       | 29       | 30       | 31       |          |          |          |

| Januar | Januar | Januar | Januar | Januar | Januar | Januar | Januar |
| Kw     | Mo     | Di     | Mi     | Do     | Fr     | Sa     | So     |
| ------ | ------ | ------ | ------ | ------ | ------ | ------ | ------ |
| 1      |        |        |        | 1      | 2      | 3      | 4      |
| 2      | 5      | 6      | 7      | 8      | 9      | 10     | 11     |
| 3      | 12     | 13     | 14     | 15     | 16     | 17     | 18     |
| 4      | 19     | 20     | 21     | 22     | 23     | 24     | 25     |
| 5      | 26     | 27     | 28     | 29     | 30     | 31     |        |

| Februar | Februar | Februar | Februar | Februar | Februar | Februar | Februar |
| Kw      | Mo      | Di      | Mi      | Do      | Fr      | Sa      | So      |
| ------- | ------- | ------- | ------- | ------- | ------- | ------- | ------- |
| 5       |         |         |         |         |         |         | 1       |
| 6       | 2       | 3       | 4       | 5       | 6       | 7       | 8       |
| 7       | 9       | 10      | 11      | 12      | 13      | 14      | 15      |
| 8       | 16      | 17      | 18      | 19      | 20      | 21      | 22      |
| 9       | 23      | 24      | 25      | 26      | 27      | 28      |         |

| März | März | März | März | März | März | März | März |
| Kw   | Mo   | Di   | Mi   | Do   | Fr   | Sa   | So   |
| ---- | ---- | ---- | ---- | ---- | ---- | ---- | ---- |
| 9    |      |      |      |      |      |      | 1    |
| 10   | 2    | 3    | 4    | 5    | 6    | 7    | 8    |
| 11   | 9    | 10   | 11   | 12   | 13   | 14   | 15   |
| 12   | 16   | 17   | 18   | 19   | 20   | 21   | 22   |
| 13   | 23   | 24   | 25   | 26   | 27   | 28   | 29   |
| 14   | 30   | 31   |      |      |      |      |      |

| April | April | April | April | April | April | April | April |
| Kw    | Mo    | Di    | Mi    | Do    | Fr    | Sa    | So    |
| ----- | ----- | ----- | ----- | ----- | ----- | ----- | ----- |
| 14    |       |       | 1     | 2     | 3     | 4     | 5     |
| 15    | 6     | 7     | 8     | 9     | 10    | 11    | 12    |
| 16    | 13    | 14    | 15    | 16    | 17    | 18    | 19    |
| 17    | 20    | 21    | 22    | 23    | 24    | 25    | 26    |
| 18    | 27    | 28    | 29    | 30    |       |       |       |

| Mai | Mai | Mai | Mai | Mai | Mai | Mai | Mai |
| Kw  | Mo  | Di  | Mi  | Do  | Fr  | Sa  | So  |
| --- | --- | --- | --- | --- | --- | --- | --- |
| 18  |     |     |     |     | 1   | 2   | 3   |
| 19  | 4   | 5   | 6   | 7   | 8   | 9   | 10  |
| 20  | 11  | 12  | 13  | 14  | 15  | 16  | 17  |
| 21  | 18  | 19  | 20  | 21  | 22  | 23  | 24  |
| 22  | 25  | 26  | 27  | 28  | 29  | 30  | 31  |

| Juni | Juni | Juni | Juni | Juni | Juni | Juni | Juni |
| Kw   | Mo   | Di   | Mi   | Do   | Fr   | Sa   | So   |
| ---- | ---- | ---- | ---- | ---- | ---- | ---- | ---- |
| 23   | 1    | 2    | 3    | 4    | 5    | 6    | 7    |
| 24   | 8    | 9    | 10   | 11   | 12   | 13   | 14   |
| 25   | 15   | 16   | 17   | 18   | 19   | 20   | 21   |
| 26   | 22   | 23   | 24   | 25   | 26   | 27   | 28   |
| 27   | 29   | 30   |      |      |      |      |      |

| Juli | Juli | Juli | Juli | Juli | Juli | Juli | Juli |
| Kw   | Mo   | Di   | Mi   | Do   | Fr   | Sa   | So   |
| ---- | ---- | ---- | ---- | ---- | ---- | ---- | ---- |
| 27   |      |      | 1    | 2    | 3    | 4    | 5    |
| 28   | 6    | 7    | 8    | 9    | 10   | 11   | 12   |
| 29   | 13   | 14   | 15   | 16   | 17   | 18   | 19   |
| 30   | 20   | 21   | 22   | 23   | 24   | 25   | 26   |
| 31   | 27   | 28   | 29   | 30   | 31   |      |      |

| August | August | August | August | August | August | August | August |
| Kw     | Mo     | Di     | Mi     | Do     | Fr     | Sa     | So     |
| ------ | ------ | ------ | ------ | ------ | ------ | ------ | ------ |
| 31     |        |        |        |        |        | 1      | 2      |
| 32     | 3      | 4      | 5      | 6      | 7      | 8      | 9      |
| 33     | 10     | 11     | 12     | 13     | 14     | 15     | 16     |
| 34     | 17     | 18     | 19     | 20     | 21     | 22     | 23     |
| 35     | 24     | 25     | 26     | 27     | 28     | 29     | 30     |
| 36     | 31     |        |        |        |        |        |        |

| September | September | September | September | September | September | September | September |
| Kw        | Mo        | Di        | Mi        | Do        | Fr        | Sa        | So        |
| --------- | --------- | --------- | --------- | --------- | --------- | --------- | --------- |
| 36        |           | 1         | 2         | 3         | 4         | 5         | 6         |
| 37        | 7         | 8         | 9         | 10        | 11        | 12        | 13        |
| 38        | 14        | 15        | 16        | 17        | 18        | 19        | 20        |
| 39        | 21        | 22        | 23        | 24        | 25        | 26        | 27        |
| 40        | 28        | 29        | 30        |           |           |           |           |

| Oktober | Oktober | Oktober | Oktober | Oktober | Oktober | Oktober | Oktober |
| Kw      | Mo      | Di      | Mi      | Do      | Fr      | Sa      | So      |
| ------- | ------- | ------- | ------- | ------- | ------- | ------- | ------- |
| 40      |         |         |         | 1       | 2       | 3       | 4       |
| 41      | 5       | 6       | 7       | 8       | 9       | 10      | 11      |
| 42      | 12      | 13      | 14      | 15      | 16      | 17      | 18      |
| 43      | 19      | 20      | 21      | 22      | 23      | 24      | 25      |
| 44      | 26      | 27      | 28      | 29      | 30      | 31      |         |

| November | November | November | November | November | November | November | November |
| Kw       | Mo       | Di       | Mi       | Do       | Fr       | Sa       | So       |
| -------- | -------- | -------- | -------- | -------- | -------- | -------- | -------- |
| 44       |          |          |          |          |          |          | 1        |
| 45       | 2        | 3        | 4        | 5        | 6        | 7        | 8        |
| 46       | 9        | 10       | 11       | 12       | 13       | 14       | 15       |
| 47       | 16       | 17       | 18       | 19       | 20       | 21       | 22       |
| 48       | 23       | 24       | 25       | 26       | 27       | 28       | 29       |
| 49       | 30       |          |          |          |          |          |          |

| Dezember | Dezember | Dezember | Dezember | Dezember | Dezember | Dezember | Dezember |
| Kw       | Mo       | Di       | Mi       | Do       | Fr       | Sa       | So       |
| -------- | -------- | -------- | -------- | -------- | -------- | -------- | -------- |
| 49       |          | 1        | 2        | 3        | 4        | 5        | 6        |
| 50       | 7        | 8        | 9        | 10       | 11       | 12       | 13       |
| 51       | 14       | 15       | 16       | 17       | 18       | 19       | 20       |
| 52       | 21       | 22       | 23       | 24       | 25       | 26       | 27       |
| 53       | 28       | 29       | 30       | 31       |          |          |          |

Im Jahr 1953 beginnt mit dem Tod Josef Stalins der Prozess der Entstalinisierung in der UdSSR. Sein Nachfolger Chruschtschow setzte angesichts der atomaren Pattsituation und massiver innenpolitischer Probleme auf einen Entspannungskurs. Derweil entluden sich die politischen und wirtschaftlichen Probleme in der DDR beim Aufstand vom 17. Juni 1953.
Mit dem Angriff auf die Moncada-Kaserne beginnt die Kubanische Revolution.

## Ereignisse

### Politik
- 1. Januar: Philipp Etter wird zum vierten Mal Bundespräsident der Schweiz.
- 1. Januar: Die Sowjetunion gibt der Volksrepublik China die Tschangtschun-Eisenbahn zurück.
- 1. Januar: Die DDR erklärt das Jahr 1953 offiziell zum Karl-Marx-Jahr.
- 1. Januar: Ausrufung der Republik Malediven
- 14. Januar: In der Bundesrepublik Deutschland wird der Schülerlotsendienst eingeführt.
- 14. Januar: Ministerpräsident Josip Broz Tito wird in das neu geschaffene Amt des Staatspräsidenten von Jugoslawien gewählt.
- 16. Januar: Abschaffung des Mehrparteiensystems im Königreich Ägypten. Ägypten wird endgültig Militärdiktatur.
- 20. Januar: Amtseinführung von Dwight D. Eisenhower als 34. US-Präsident. Er löst Harry S. Truman ab.
- 30. Januar: Spanien wird Mitglied in der UNESCO.
- 4. Februar: Der Deutsche Bundestag stellt das Anwerben von Deutschen für fremde Militärdienste in § 109h StGB unter Strafe. Damit soll dem Zustrom zur französischen Fremdenlegion Einhalt geboten werden.
- 12. Februar: Großbritannien und das Königreich Ägypten einigen sich, im Sudan Wahlen durchzuführen, die auch Aufschluss geben sollen, ob das unter britischem Einfluss stehende Land weiterhin zu Ägypten gehören soll oder selbstständig sein will.
- 22. Februar: Nationalratswahl in Österreich: SPÖ mit Adolf Schärf stimmenstärkste Partei.
- 27. Februar: Unterzeichnung des Londoner Schuldenabkommens.
- 1. März: Sendebeginn von Radio Liberty (damals: Radio Liberation)
- 5. März: Der sowjetische Machthaber Josef Stalin stirbt in Moskau.
- 9. März: In Moskau wird der verstorbene Staatschef Josef Stalin an der Seite von Staatsgründer Lenin im Beisein von etwa 1,5 Millionen Menschen beigesetzt.
- 18. März: Der Deutsche Bundestag stimmt dem zwischen Israel, der Jewish Claims Conference und der Bundesrepublik Deutschland geschlossenen Luxemburger Abkommen zur Wiedergutmachung zu.
- 6. April: Erster Staatsbesuch des deutschen Bundeskanzlers Konrad Adenauer in den USA und Kanada[1]
- 1. Mai: Nepal wird Mitglied in der UNESCO.
- 3. Mai: Die Deutsche Welle nimmt ihren Sendebetrieb auf.
- 7. Mai: Vorzeitige Haftentlassung für den ehemaligen Heeresgruppenkommandeur Erich von Manstein
- 7. Mai: In der DDR wird der im März gestorbene sowjetische Machthaber Josef Stalin mit der Benennung von Stalinstadt geehrt. Nach der Entstalinisierung erhält der Ort im Jahr 1961 den Namen Eisenhüttenstadt.
- 10. Mai: Die Stadt Chemnitz wird in Karl-Marx-Stadt umbenannt und auch der DDR-Bezirk erhält den neuen Namen.
- 14. Mai: Das Zentralkomitee (ZK) der SED beschließt eine Erhöhung der Arbeitsnormen um zehn Prozent. Der daraus entstehende Unmut in der Arbeiterschaft bildet einen Keim für den Volksaufstand am 17. Juni.
- 18. Mai: Der nach Kriegsschäden verbliebene Sockel am Deutschen Eck in Koblenz wird von Bundespräsident Theodor Heuss als künftiges Mahnmal der deutschen Einheit der Bevölkerung zur Nutzung überlassen.
- 2. Juni: Krönung von Königin Elisabeth II. in der Westminster Abbey
- 11. Juni: Im Neuen Deutschland wird für die DDR der vom Politbüro beschlossene Neue Kurs verkündet.
- 14. Juni: In Kolumbien wird Präsident Laureano Gómez von einer Militärjunta gestürzt. Sein Nachfolger wird Gustavo Rojas Pinilla.
- 17. Juni: Volksaufstand in der DDR
- 18. Juni: Absetzung des letzten ägyptisch-sudanesischen Königs Fu'ād II. durch das Militär. Die Republik Ägypten wird ausgerufen.
- 19. Juni: Die US-Staatsbürger Ethel und Julius Rosenberg werden wegen Atomspionage in den USA hingerichtet.
- 27. Juni: Libyen wird Mitglied in der UNESCO.
- 1. Juli: Die Bundesrepublik Deutschland hebt den Visumzwang für einreisende Besucher aus Mitgliedsstaaten des Europarates auf.
- 7. Juli: Chile wird Mitglied in der UNESCO.
- 26. Juli: Kuba. Eine Guerillatruppe unter der Führung des Rechtsanwalts Fidel Castro unternimmt einen Angriff auf die Moncada-Kaserne von Santiago de Cuba, der fehlschlägt.
- 27. Juli: Ende des Koreakriegs
- 1. August: Gründung der Bundesversicherungsanstalt für Angestellte (BfA) als Träger der gesetzlichen Rentenversicherung
- 1. August: Im südlichen Afrika entsteht unter britischem Einfluss die Föderation von Rhodesien und Njassaland, die nach einer Dekade an unterschiedlichen Vorstellungen zwischen Weißen und Schwarzen über die Machtverteilung scheitern sollte.
- 3. August: Der Deutsche Bundestag beschließt das „Gesetz zur Wiedergutmachung nationalsozialistischen Unrechts in der Kriegsopferversorgung für Berechtigte im Ausland“.
- 4. August: In Deutschland wird der zu Bismarcks Zeiten im Kulturkampf eingeführte Kanzelparagraph im Strafgesetzbuch abgeschafft, der Geistlichen bei unbotmäßigen politischen Äußerungen Strafe androht.
- 12. August: Die Sowjetunion zündet ihre erste Wasserstoffbombe.
- 16. August: Schah Mohammad Reza Pahlavi verlässt den Iran. Mohammad Mossadegh weigert sich, seine Entlassung aus dem Amt des Premierministers anzuerkennen.
- 17. August: Gründungstreffen von Narcotics Anonymous (Selbsthilfegemeinschaft für Drogensüchtige) in Los Angeles (USA)
- 21. August: Ausrufung der Republik auf den Malediven.
- 22. August: Schah Mohammad Reza Pahlavi kehrt nach dem Sturz Premierminister Mossadeghs in den Iran zurück.
- 30. August: Im Deutschen Fernsehen wird erstmals Der Internationale Frühschoppen, eine journalistische Diskussionsrunde über Politik und Weltgeschehen mit Werner Höfer als Gastgeber, ausgestrahlt.
- 6. September: In Afghanistan wird Mohammed Daoud Khan („Roter Prinz“) Premierminister.
- 6. September: Bei der Bundestagswahl wird die Union stärkste Fraktion, Konrad Adenauer wird als Kanzler bestätigt.
- 7. September: In der Sowjetunion löst Nikita Chruschtschow Georgi Malenkow als Ersten Sekretär der KPdSU ab.
- 1. Oktober: Aus Teilen des indischen Bundesstaates Madras wird der neue Bundesstaat Andhra gebildet.
- 14. Oktober: Im Grenzverkehr zwischen Deutschland und den Niederlanden wird kein Visum mehr benötigt.
- 14. November: Die Bundesrepublik Deutschland verzichtet im Interzonenverkehr in Absprache mit den westlichen Alliierten auf die Durchführung von Grenzkontrollen.
- 2. Dezember: Kurt Sieveking wird neuer Erster Bürgermeister von Hamburg. Er löst mit dem Hamburg-Block, einem Wahlbündnis von CDU, FDP und Deutscher Partei, den Senat Brauer II unter Max Brauer ab.

### Wirtschaft
- 2. Januar: Volkswagen senkt die Preise für den VW Käfer von 4.400 DM auf 4.200 DM.
- 10. Februar: In der DDR beginnt in den Badeorten an der Ostseeküste und auf Rügen die Aktion Rose, die auf eine Verstaatlichung der Hotels, Taxi- und Dienstleistungsunternehmen hinausläuft.
- 15. Februar: Der beim schwedischen Unternehmen ASEA beschäftigte Physiker Erik Lundblad stellt die ersten synthetischen Diamanten her.
- 1. März: Gründung von Burson-Marsteller, später eine große Public-Relations-Agentur
- 7. Juli: Die neu gegründete Bundesanstalt für Flugsicherung übernimmt im Westteil Deutschlands die zivile Flugsicherung.
- 3. Oktober: In Brasilien entsteht das mit Monopolrechten ausgestaltete Mineralölunternehmen Petrobras.
- 9. November: In der Treppenstraße in Kassel wird die erste Fußgängerzone Deutschlands eröffnet.
- 15. November: In Deutschland wird auf den Zuckerstreuer ein Patent erteilt.
- 17. Dezember: Die Kokerei Hassel, Deutschlands erster Kokerei-Neubau nach dem Krieg, wird in Betrieb genommen.
- 22. Dezember: In der DDR erscheint die erste Ausgabe der Wochenpost, die dort auflagenstärkste Wochenzeitung wird.

### Wissenschaft und Technik
- 23. April: Der Flughafen Beirut wird eröffnet.
- 25. April: Francis Crick und James Watson veröffentlichen ihre Entdeckung der Doppelhelixstruktur der DNA in Nature 171 unter dem Titel Molecular Structure of Nucleic Acids: A Structure for Deoxyribose Nucleic Acid.
- 6. Mai: Der Chirurg John Heysham Gibbon führt die erste Operation mit Hilfe einer Herz-Lungen-Maschine durch.
- 12. August: Die Sowjetunion zieht mit der Zündung einer Wasserstoffbombe im Rüstungswettlauf mit den USA gleich.
- 25. August: Das Technische Hilfswerk wird durch den Errichtungserlass vom Bundesministerium des Innern als Bundesanstalt gegründet.
- 30. September: Auguste und sein Sohn Jacques Piccard erreichen bei einem Tauchgang mit ihrem Bathyscaph Trieste im Tyrrhenischen Meer eine Rekordtiefe von 3.150 Metern.
- 20. November: Albert Scott Crossfield fliegt mit einer Douglas Skyrocket als erster Mensch mit zweifacher Schallgeschwindigkeit (Mach 2).
- 21. November: Das Britische Museum enthüllt, dass die Knochenfunde des zu den frühen Menschen gezählten Piltdown-Menschen gefälscht sind.
- 12. Dezember: Chuck Yeager fliegt als zweiter Mensch mit der Bell X-1A mehr als doppelte Schallgeschwindigkeit und übertrifft mit gemessenen Mach 2.44 seinen Vorgänger Albert Scott Crossfield.
- George Emil Palade, amerikanischer Zellphysiologe rumänischer Herkunft, liefert eine erste Beschreibung der Ribosomen.
- Eugene Aserinsky und Nathaniel Kleitman entdecken an der University of Chicago den REM-Schlaf.

### Kultur
- 5. Januar: Uraufführung des Theaterstücks En attendant Godot (Warten auf Godot) von Samuel Beckett in Paris
- 20. Januar: Erstausstrahlung der Augsburger Puppenkiste im Fernsehen
- 25. Februar: Uraufführung des Musicals Wonderful Town von Leonard Bernstein in New York
- 25. Februar: In Frankreich hat der Film Les Vacances de Monsieur Hulot von Jacques Tati Premiere.
- 19. März: Die Oscar-Verleihung wird zum ersten Mal im Fernsehen in den Vereinigten Staaten und in Kanada übertragen. Bob Hope fungiert als Moderator auf der Bühne.
- 9. April: Kulturabkommen zwischen Deutschland und den Vereinigten Staaten von Amerika
- 10. April: In den Vereinigten Staaten bringt Warner Bros. seinen ersten 3D-Film House of Wax (Deutscher Titel: Das Kabinett des Professor Bondi) in die Kinos.
- 22. April: In Frankreich hat der Clouzot-Film Le Salaire de la peur (Lohn der Angst) Premiere.
- 4. Mai: Uraufführung der Oper Irmelin von Frederick Delius im New Theatre in Oxford
- 7. Mai: Uraufführung des Musicals Can-Can von Cole Porter im Shubert Theater in New York
- 25. Mai: Uraufführung der Oper The Harpies von Marc Blitzstein in New York
- 26. Mai Auf dem vom Nordwestdeutschen Rundfunk (NWDR) organisierten Kölner 'Neuen Musikfest' werden erstmals Kompositionen von Robert Beyer und Herbert Eimert präsentiert, die im 1952 gegründeten Studio für elektronische Musik in Köln entstanden sind.
- 23. Juni: Uraufführung der Oper Die Dekabristen von Juri Alexandrowitsch Schaporin am Bolschoi-Theater in Moskau
- 17. August: Uraufführung der Oper Der Prozess von Gottfried von Einem bei den Salzburger Festspielen
- 27. Oktober: Mit dem Stück Der Etappenhase von Karl Bunje überträgt der NWDR Köln aus dem Kölner Millowitsch-Theater erstmals eine Theateraufführung im Deutschen Fernsehen.
- 13. November: Uraufführung des musikalischen Lustspiels Ein Engel namens Schmitt von Just Scheu und Ernst Nebhut in Braunschweig
- 25. Dezember: Uraufführung der Oper Sevil von Fikrät Ämirov in Baku
- Nikolaus Harnoncourt gründet gemeinsam mit seiner Frau Alice Harnoncourt das Ensemble Concentus Musicus Wien.
- Der Malteserorden und der Caritasverband gründen den Malteser Hilfsdienst.
- Der Deutsche Orden konstituiert sich neu (nach Verbot durch die Nationalsozialisten) als „Ordensprovinz Deutschland“ mit Sitz in Darmstadt.
- Gründung der Internationalen Sommerakademie für Bildende Kunst Salzburg
- Das J. Paul Getty Museum wird eröffnet.
- Das Werk „Die Leitern durchziehen als Feuerrad das Himmelsblau“ von Joan Miró entsteht.
- Gründung der Deutschen Künstlerhilfe
- Gründung der Neuen Deutschen Biographie

### Religion
- 24. Mai: Papst Pius XII. würdigt in der Enzyklika Doctor mellifluus den Kirchenlehrer Bernhard von Clairvaux aus Anlass seines anstehenden 800. Todestags.
- 8. September: Papst Pius XII. kündigt in der Enzyklika Fulgens corona für 1954 erstmals ein Marianisches Jahr an.

### Sport
- 18. Januar: Ann Davison erreicht Dominica auf den Kleinen Antillen. Sie ist die erste Frau, die den Atlantik als Einhandseglerin überquert.
- 18. Januar bis 13. September: Austragung der 4. Formel-1-Weltmeisterschaft
- 12. April: Der Fußballverein Sportvereinigung Volkspolizei Dresden wird in SG Dynamo Dresden umbenannt und in die Sportvereinigung Dynamo, die Sport-Organisation der inneren Sicherheitsorgane in der DDR, eingegliedert.
- 29. Mai: Erstbesteigung des 8848 m hohen Mount Everest durch Edmund Hillary und Tenzing Norgay
- 21. Juni: Der 1. FC Kaiserslautern wird Deutscher Fußballmeister.
- 3. Juli: Erstbesteigung des Nanga Parbat, des neunthöchsten Berges der Erde, durch Hermann Buhl
- 13. September: Der Italiener Alberto Ascari wird erster Doppelweltmeister der Formel-1-Geschichte.
- 12. Dezember: In Stuttgart werden die Sportler des Jahres 1953 geehrt.
- Die International DN Ice Yacht Racing Association (IDNIYRA) wird gegründet.

### Katastrophen

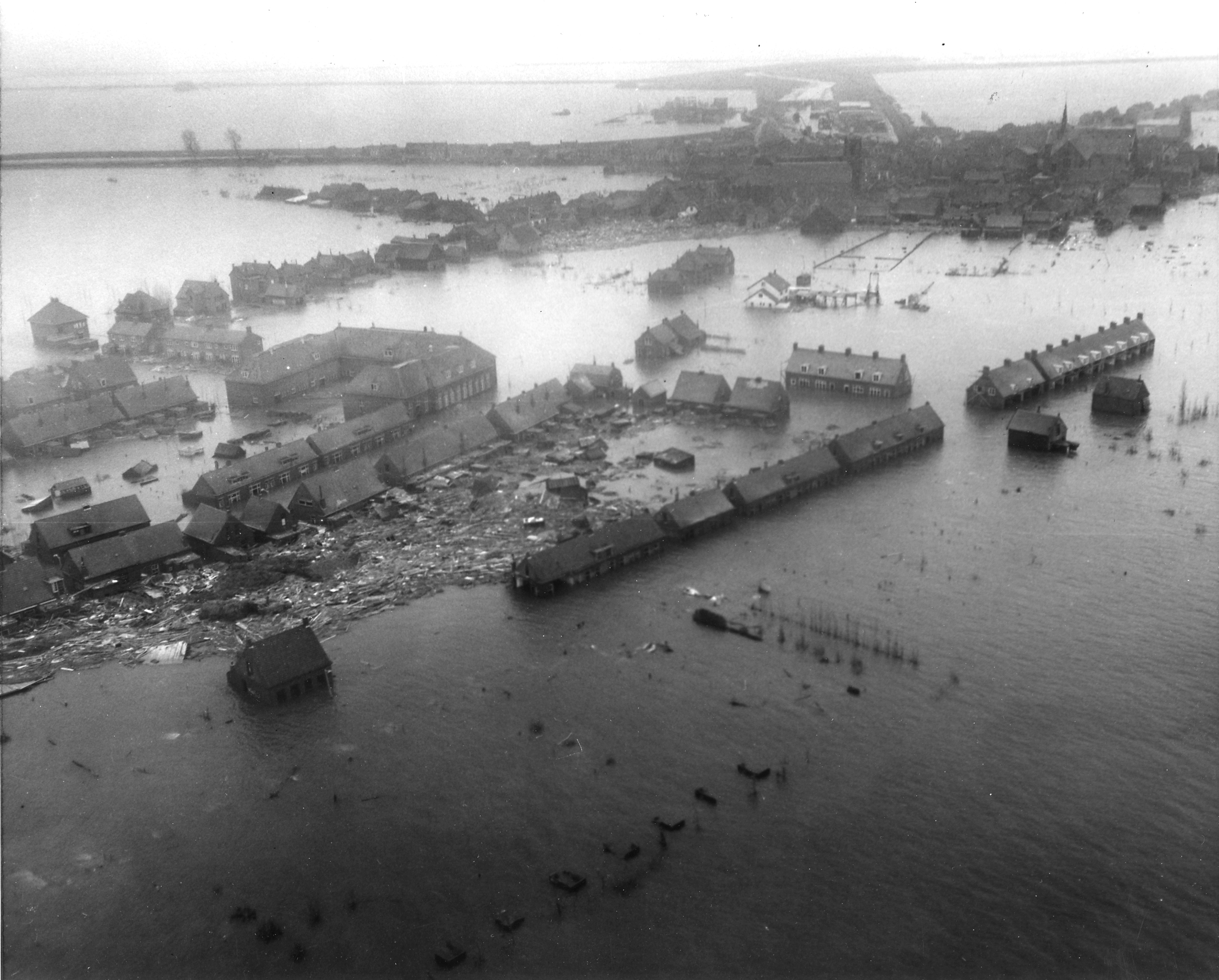
Hollandsturmflut

- 1. Februar: Flutkatastrophe in den Niederlanden (Mündungsgebiet von Rhein, Maas und Schelde) sowie in Belgien und Großbritannien. 1.835 Menschen kommen in den Niederlanden, weitere 307 in Großbritannien ums Leben.
- 8. Juni: Die Stadt Flint (Michigan) wird von einem Tornado getroffen, der 115 Menschenleben kostet. 844 Personen werden verletzt.
- 12. August: In dem Erdbeben auf Kefalonia und Zakynthos 1953 werden beide Inseln fast völlig zerstört.

Kleinere Unglücksfälle sind in den Unterartikeln von Katastrophe und in der Liste von Katastrophen aufgeführt.

## Kulturelle Referenz
Die utopische Geschichte Zwei im andern Land aus dem Jahr 1934 spielt in 1953.

## Geboren

### Januar

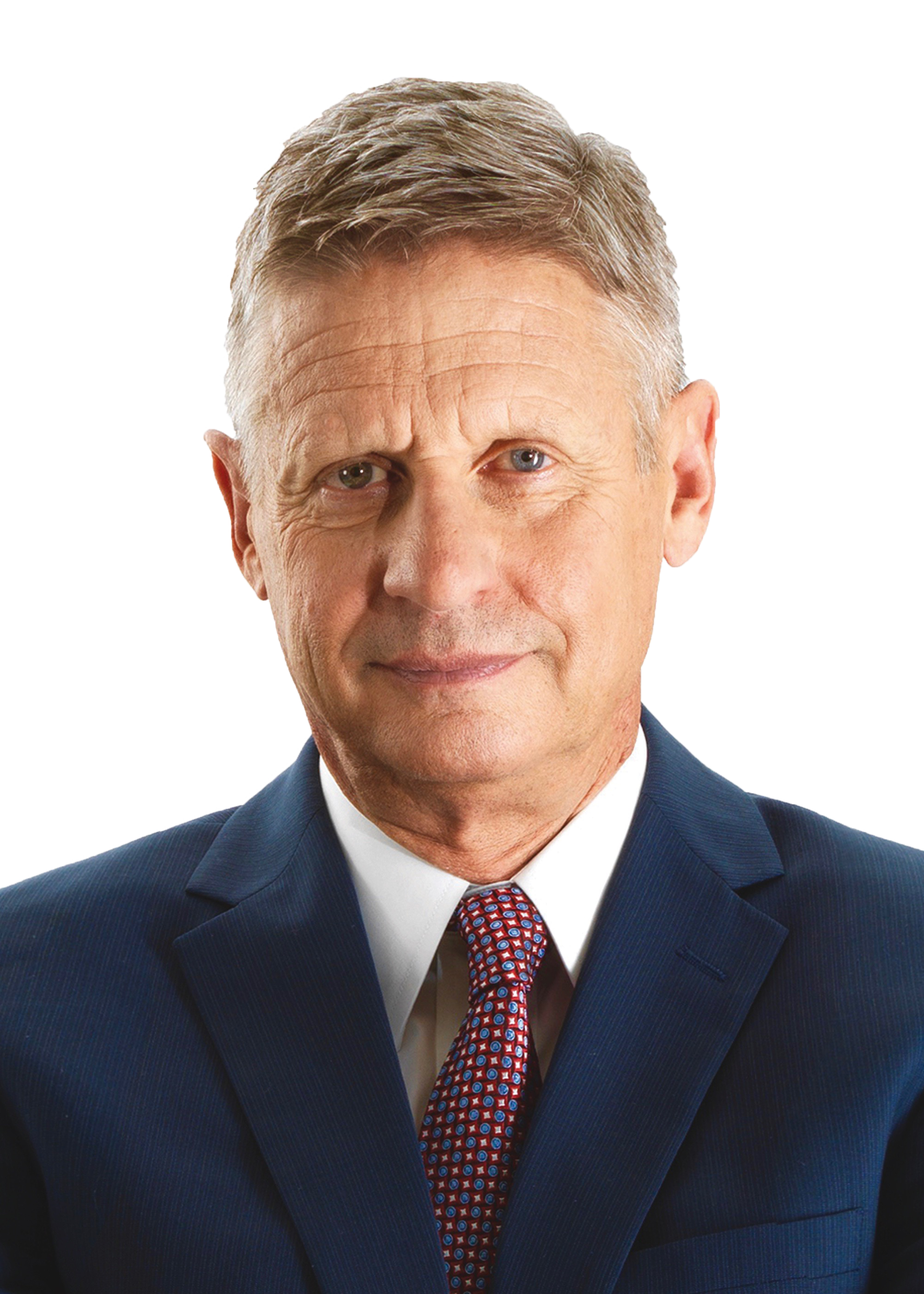
Gary E. Johnson

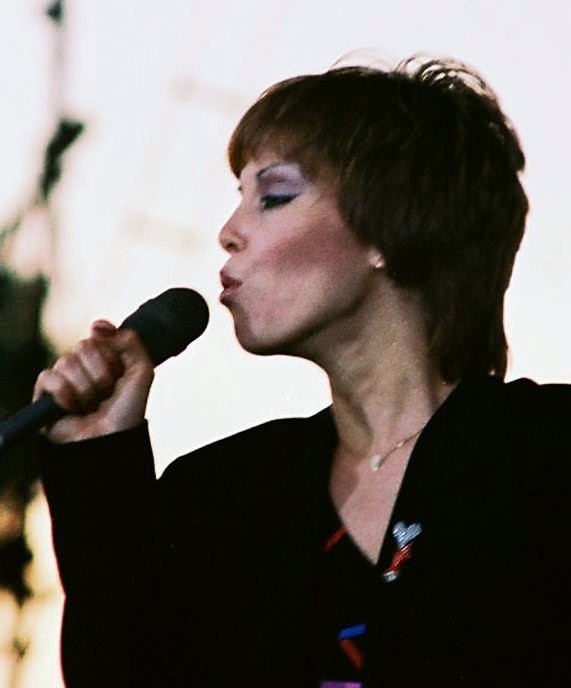
Pat Benatar

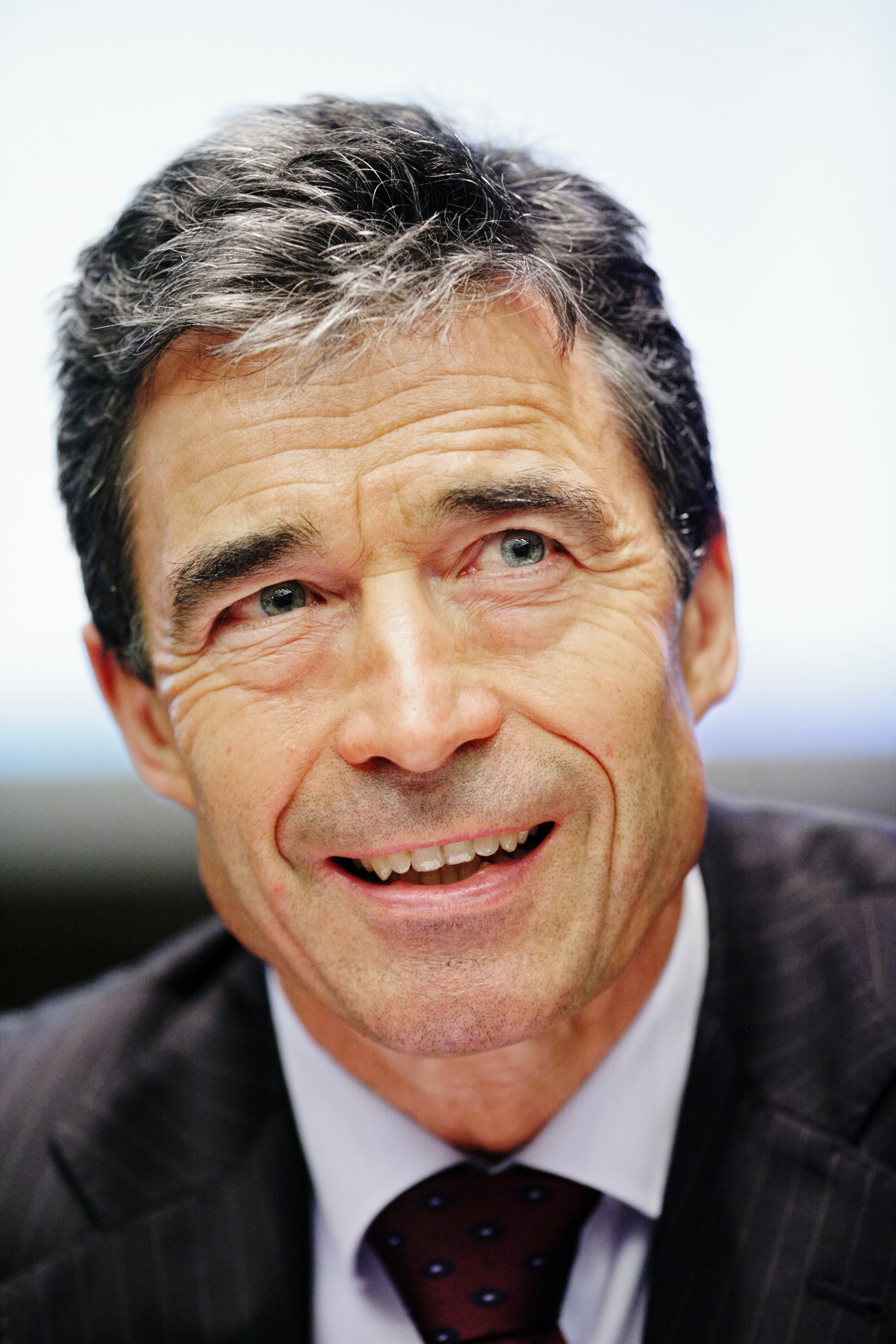
Anders Fogh Rasmussen

- 01. Januar: Alpha Blondy, ivorischer Reggae-Musiker
- 01. Januar: Toyin Falola, nigerianischer Historiker
- 01. Januar: Gary E. Johnson, US-amerikanischer Politiker
- 02. Januar: Jürgen Rohde, deutscher Handballtorwart
- 03. Januar: Vittorio Algeri, italienischer Radrennfahrer und Teamleiter
- 05. Januar: Ernst M. Binder, österreichischer Dichter und Theaterregisseur († 2017)
- 05. Januar: Pamela Sue Martin, US-amerikanische Schauspielerin
- 05. Januar: Alison Owen-Spencer, US-amerikanische Skilangläuferin
- 05. Januar: George Tenet, Direktor der CIA
- 06. Januar: Jon Eberson, norwegischer Jazzgitarrist
- 06. Januar: Etienne Jornod, Schweizer Unternehmer und Manager
- 06. Januar: Manfred Kaltz, deutscher Fußballspieler
- 06. Januar: Thomas Mirow, deutscher Politiker
- 06. Januar: Ayhan Taşkın, türkischer Ringer
- 06. Januar: Malcolm Young, australischer Musiker († 2017)
- 07. Januar: Jenis Kristian av Rana, färöischer Politiker
- 07. Januar: Dieter Hoeneß, deutscher Fußballspieler und -manager
- 07. Januar: Dieter-Lebrecht Koch, deutscher Europaabgeordneter
- 07. Januar: Robert Longo, US-amerikanischer Künstler
- 07. Januar: Leslie Mandoki, ungarisch-deutscher Musiker
- 08. Januar: Pierre Trochu, kanadischer Komponist
- 09. Januar: Klaus Schindler, deutscher Schauspieler
- 09. Januar: Morris Gleitzman, britischer Kinder- und Jugendbuchautor
- 09. Januar: Bill Graves, US-amerikanischer Politiker
- 09. Januar: Danny Morrison, nordirischer Journalist und Schriftsteller
- 10. Januar: Guido Kratschmer, deutscher Leichtathlet
- 10. Januar: Pat Benatar, US-amerikanische Rock-Sängerin
- 11. Januar: Jeyaraj Fernandopulle, sri-lankischer Politiker († 2008)
- 12. Januar: Friedrich Ostendorff, deutscher Politiker und MdB
- 13. Januar: Luann Ryon, US-amerikanische Bogenschützin († 2022)
- 13. Januar: Hedi Sehr, Notfallseelsorgerin und Feuerwehrfrau

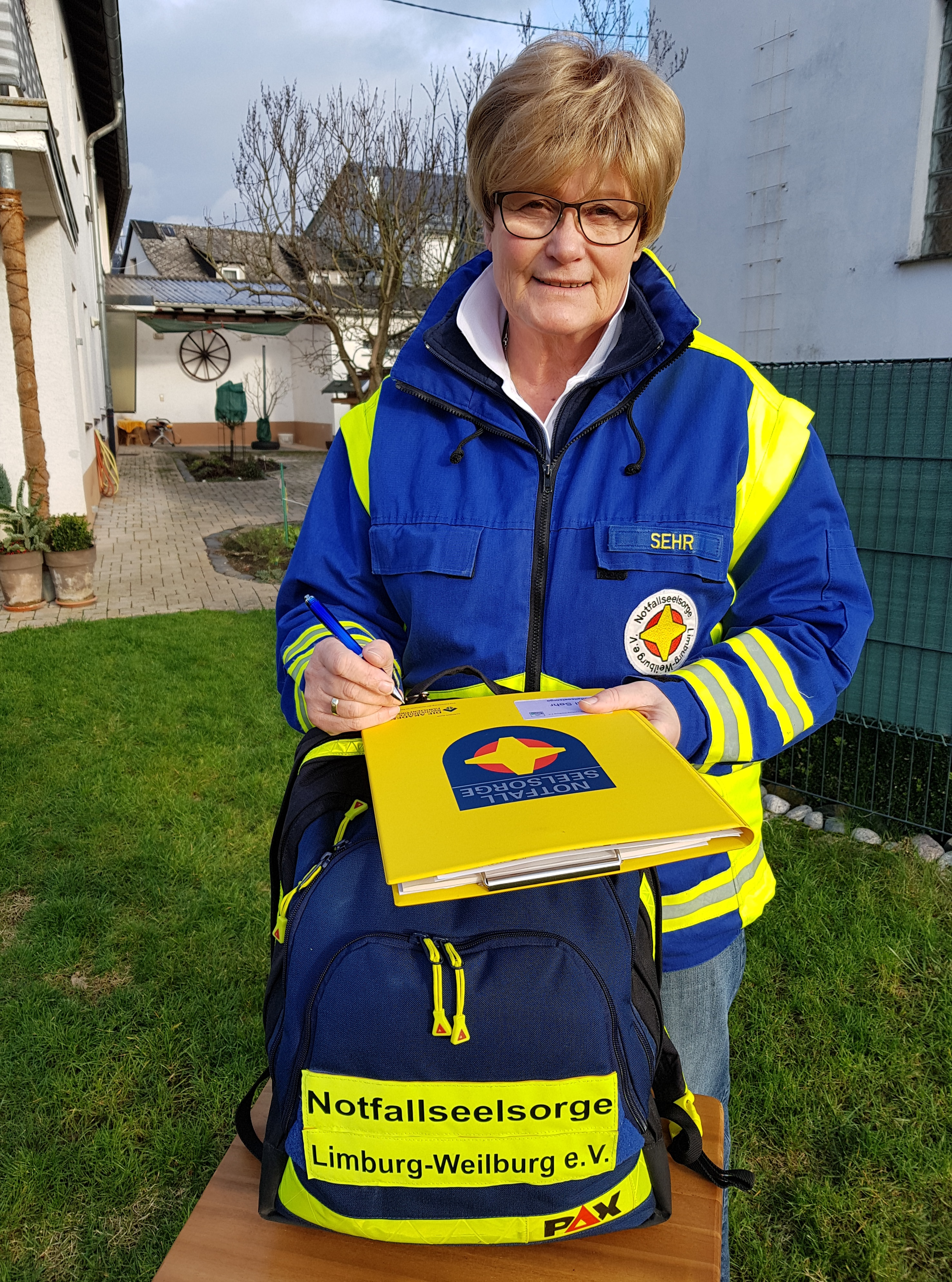
Hedi Sehr

- 14. Januar: Gunter Amler, deutscher Fußballspieler
- 14. Januar: Wolfgang Böck, österreichischer Schauspieler
- 14. Januar: Gagey Mrozeck, deutscher Gitarrist
- 14. Januar: Lothar Schleusener, Opfer der Berliner Mauer († 1966)
- 15. Januar: Kent Hovind, US-amerikanischer Kreationist
- 15. Januar: Randy White, US-amerikanischer American-Football-Spieler
- 16. Januar: Reinhard Jirgl, deutscher Schriftsteller
- 16. Januar: Reinhard Göhner, deutscher Politiker
- 17. Januar: Rosemarie Hein, deutsche Politikerin († 2025)
- 18. Januar: Paul Büchel, liechtensteinischer Judoka
- 19. Januar: Klaus Antoni, deutscher Japanologe und Kulturwissenschaftler
- 19. Januar: Desi Arnaz junior, US-amerikanischer Schauspieler und Musiker
- 19. Januar: Jürgen Gelsdorf, deutscher Fußballspieler und -trainer
- 19. Januar: Cyprian Kizito Lwanga, ugandischer Priester, Erzbischof von Kampala († 2021)
- 19. Januar: Holger Rupprecht, Bildungsminister von Brandenburg
- 20. Januar: Marita Breuer, deutsche Schauspielerin
- 20. Januar: Hermann-Josef Arentz, deutscher Politiker und MdL
- 20. Januar: Jeffrey Epstein, US-amerikanischer Investmentbanker († 2019)
- 20. Januar: Filipe Neri António Sebastião do Rosário Ferrão, indischer Kardinal, Erzbischof von Goa
- 21. Januar: Paul Allen, US-amerikanischer Unternehmer († 2018)
- 21. Januar: Wolfgang Ludwig Werner, deutscher Tropenforscher
- 22. Januar: Winfried Berkemeier, deutscher Fußballspieler
- 22. Januar: Steve Chabot, US-amerikanischer Politiker
- 22. Januar: Chung Myung-whun, südkoreanischer Dirigent und Pianist
- 22. Januar: Jim Jarmusch, US-amerikanischer Regisseur, Drehbuchautor und Filmproduzent
- 23. Januar: John Luther Adams, US-amerikanischer Komponist
- 23. Januar: Raul Arnemann, sowjetischer Ruderer
- 23. Januar: Antonio Villaraigosa, Bürgermeister von Los Angeles
- 23. Januar: Alister McGrath, Professor für historische Theologie in Oxford
- 23. Januar: James D. Thornton, US-amerikanischer Komponist, Euponiumspieler und Musikpädagoge
- 24. Januar: Ulrich Holbein, deutscher Schriftsteller
- 25. Januar: Jutta Kaddatz, deutsche Politikerin
- 26. Januar: Reinhard Bütikofer, deutscher Politiker
- 26. Januar: Ulrike Poppe, deutsche Bürgerrechtlerin
- 26. Januar: Robertas Sutkus, litauischer Schach-Großmeister im Fernschach († 2008)
- 26. Januar: Anders Fogh Rasmussen, Ministerpräsident von Dänemark
- 26. Januar: Lucinda Williams, US-amerikanische Sängerin und Liedtexterin
- 27. Januar: Shizuo Akira, japanischer Immunologe
- 27. Januar: Frank Joseph Augustyn, kanadischer Balletttänzer
- 27. Januar: Celso Machado, brasilianischer Gitarrist und Komponist
- 27. Januar: Bob Mintzer, US-amerikanischer Jazz- und Fusionklarinettist und -saxophonist
- 28. Januar: Richard Anconina, französischer Schauspieler
- 28. Januar: Chris Carter, Gründungsmitglied des Musikprojektes Throbbing Gristle
- 28. Januar: Hugo Hamilton, irischer Schriftsteller
- 28. Januar: Biljana Jovanović, serbische Schriftstellerin, Bürgerrechtlerin und Friedensaktivistin († 1996)
- 28. Januar: Helmut Middendorf, deutscher Künstler
- 29. Januar: Peter Baumann, deutscher Rockmusiker
- 29. Januar: Richard Drautz, deutscher Winzer und Politiker († 2014)
- 29. Januar: Dalila Di Lazzaro, italienische Schauspielerin, Sängerin und Model
- 31. Januar: Andreas Lukoschik, deutscher Fernsehmoderator, Schauspieler und Autor
- 31. Januar: Gertrude Lübbe-Wolff, Richterin des Bundesverfassungsgerichts
- 31. Januar: Winfried Müller, deutscher Historiker(† 2025)
- 31. Januar: Louis Wright, US-amerikanischer American-Football-Spieler
- 000Januar: Flor Contemplacion, philippinische Doppelmörderin († 1995)

### Februar

Mary Steenburgen

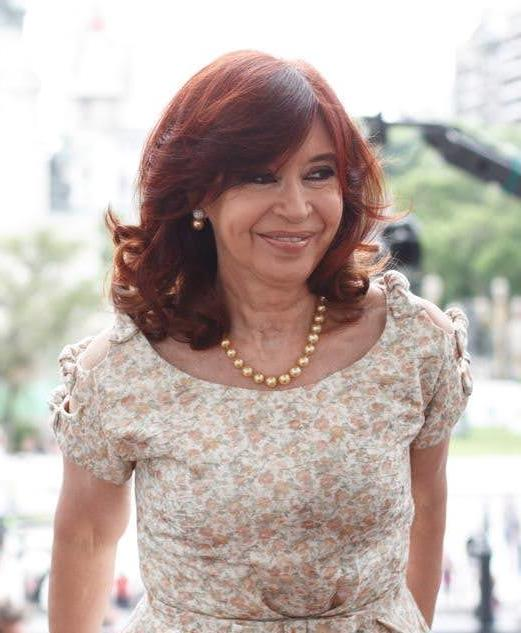
Cristina Fernández de Kirchner

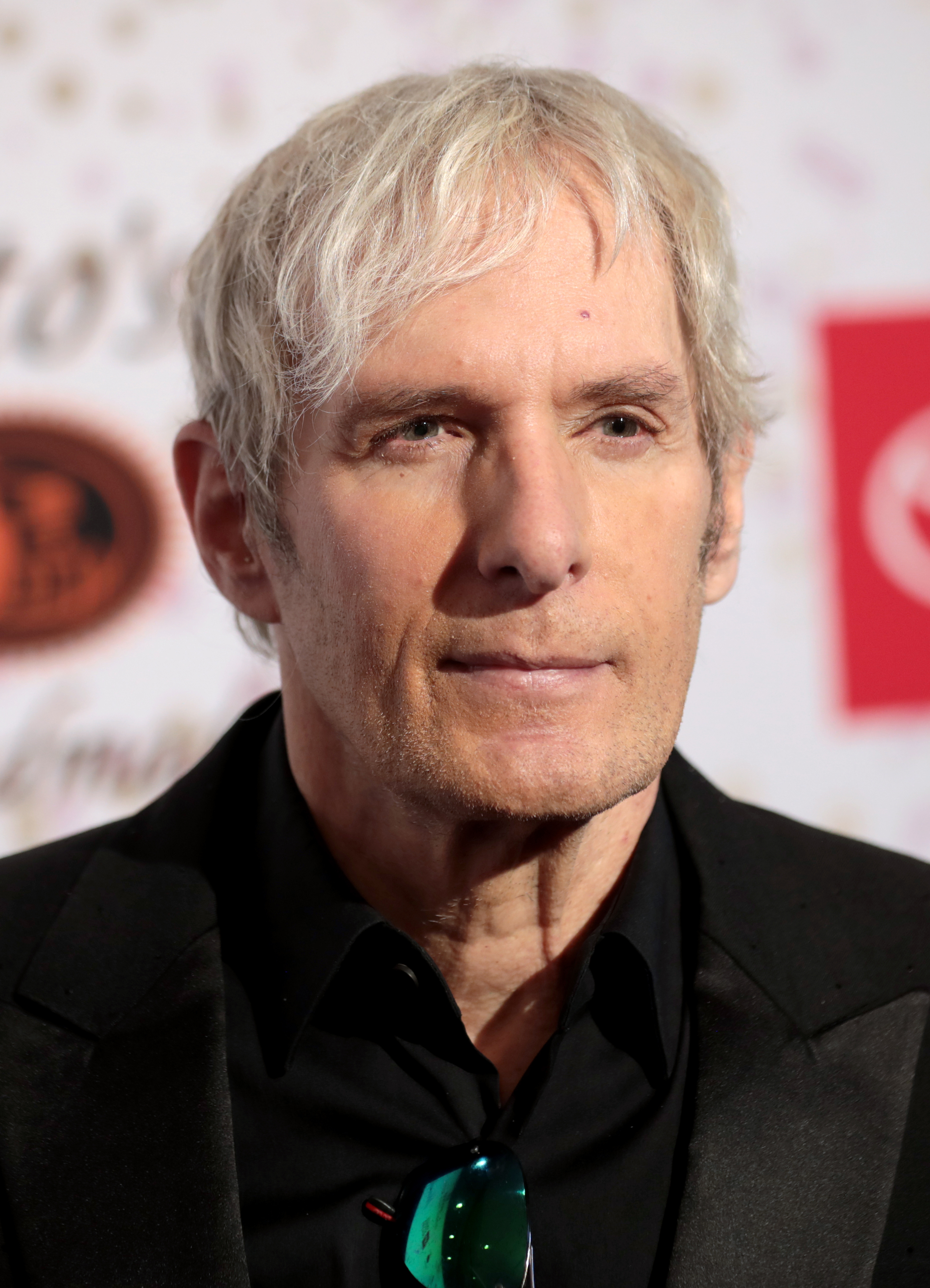
Michael Bolton

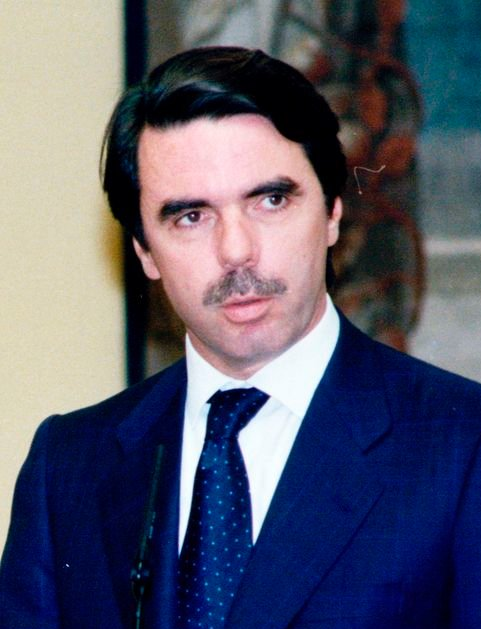
José María Aznar

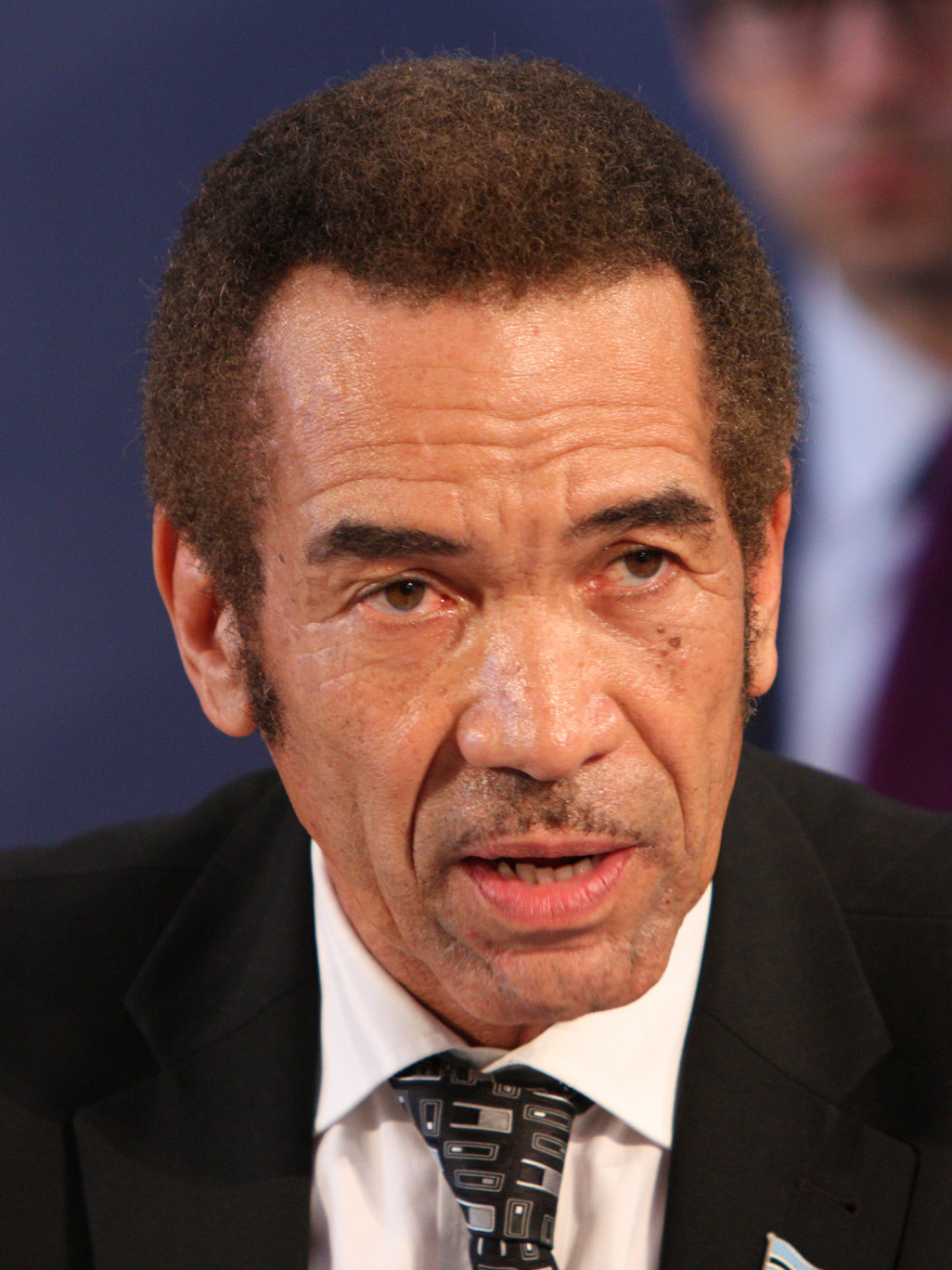
Ian Khama

- 01. Februar: Christian Geistdörfer, deutscher Motorsportler
- 01. Februar: Jerzy Potz, polnischer Eishockeyspieler und -trainer († 2000)
- 02. Februar: Duane Chapman, US-amerikanischer Kopfgeldjäger
- 02. Februar: Kim Merz, deutscher Schlagersänger
- 02. Februar: Louis Sclavis, französischer Klarinettist, Saxophonist, Komponist und Bandleader
- 02. Februar: Wolfgang Wahlster, deutscher Informatiker
- 03. Februar: Ferdinand Schmatz, österreichischer Schriftsteller
- 04. Februar: Ulrike Längle, österreichische Literaturwissenschaftlerin und Schriftstellerin
- 04. Februar: Kitarō, japanischer New-Age-Musiker
- 05. Februar: Freddie Pascual Aguilar, philippinischer Folk-Rockmusiker und Songschreiber († 2025)
- 05. Februar: Petrus Wilhelmus Arntz, niederländischer Fußballspieler
- 05. Februar: Gerhard Oppitz, deutscher Pianist
- 05. Februar: Xaver Paul Thoma, deutscher Komponist für Neue Musik
- 06. Februar: Horst Afflerbach, deutscher Theologe
- 07. Februar: John Attard-Montalto, maltesischer Politiker
- 07. Februar: Robert Brazile, US-amerikanischer American-Football-Spieler
- 07. Februar: Thomas Wieczorek, deutscher Journalist und Autor († 2013)
- 08. Februar: Mary Steenburgen, US-amerikanische Schauspielerin
- 09. Februar: Vito Gabrielo Antuofermo, italienischer Profiboxer
- 10. Februar: John Shirley, US-amerikanischer Science-Fiction-Autor
- 10. Februar: Carl Stone, US-amerikanischer Komponist
- 11. Februar: Philip Anglim, US-amerikanischer Film- und Theaterschauspieler
- 11. Februar: Jeb Bush, US-amerikanischer Politiker, Gouverneur von Florida
- 11. Februar: Yitzhak Peretz, israelischer Fußballspieler († 2021)
- 12. Februar: Irene Abel, deutsche Geräteturnerin
- 12. Februar: Ellika Frisell, schwedische Folkmusikerin
- 12. Februar: Helmut Wechselberger, österreichischer Radrennfahrer
- 13. Februar: Wladimir Wladimirowitsch Antonik, russischer Schauspieler
- 13. Februar: Claudia Burckhardt, Schweizer Schauspielerin
- 14. Februar: Hans Krankl, österreichischer Fußballer, Sänger
- 14. Februar: Sergei Mironow, russischer Politiker
- 15. Februar: Anthony Patrick Adams, US-amerikanischer Film- und Theaterproduzent († 2005)
- 15. Februar: Edwin Cameron, südafrikanischer Verfassungsrichter
- 15. Februar: Miloslav Ransdorf, tschechischer Philosoph und Politiker († 2016)
- 15. Februar: Friedrich Sauvigny, deutscher Mathematiker
- 16. Februar: Serge Houde, kanadischer Schauspieler
- 16. Februar: Roberta Williams, US-amerikanische Designerin für Computerspiele
- 17. Februar: Thom Åhlund, schwedischer Fußballspieler
- 17. Februar: Bernard Chauvin, französischer Automobilrennfahrer
- 17. Februar: Alexandra Dinges-Dierig, deutsche Politikerin
- 17. Februar: Alar Kivilo, kanadischer Kameramann
- 17. Februar: Steve Millen, neuseeländischer Automobilrennfahrer
- 17. Februar: Alain Claude Sulzer, Schweizer Schriftsteller und Übersetzer
- 18. Februar: Urs Bosshardt, Schweizer Schauspieler
- 19. Februar: Hansi Jochmann, deutsche Schauspielerin
- 19. Februar: Attilio Bettega, italienischer Rallyefahrer († 1985)
- 19. Februar: Gerd Harms, deutscher Politiker
- 19. Februar: Cristina Fernández de Kirchner, argentinische Politikerin
- 19. Februar: Barbara Schnitzler, deutsche Schauspielerin
- 20. Februar: Riccardo Chailly, italienischer Dirigent
- 20. Februar: Waleri Lwow, sowjetischer Boxer († 2025)
- 20. Februar: Cindy McTee, US-amerikanische Komponistin und Musikpädagogin
- 20. Februar: Reinhard van der Heusen, deutscher Handballspieler
- 21. Februar: Dagmar Roth-Behrendt, deutsche Politikerin und Mitglied des EU-Parlaments
- 21. Februar: Christine Ebersole, US-amerikanische Schauspielerin und Sängerin
- 21. Februar: William Petersen, US-amerikanischer Schauspieler und Produzent
- 22. Februar: Dirk van Gunsteren, deutscher literarischer Übersetzer
- 23. Februar: Satoru Nakajima, japanischer Automobilfahrer
- 24. Februar: Selman Ada, türkischer Pianist, Dirigent und Komponist
- 24. Februar: Karl-Heinz Schroff, deutscher Fußballspieler
- 25. Februar: Siegfried Anzinger, österreichischer Maler, Graphiker und Plastiker
- 25. Februar: José María Aznar, spanischer Politiker, Ministerpräsident
- 25. Februar: Leszek Deptuła, polnischer Politiker († 2010)
- 25. Februar: Martin Kippenberger, deutscher Maler und Installationskünstler († 1997)
- 26. Februar: Michael Bolton, US-amerikanischer Pop-Musiker
- 27. Februar: Yolande Moreau, belgische Komödiantin, Schauspielerin, Regisseurin und Drehbuchautorin
- 27. Februar: Karl Imfeld, Schweizer Bildhauer
- 28. Februar: Gabriele Hiller-Ohm, deutsche Politikerin
- 28. Februar: Falko Daim, österreichischer Archäologe
- 28. Februar: Franz Voves, österreichischer Politiker
- 28. Februar: Jochen Kolenda, deutscher Schauspieler
- 28. Februar: Paul Krugman, US-amerikanischer Ökonom und Schriftsteller
- 28. Februar: Bodo Morshäuser, deutscher Schriftsteller

### März

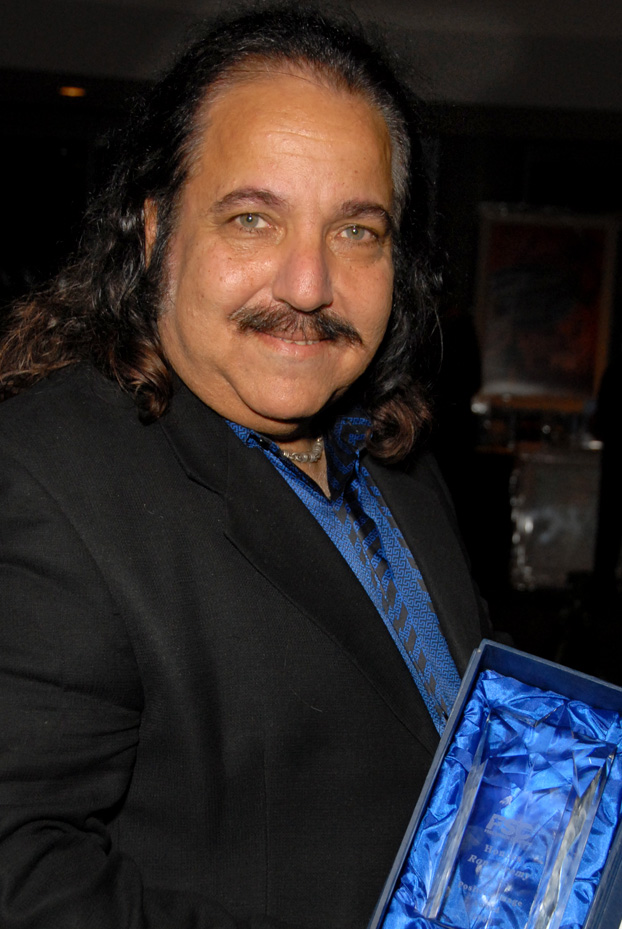
Ron Jeremy

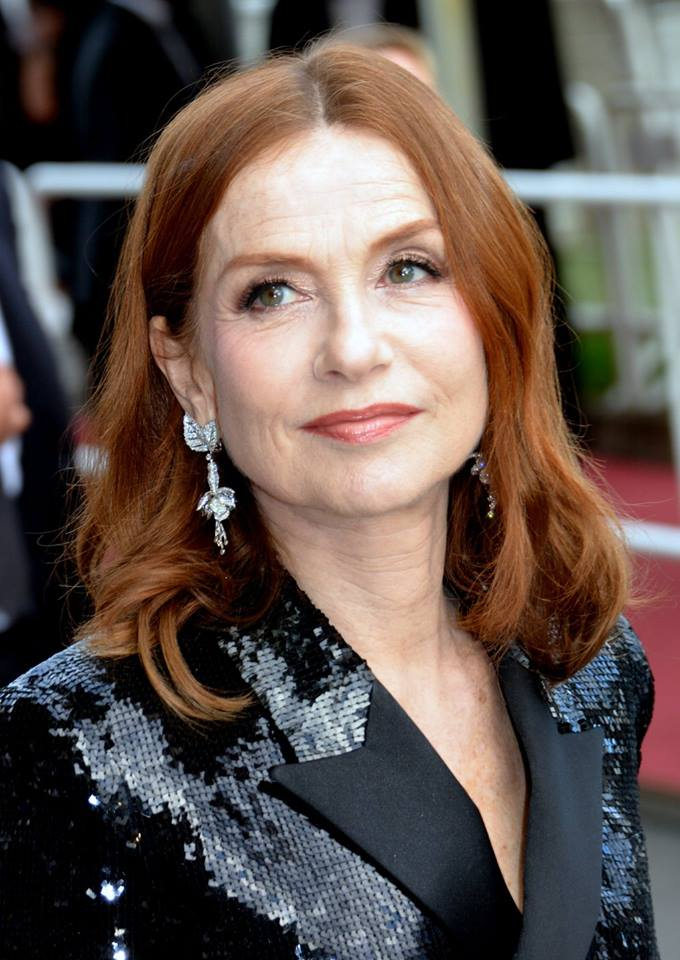
Isabelle Huppert

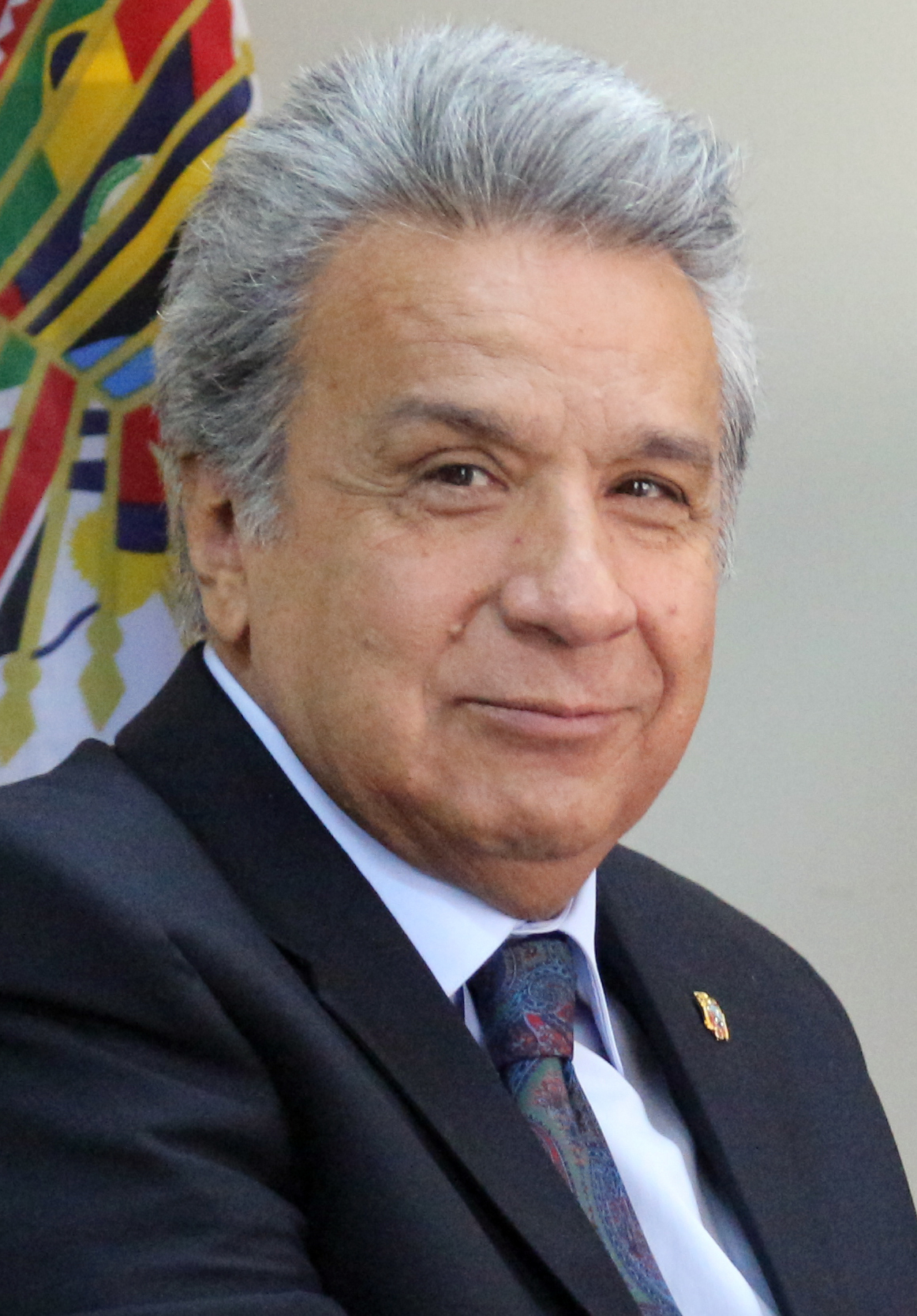
Lenín Moreno

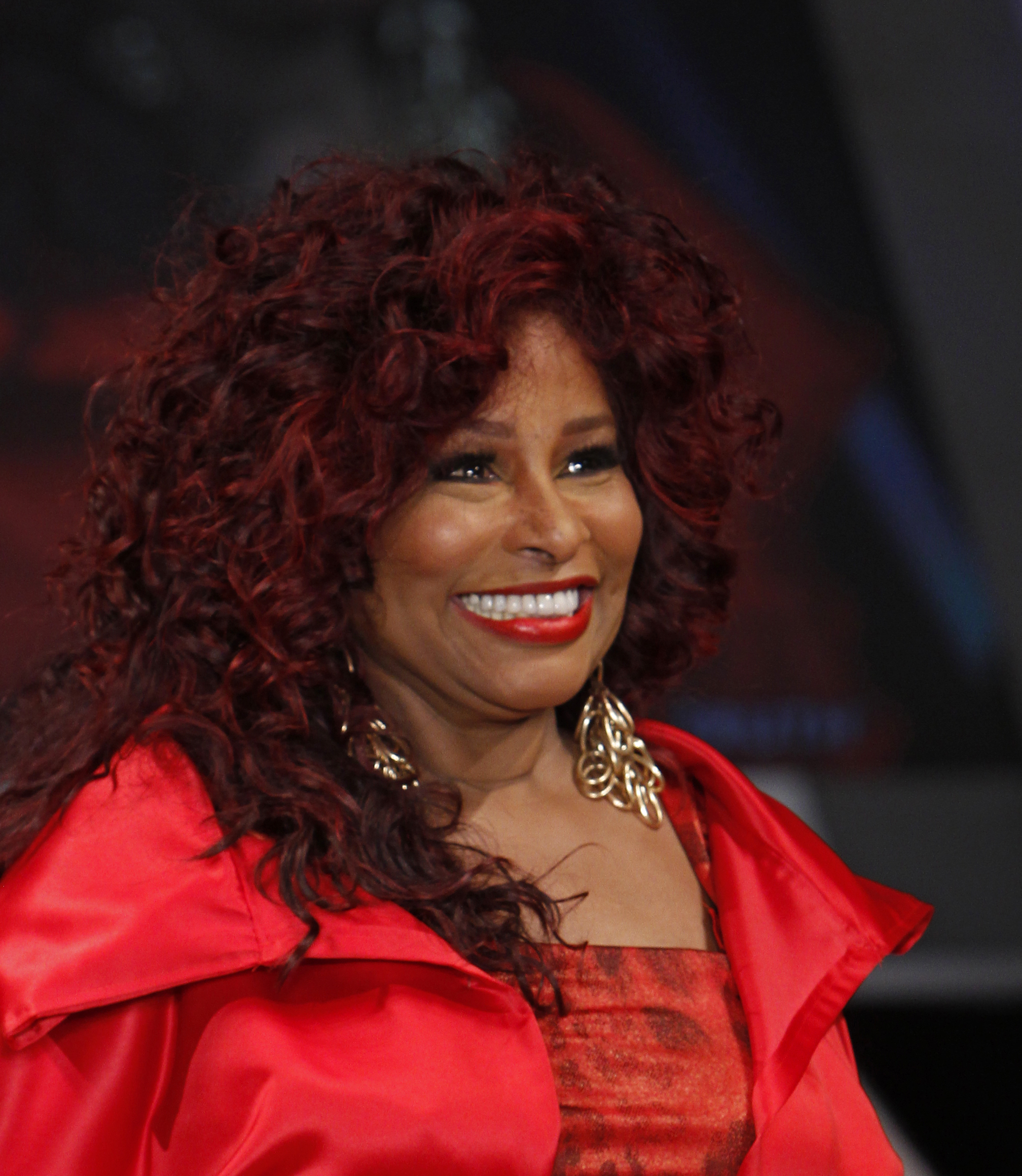
Chaka Khan

- 01. März: Rolf Danneberg, deutscher Leichtathlet
- 01. März: Jiang Daming, chinesischer Politiker
- 01. März: Klaus Wanninger, deutscher Schriftsteller und Theologe
- 01. März: Stephan Wittwer, schweizerischer Musiker, Improvisator und Komponist († 2024)
- 02. März: Ulrich Krüger, deutscher Jurist und Richter
- 02. März: Petra Wernicke, deutsche Politikerin († 2017)
- 03. März: Zico, brasilianischer Fußballspieler, Trainer der japanischen Fußballnationalmannschaft
- 03. März: Aram Asatryan, armenischer Popsänger († 2006)
- 03. März: Elisabeth Augustin, österreichische Schauspielerin
- 03. März: Dagmar Freitag, deutsche Politikerin und MdB
- 03. März: Jan Simonsen, norwegischer Politiker († 2019)
- 03. März: Josef Winkler, österreichischer Schriftsteller
- 04. März: Lothar Kremershof, deutscher Eishockeyspieler († 2003)
- 04. März: Reinhold Roth, deutscher Motorradrennfahrer († 2021)
- 05. März: Gardi Hutter, Schweizer Schauspielerin und Autorin
- 05. März: Marcelo Piñeyro, argentinischer Filmregisseur, Produzent und Drehbuchautor
- 05. März: Tom Russell, US-amerikanischer Sänger, Songwriter
- 05. März: Richard Sanderson, schottischer Sänger
- 06. März: Wolfgang Grams, Terrorist der Rote Armee Fraktion (RAF) († 1993)
- 06. März: Karin Heger, deutsche Juristin
- 07. März: Guy Abrahams, panamaischer Sprinter
- 07. März: Kenny Aronoff, US-amerikanischer Schlagzeuger
- 07. März: Siw Inger, schwedische Sängerin
- 08. März: Bernd Mattheus, deutscher Schriftsteller († 2009)
- 08. März: Herbert Schwarz, deutscher Eisschnellläufer
- 09. März: Horst Rasch, deutscher Politiker
- 09. März: Anna Henkel-Grönemeyer, deutsche Schauspielerin († 1998)
- 10. März: Paul Haggis, kanadischer Drehbuchautor, Filmproduzent und Regisseur
- 10. März: Cho Hun Hyeon, südkoreanischer Go-Spieler
- 10. März: Ronnie Earl, US-amerikanischer Blues-Gitarrist
- 10. März: Ute Lubosch, deutsche Schauspielerin
- 11. März: László Bölöni, rumänischer Fußballspieler und -trainer
- 11. März: Carole André Smith, französische Schauspielerin
- 11. März: Willi Winter, deutscher Kabarettist
- 12. März: Alwin Fitting, deutscher Arbeitnehmervertreter der RWE Power AG
- 12. März: Jürgen Fritz, deutscher Keyboarder
- 12. März: Ron Jeremy, US-amerikanischer Pornodarsteller
- 12. März: Ryan Paris, italienischer Popsänger und Produzent
- 13. März: Volker Bartsch, deutscher Bildhauer und Maler
- 13. März: Hartmut Grimm, deutscher Musikwissenschaftler († 2017)
- 13. März: Bruce David Hales, australischer Geschäftsmann
- 15. März: Kumba Ialá, Präsident von Guinea-Bissau († 2014)
- 15. März: Karl Heinrich Wüthrich, Schweizer Jurist
- 16. März: Kei Akagi, japanisch-US-amerikanischer Jazz-Musiker
- 16. März: Thomas Angyan, österreichischer Kulturmanager und Intendant
- 16. März: Isabelle Huppert, französische Filmschauspielerin
- 16. März: Rainer Knaak, deutscher Schachspieler
- 16. März: Richard Stallman, US-amerikanischer Aktivist und Programmierer
- 17. März: Ulrich Klan, deutscher Komponist, Autor
- 17. März: William N. Weins, US-amerikanischer Maschinenbauingenieur, Metallurg und Hochschullehrer († 2001)
- 18. März: Harald Schartau, deutscher Politiker
- 19. März: Ian Blair, britischer Polizeibeamter und Peer († 2025)
- 19. März: Hans Rinn, deutscher Rennrodler
- 19. März: Billy Sheehan, US-amerikanischer Bassist
- 20. März: Alicia Kozameh, argentinische Schriftstellerin
- 20. März: Sigi Schmid, deutsch-US-amerikanischer Fußballtrainer († 2018)
- 21. März: Dalibor Janda, tschechischer Sänger
- 21. März: Christos Hatzis, kanadischer Komponist
- 22. März: Thomas Hiram Andrews, US-amerikanischer Politiker
- 22. März: Dagmar Veškrnová-Havlová, tschechische Schauspielerin
- 22. März: Susan Morton Blaustein, US-amerikanische Komponistin und Musikpädagogin
- 22. März: Wladimir Trofimenko, russischer Leichtathlet († 1994)
- 23. März: Chaka Khan, US-amerikanische Sängerin
- 24. März: Mathias Richling, deutscher Kabarettist, Autor und Schauspieler
- 25. März: Christos Ardizoglou, griechischer Fußballspieler
- 25. März: Joseph Weishaupt, deutscher Hörfunkjournalist († 1992)
- 26. März: Stefan Armbruster, deutscher Ruderer
- 26. März: Bernhard Foelkel, deutscher Ruderer
- 26. März: Tatjana Prowidochina, russische Leichtathletin und Olympionikin
- 27. März: Annemarie Moser-Pröll, österreichische Skirennläuferin
- 27. März: Dietmar Ostwald, deutscher Schriftsteller
- 28. März: Souhaila Sami Andrawes as-Sayeh, palästinensische Terroristin
- 28. März: Juan Francisco García, mexikanischer Boxer († 2023)
- 28. März: Melchior Ndadaye, burundischer Politiker († 1993)
- 29. März: Christel Agrikola, deutsche Ruderin
- 29. März: David Joseph Attard, maltesischer Jurist
- 29. März: Jørgen Emborg, dänischer Jazzpianist und -Komponist
- 29. März: Fritz Hauser, schweizerischer Musiker
- 29. März: Georg Klein, deutscher Schriftsteller
- 29. März: Eberhard Schockenhoff, Professor für Moraltheologie und Mitglied im Nationalen Ethikrat († 2020)
- 29. März: Margit Weihnert, sächsische Politikerin und Diplomagrarpädagogin
- 31. März: Maria Moșneagu, rumänische Ruderin
- 31. März: Erich Schmeckenbecher, deutscher Musiker, Sänger und Liedermacher

### April

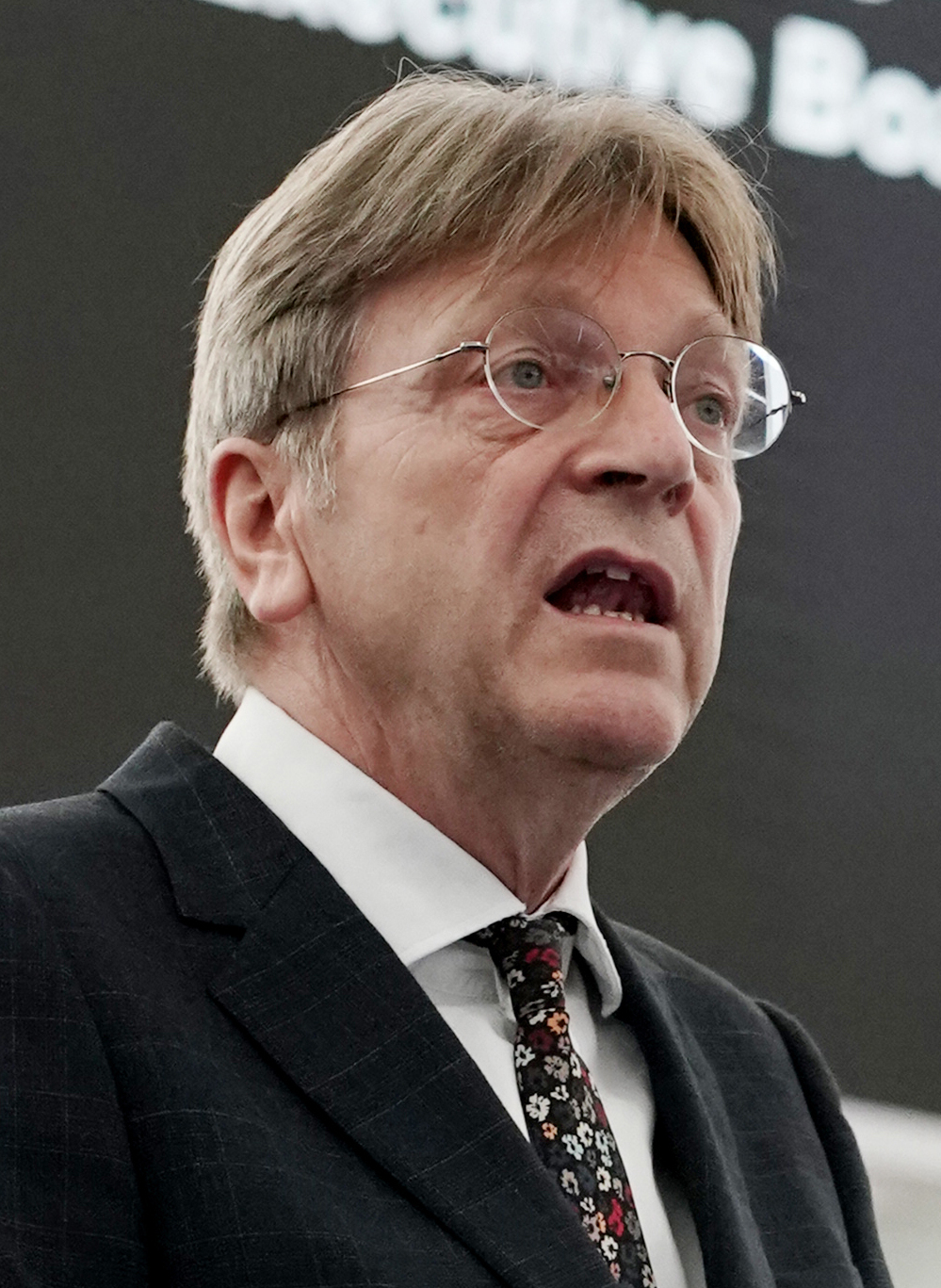
Guy Verhofstadt

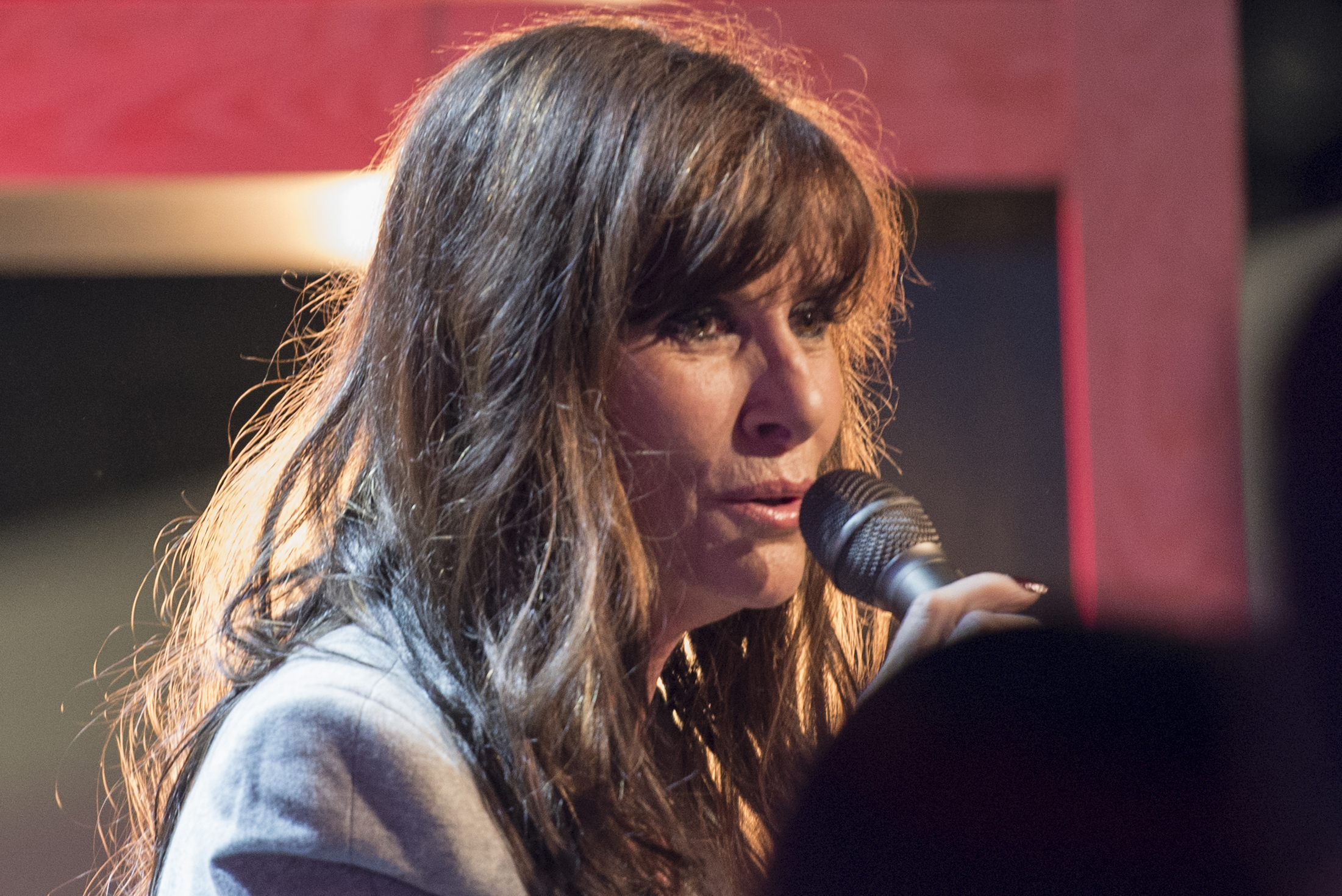
Linda Martin

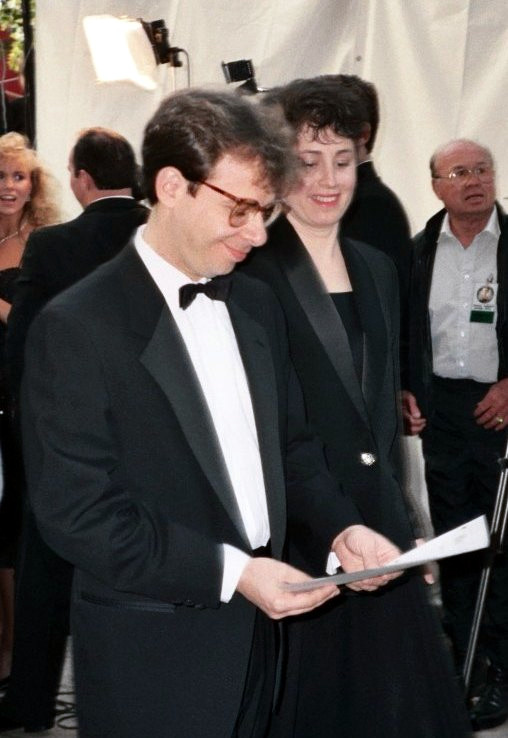
Rick Moranis

- 01. April: Hari Chand, indischer Langstreckenläufer († 2022)
- 01. April: Oliver Ivanović, serbisch-kosovarischer Politiker († 2018)
- 01. April: Barry Sonnenfeld, US-amerikanischer Kameramann und Filmregisseur
- 02. April: Will Hoy, britischer Automobilrennfahrer († 2002)
- 02. April: Eivind Reiten, ehemaliger norwegischer Politiker
- 03. April: Pieter Aspe, belgischer Kriminalschriftsteller († 2021)
- 05. April: Volker Barth, deutscher Brigadegeneral
- 05. April: Salman Chassimikow, sowjetischer Ringer († 2025)
- 05. April: Guillermo Figueroa, puerto-ricanischer Geiger und Dirigent
- 05. April: Jerome Harris, US-amerikanischer Jazzbassist und -gitarrist
- 06. April: Patrick Doyle, britischer Komponist
- 06. April: Christopher Franke, Pionier der elektronischen Musik
- 06. April: Gisbert Piatkowski, deutscher Gitarrist, Rockmusiker und Gitarrenlehrer
- 06. April: Thomas Spitzer, Kopf der Ersten Allgemeinen Verunsicherung
- 08. April: Heinrich Meier, deutscher Philosoph
- 08. April: Waldemar Fydrych, polnischer gesellschaftlicher Aktivist und Happeningkünstler
- 09. April: Hal Ketchum, US-amerikanischer Country-Sänger († 2020)
- 09. April: Christine Van Broeckhoven, belgische Molekularbiologin und Politikerin
- 10. April: Bob Boilen, US-amerikanischer Radiomoderator, Musiker und Autor
- 10. April: Heiner Lauterbach, deutscher Schauspieler
- 10. April: David Moorcroft, britischer Leichtathlet
- 11. April: Ljubow Wiktorowna Burda, sowjetische Kunstturnerin
- 11. April: Andrew Wiles, britischer Mathematiker
- 11. April: Elvira Possekel, deutsche Leichtathletin
- 11. April: Udo Schenk, deutscher Schauspieler und Synchronsprecher
- 11. April: Giancarlo Scottà, italienischer Politiker
- 11. April: Guy Verhofstadt, Premierminister von Belgien
- 12. April: Anne Abernathy, Rennrodlerin von den US-Jungferninseln
- 12. April: Reinhard Gerer, österreichischer Koch († 2023)
- 12. April: Hans-Georg Rammensee, deutscher Immunologe und Forscher
- 13. April: Johann Giefing, österreichischer Politiker (SPÖ) und Gemeindesekretär
- 13. April: Rüdiger Kramer, deutscher Künstler († 2017)
- 14. April: Matthias Frings, deutscher Journalist, Fernsehmoderator und Schriftsteller
- 14. April: Gabriele Stötzer, deutsche Schriftstellerin
- 15. April: Klaus Angermann, deutscher Musikwissenschaftler und Operndramaturg
- 15. April: Katsunori Iketani, japanischer Automobilrennfahrer
- 15. April: Peter Stauber, österreichischer Politiker
- 16. April: Jeremy Burgess, australischer Ingenieur
- 16. April: Peter Garrett, australischer Musiker und Politiker
- 17. April: Pierre Assouline, französischer Schriftsteller und Journalist
- 17. April: Frithjof Schmidt, deutscher Europaabgeordneter
- 18. April: Rick Moranis, kanadischer Schauspieler und Komödiant
- 18. April: Marc Theis, luxemburgischer Künstler, Fotograf und Sachbuchautor
- 19. April: Sara Simeoni, italienische Leichtathletin
- 20. April: Serge Aubey, französischer Radrennfahrer
- 20. April: Marie-Luise Dött, deutsche Politikerin und MdB
- 21. April: Michael Asher, englischer Autor und Wüstenforscher
- 21. April: Asko Antero Autio, finnischer Skilangläufer
- 21. April: Zbigniew Graca, polnischer Dirigent
- 22. April: Thommie Bayer, deutscher Schriftsteller, Musiker und Maler
- 22. April: Alain Oreille, französischer Rallyefahrer
- 22. April: Wolfgang Scheuring, deutscher Fußballspieler
- 23. April: Jerzy Klempel, polnischer Handballspieler († 2004)
- 23. April: Liane Michaelis, deutsche Handballspielerin
- 23. April: Marion Titze, deutsche Schriftstellerin
- 24. April: Edmund Arens, deutscher Theologe
- 24. April: Bino, italienischer Schlagersänger († 2010)
- 24. April: Naoki Nagasaka, japanischer Automobilrennfahrer
- 25. April: Giorgio Battistelli, italienischer Avantgarde-Komponist
- 25. April: Jakob Paul Gillmann, Schweizer Schriftsteller und Vermessungsingenieur
- 26. April: Anna Bergmann, deutsche Kulturhistorikerin
- 26. April: Arved Fuchs, deutscher Polarforscher und Autor
- 26. April: Vlado Kalember, kroatischer Popsänger
- 26. April: Wilhelm Schmid, deutscher Philosoph
- 26. April: Gerd Silberbauer, deutscher Schauspieler
- 27. April: Michael Edward Arth, US-amerikanischer Künstler, Haus-, Landschafts- und Städteplaner, Futurologe und Autor
- 27. April: Jari Askins, US-amerikanische Politikerin
- 27. April: Pat Hennen, US-amerikanischer Motorradrennfahrer († 2024)
- 28. April: Kim Gordon, US-amerikanische Bassistin, Sängerin, Gitarristin
- 28. April: Roberto Bolaño, chilenischer Schriftsteller († 2003)
- 29. April: Karin Jöns, deutsche Europaabgeordnete
- 29. April: Jan A. P. Kaczmarek, polnischer Komponist († 2024)
- 30. April: Peter Maulshagen, deutscher Fußballspieler
- 30. April: Merrill Osmond, US-amerikanischer Sänger und Schauspieler

### Mai

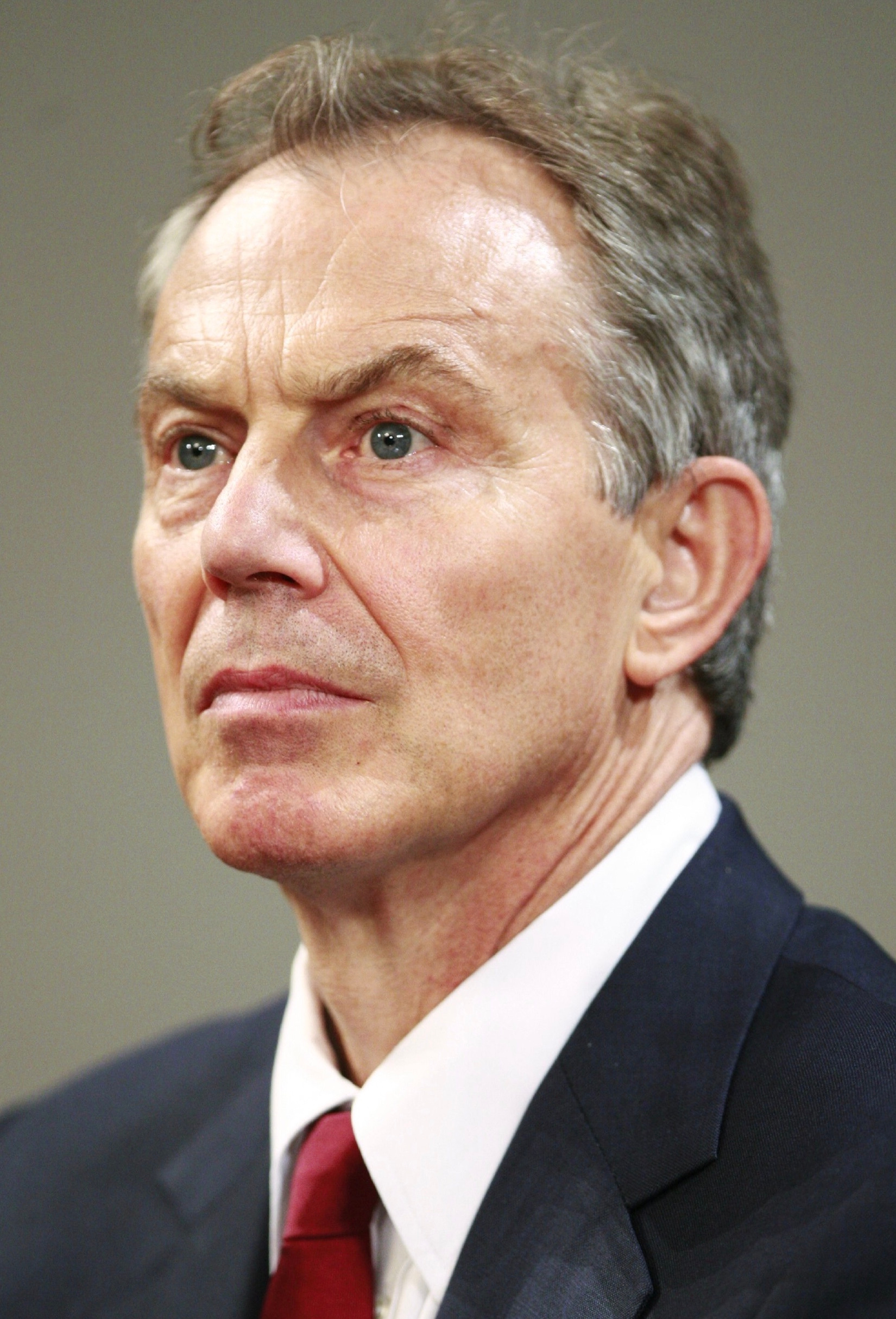
Tony Blair

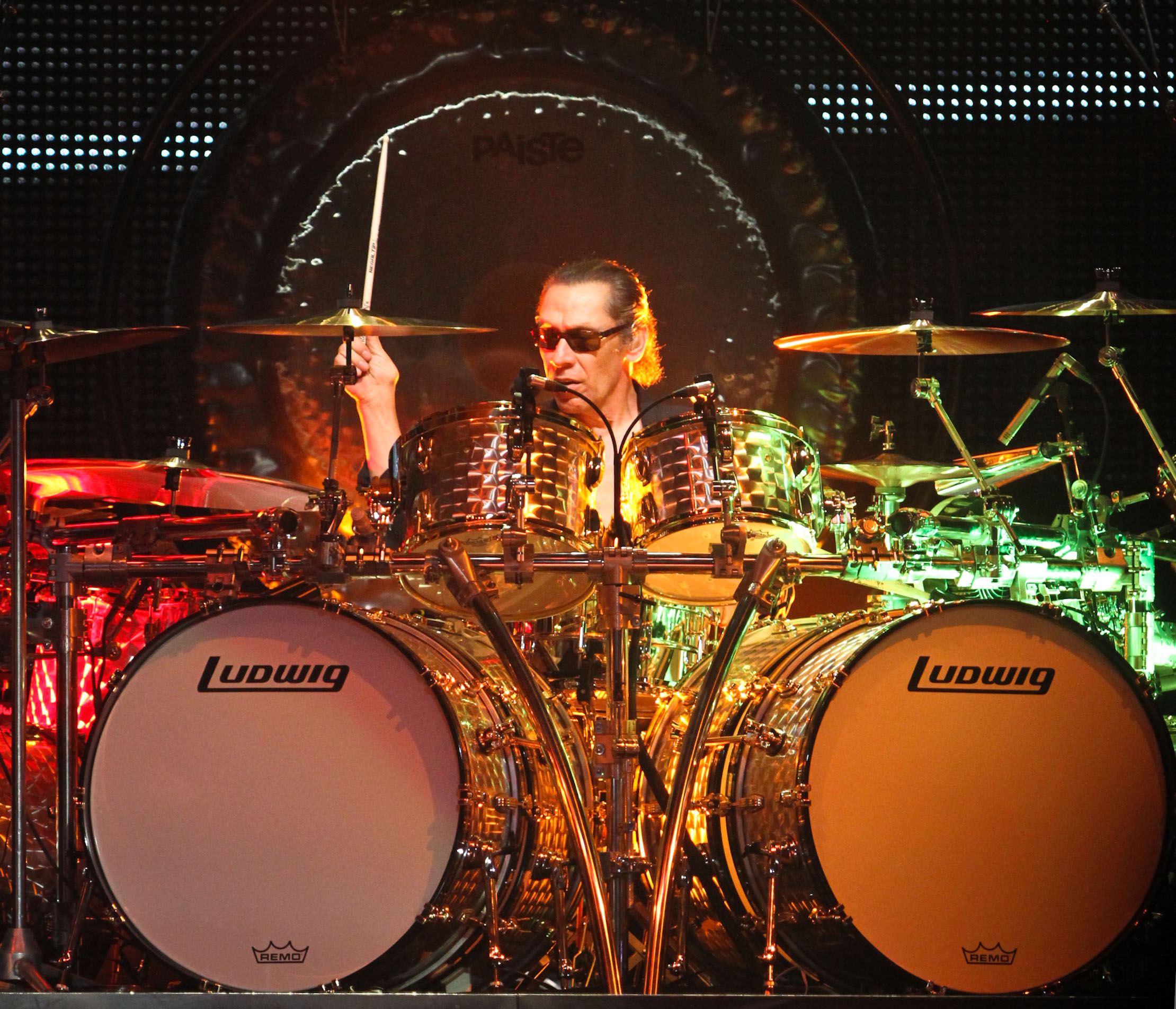
Alex Van Halen

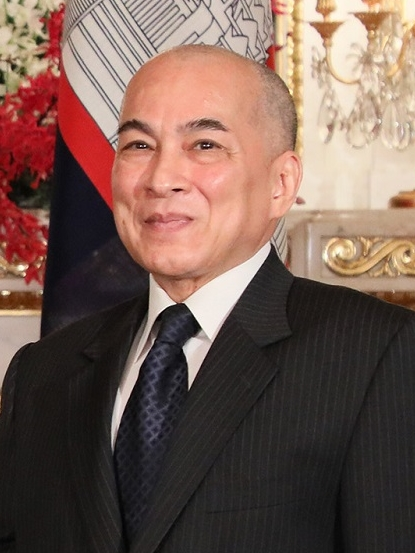
Norodom Sihamoni

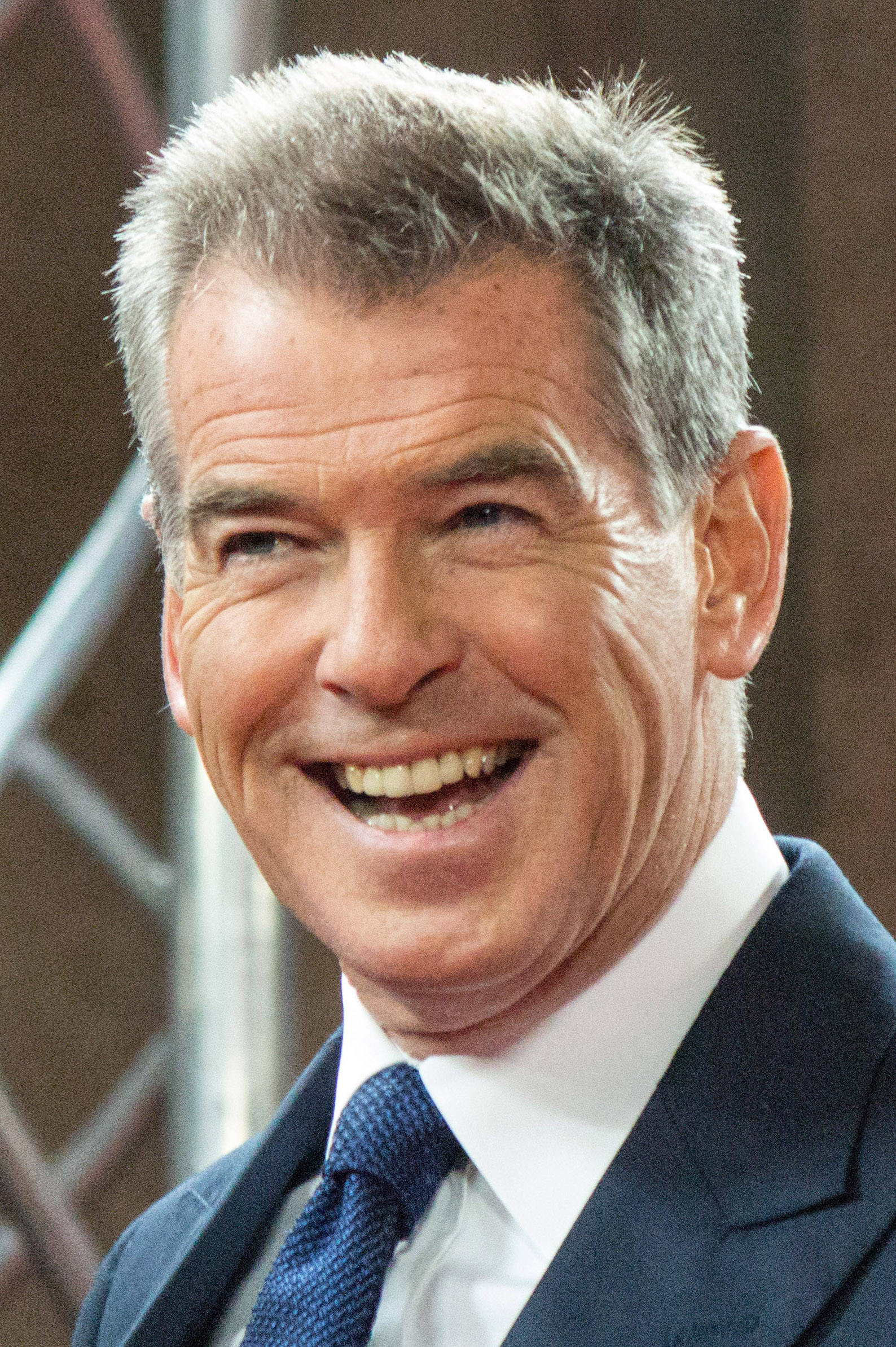
Pierce Brosnan

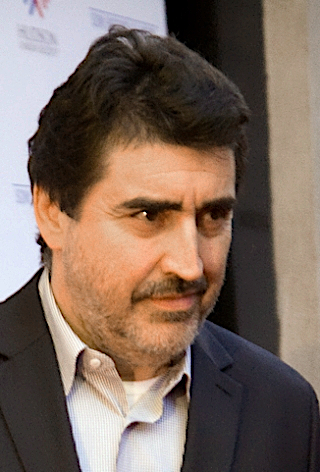
Alfred Molina

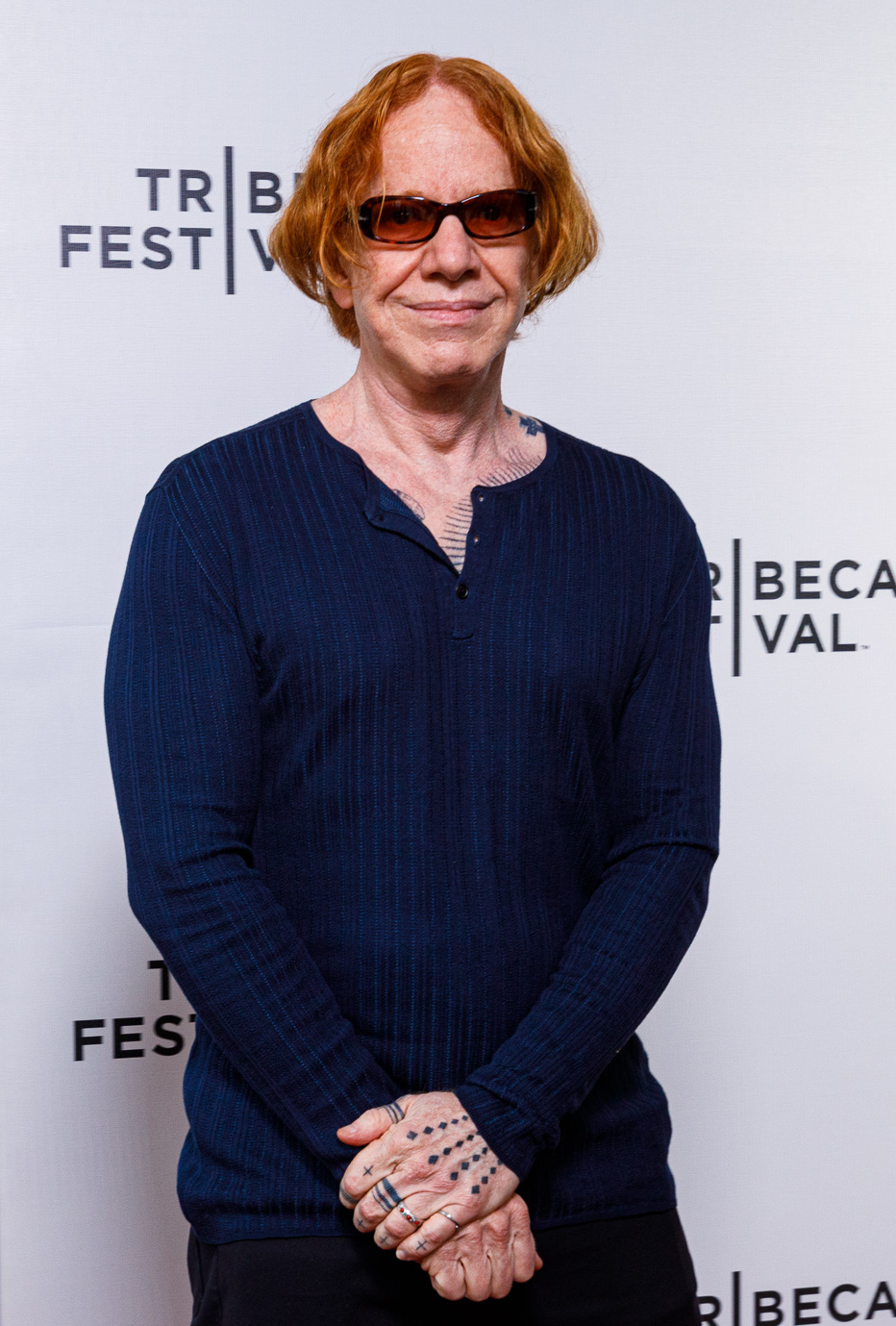
Danny Elfman

- 01. Mai: Mayumi Aoki, japanische Schwimmerin
- 01. Mai: Steve Baker, britischer Mundharmonikaspieler und Bluesmusiker
- 01. Mai: Rea Brändle, Schweizer Journalistin und Schriftstellerin († 2019)
- 01. Mai: Pierre Franckh, deutscher Schauspieler
- 01. Mai: James W. Newton, US-amerikanischer Jazz-Flötist, Dirigent und Komponist
- 01. Mai: Detlev Samland, deutscher Politiker († 2009)
- 01. Mai: Klaus Wiesehügel, deutscher Gewerkschafter
- 02. Mai: Waleri Abissalowitsch Gergijew, russischer Dirigent
- 02. Mai: Domitien Ndayizeye, Staatspräsident von Burundi
- 03. Mai: Reinhard Karger, deutscher Komponist und Musiker
- 04. Mai: Oleta Adams, US-amerikanische Sängerin und Pianistin
- 04. Mai: Dangutė Ambrasienė-Sadaunykaitė, litauische Juristin, Richterin am Litauischen Obersten Gericht
- 04. Mai: Constanze Roeder, deutsche Schauspielerin
- 05. Mai: Dieter Zetsche, Vorstandsvorsitzender der DaimlerChrysler AG
- 06. Mai: Tony Blair, britischer Politiker und Premierminister
- 06. Mai: Mike Reinfeldt, US-amerikanischer American-Football-Spieler und -Funktionär
- 06. Mai: Paul Rübig, österreichischer Politiker
- 06. Mai: Konrad Schellbach, deutscher Politiker († 2019)
- 06. Mai: Graeme Souness, schottischer Fußballspieler und -trainer
- 07. Mai: María de Fátima Geraldes, dominikanische Pianistin
- 07. Mai: Frank Michael, belgischer Sänger
- 08. Mai: Antonio Arcari, italienischer Geistlicher, Diplomat des Heiligen Stuhls
- 08. Mai: Remo Fernandes, indischer Sänger, Gitarrist und Komponist
- 08. Mai: Walter Krause, deutscher Fußballspieler
- 08. Mai: Hartmut Krüger, deutscher Handballspieler und -trainer
- 08. Mai: Olena Peressekyna, sowjetische Ruderin
- 09. Mai: John „Rhino“ Edwards, britischer Bassist
- 09. Mai: Henri Magne, französischer Rallyefahrer († 2006)
- 09. Mai: Johannes Singhammer, deutscher Politiker
- 09. Mai: Dieter Wendisch, deutscher Ruderer, Olympiasieger
- 10. Mai: Silke Stokar von Neuforn, deutsche Politikerin
- 10. Mai: Ralf Rothmann, deutscher Schriftsteller
- 11. Mai: Helma Orosz, deutsche Politikerin
- 11. Mai: Thomas Middelhoff, Vorsitzender des Vorstandes der Bertelsmann AG und von KarstadtQuelle
- 12. Mai: Reinhold Aumaier, österreichischer Schriftsteller
- 13. Mai: Hilde Adolf, deutsche Politikerin († 2002)
- 13. Mai: Gerrit Huy, deutsche Volkswirtin und Politikerin
- 13. Mai: Georg Zipfel, deutscher Skilangläufer, Olympiateilnehmer und Ex-Bundestrainer
- 14. Mai: Virgílio dos Anjos, osttimoresischer Guerilliero († 2010)
- 14. Mai: Norodom Sihamoni, König von Kambodscha
- 15. Mai: Jacques Cornu, Schweizer Motorradrennfahrer
- 15. Mai: Athene Donald, britische Physikerin
- 15. Mai: Mike Oldfield, britischer Multi-Instrumentalist und Komponist
- 15. Mai: Franco Selvaggi, italienischer Fußballspieler
- 16. Mai: Heinz Affolter, Schweizer Musiker
- 16. Mai: Markus Bentler, deutscher Generalleutnant
- 16. Mai: Pierce Brosnan, irischer Schauspieler
- 16. Mai: Kitanoumi Toshimitsu, japanischer Sumo-Ringer und der 55. Yokozuna († 2015)
- 17. Mai: Gerd Bischof, deutscher Brigadegeneral der Luftwaffe
- 17. Mai: Rolf Gnadl, deutscher Politiker
- 17. Mai: Marek Biliński, polnischer Komponist und Musiker
- 17. Mai: Qassym-Schomart Toqajew, kasachischer Politiker und seit 2019 Präsident Kasachstans
- 18. Mai: Richard Boczkowski, deutscher Handballspieler
- 18. Mai: Norbert Heckner, deutscher Schauspieler und Kabarettist
- 18. Mai: Renée Schroeder, österreichische Biochemikerin
- 19. Mai: Alain Iannetta, französischer Automobilrennfahrer
- 19. Mai: Scharwasch Karapetjan, armenischer Flossenschwimmer und Lebensretter
- 20. Mai: Roland Gerber, deutscher Fußballspieler († 2015)
- 20. Mai: Tato Gomez, deutscher Musikproduzent chilenischer Herkunft
- 20. Mai: Dick Decloe, kanadischer Eishockeyspieler
- 21. Mai: M. Keith Booker, US-amerikanischer Anglist, Literaturwissenschaftler und Sachbuchautor
- 21. Mai: Albrecht Broemme, Präsident der Bundesanstalt „Technisches Hilfswerk“
- 21. Mai: Ralph Lewin, Schweizer Politiker und Ökonom
- 22. Mai: Doris Barnett, deutsche Politikerin, MdB
- 22. Mai: Bum-Kun Cha, südkoreanischer Fußballspieler
- 22. Mai: Helmut Holter, deutscher Politiker
- 22. Mai: Julio Ferrer, puerto-ricanischer Leichtathlet († 2022)
- 23. Mai: Marlies Ahlert, deutsche Wirtschaftswissenschaftlerin
- 23. Mai: Enzo Héctor Trossero, argentinischer Fußballspieler und -trainer
- 24. Mai: Angelo Antolini, italienischer Priester
- 24. Mai: Allan Gordon Bell, kanadischer Komponist
- 24. Mai: Nell Campbell, australische Schauspielerin und Sängerin
- 24. Mai: Alfred Molina, britischer Schauspieler
- 25. Mai: Frederic Meisner, deutscher Fernsehmoderator
- 25. Mai: Daniel Passarella, argentinischer Fußballspieler
- 25. Mai: Gaetano Scirea, italienischer Fußballspieler († 1989)
- 26. Mai: David Torn, US-amerikanischer Jazz-Gitarrist und Komponist
- 28. Mai: Marc di Napoli, französischer Schauspieler
- 28. Mai: Kevin Van Hentenryck, US-amerikanischer Schauspieler
- 29. Mai: Alexander Gawrilowitsch Abdulow, russischer Schauspieler und Regisseur († 2008)
- 29. Mai: Danny Elfman, US-amerikanischer Film-Musikkomponist
- 29. Mai: Olisa Agbakoba, nigerianischer Jurist
- 29. Mai: Michel Krine, französischer Unternehmer und Automobilrennfahrer
- 29. Mai: Jürgen Schützinger, deutscher Politiker († 2024)
- 30. Mai: Eduard Stapel, Sprecher des Lesben- und Schwulenverbandes in Deutschland († 2017)
- 31. Mai: Bruno Frick, Schweizer Politiker
- 31. Mai: Jeremy Kiernan, irischer Leichtathlet († 2021)
- 31. Mai: Michael Wittenborn, deutscher Schauspieler

### Juni

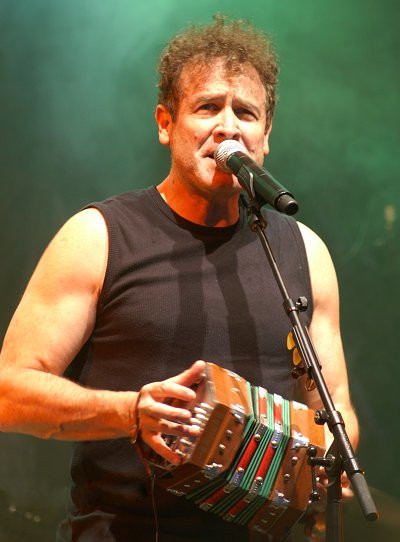
Johnny Clegg

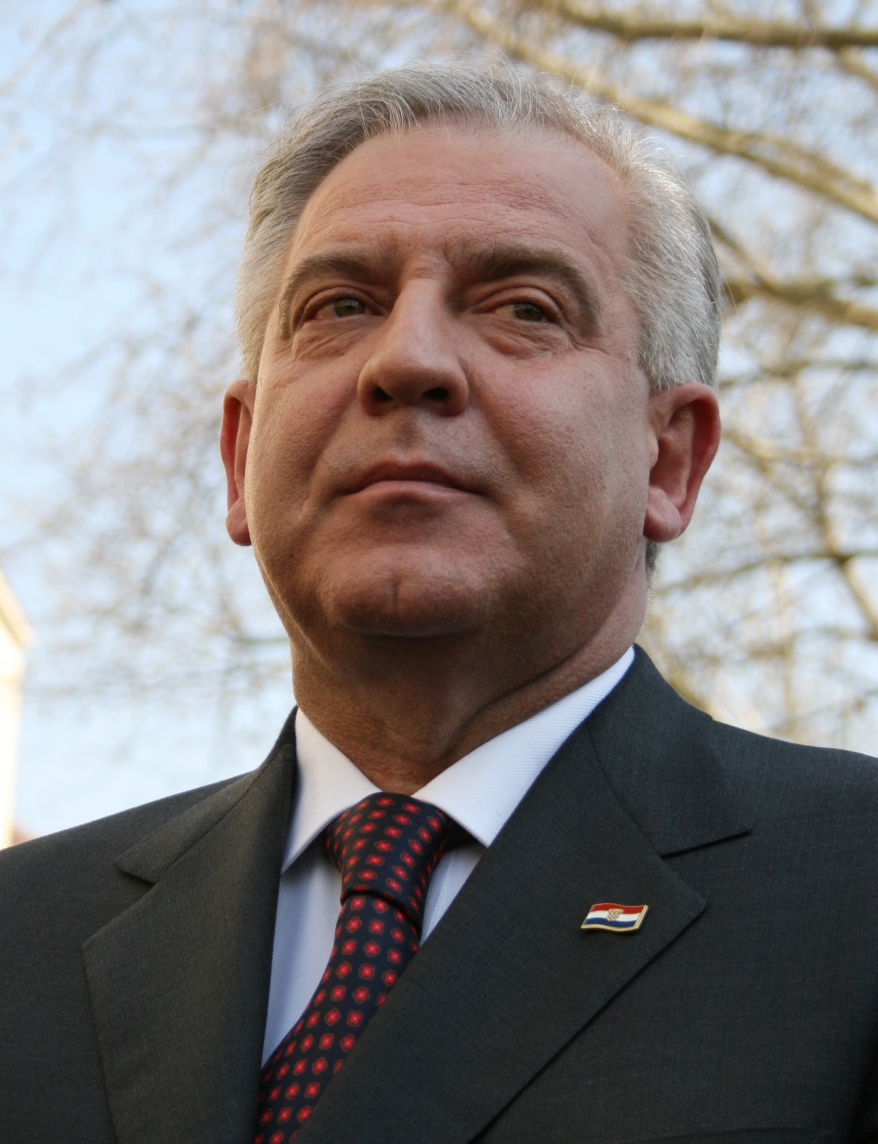
Ivo Sanader

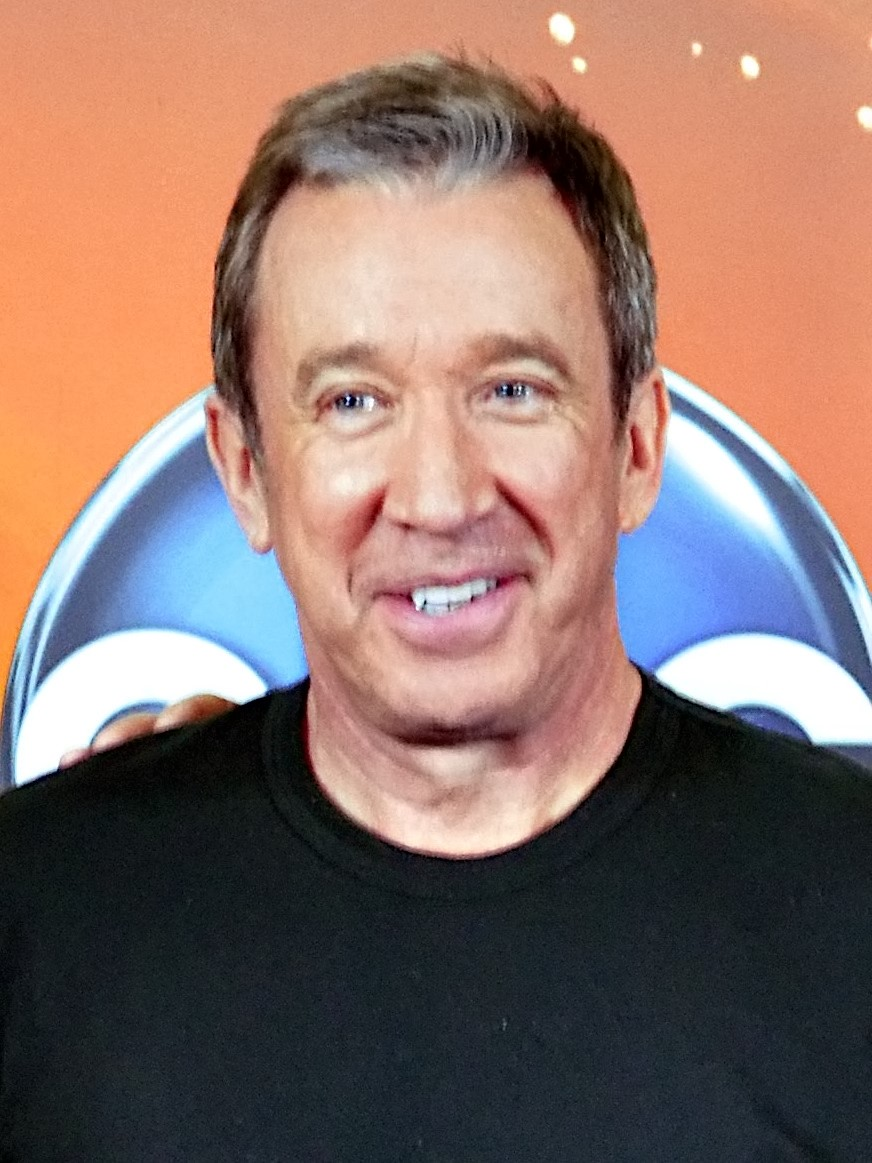
Tim Allen

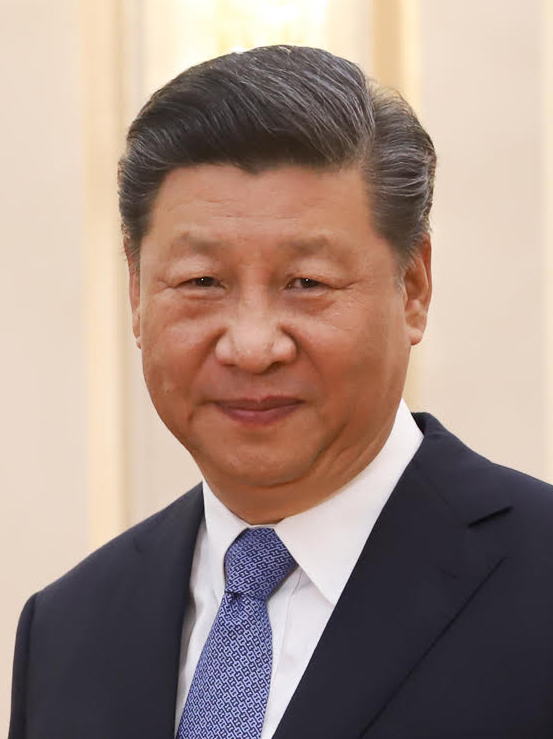
Xi Jinping

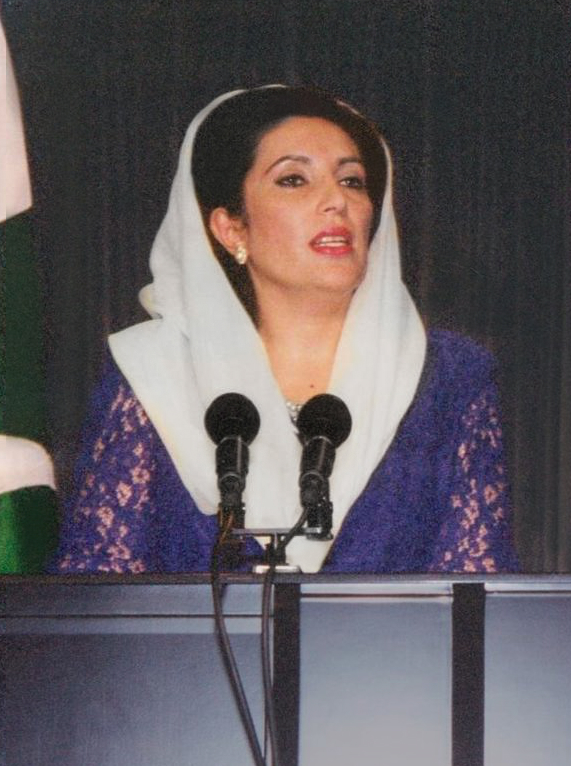
Benazir Bhutto

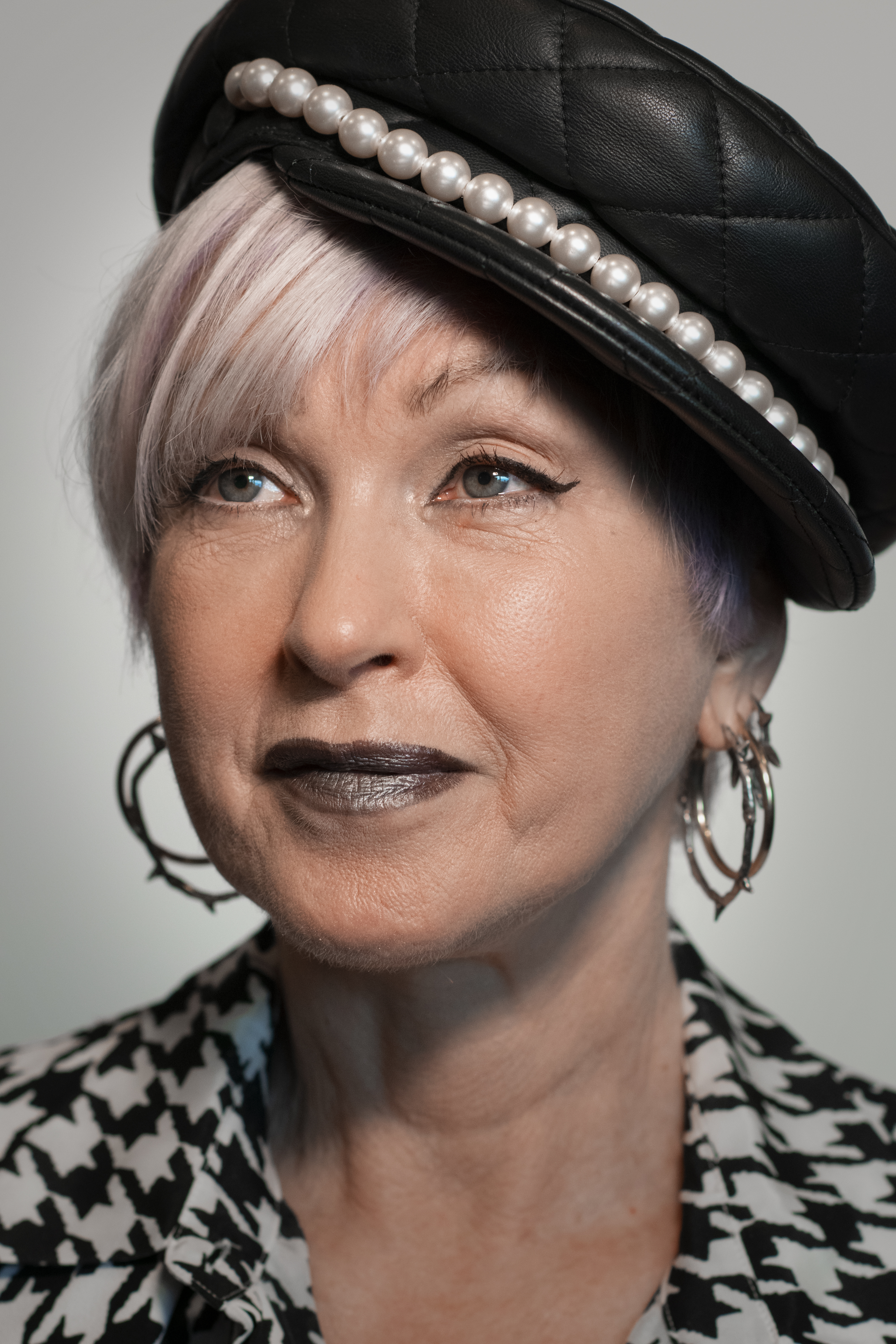
Cyndi Lauper

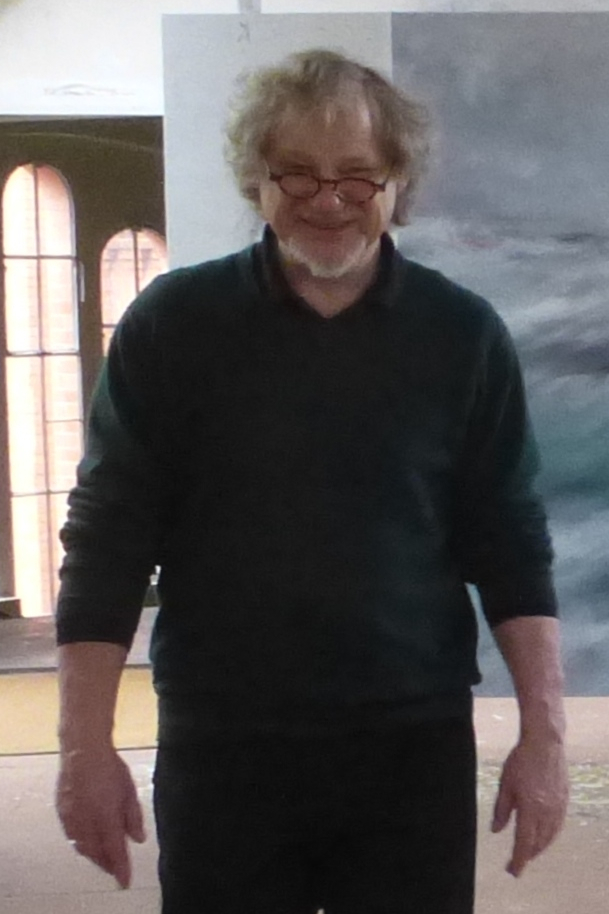
Ingo Kühl

- 01. Juni: Liv Ragnheim Arnesen, norwegische Skilangläuferin und Abenteurerin
- 01. Juni: David Berkowitz (the Son of Sam), US-amerikanischer Serienmörder
- 01. Juni: Caspar Memering, deutscher Fußballspieler
- 02. Juni: Vidar Johansen, norwegischer Jazzmusiker
- 02. Juni: Cornel West, Professor für Theologie, Intellektueller afro-amerikanischer Herkunft
- 03. Juni: Martin Bartenstein, österreichischer Unternehmer, Minister
- 04. Juni: Jimmy McCulloch, britischer Musiker († 1979)
- 04. Juni: Walter Novellino, italienischer Fußballspieler und -trainer
- 05. Juni: Kathleen Kennedy, US-amerikanische Filmproduzentin
- 06. Juni: Marianela Sánchez, dominikanische Sängerin
- 07. Juni: Peter Ascherl, deutsch-kanadischer Eishockeyspieler († 2022)
- 07. Juni: Johnny Clegg, britischer Gitarrist, Sänger, Tänzer und Komponist († 2019)
- 07. Juni: Jaromír Nohavica, tschechischer Liedermacher
- 07. Juni: Libuše Šafránková, tschechische Schauspielerin († 2021)
- 08. Juni: Peter Spiegel, deutscher Sachbuchautor
- 10. Juni: John Edwards, US-amerikanischer Politiker, Senator von North Carolina
- 11. Juni: Reginald Ford, guyanischer Boxer († 2021)
- 11. Juni: Wera Jakowlewna Komissowa, russische Leichtathletin und Olympiasiegerin
- 11. Juni: Volker Ladenthin, deutscher Erziehungswissenschaftler
- 11. Juni: Mark Nauseef, US-amerikanischer Jazz-Perkussionist
- 12. Juni: John Stanley Kenneth Arnold, britischer Bischof
- 12. Juni: Oscar Edelstein, argentinischer Komponist und Musikpädagoge
- 12. Juni: Gary Farmer, kanadischer Schauspieler
- 13. Juni: Tim Allen, US-amerikanischer Schauspieler
- 13. Juni: Michael Augustin, deutscher Schriftsteller und Journalist
- 13. Juni: Gustav Reiner, deutscher Motorradrennfahrer († 2007)
- 13. Juni: Georges Didi-Huberman, französischer Kunsthistoriker und Philosoph
- 14. Juni: Hanna Laslo, israelische Kabarettistin, Komödiantin und Schauspielerin
- 15. Juni: Eje Elgh, schwedischer Automobilrennfahrer
- 15. Juni: Antonia Rados, österreichische Fernsehjournalistin
- 15. Juni: Raphael Wallfisch, britischer Cellist
- 15. Juni: Xi Jinping, chinesischer Politiker
- 16. Juni: Valerie Mahaffey, US-amerikanische Schauspielerin († 2025)
- 16. Juni: Malcolm Mortimore, britischer Musiker
- 17. Juni: Krikor-Okosdinos Coussa, syrischer Bischof in Ägypten
- 17. Juni: George Pesut, kanadischer Eishockeyspieler
- 18. Juni: Peter Donohoe, englischer Pianist
- 19. Juni: Jean-Michel Martin, belgischer Automobilrennfahrer
- 19. Juni: Harald Wehmeier, deutscher Journalist und Autor
- 20. Juni: Ulrich Mühe, deutscher Schauspieler († 2007)
- 20. Juni: Harri Nykänen, finnischer Schriftsteller († 2023)
- 20. Juni: Doris Otto-Franke, deutsche Schauspielerin
- 21. Juni: Benazir Bhutto, pakistanische Politikerin († 2007)
- 21. Juni: Michael Bowen, US-amerikanischer Schauspieler
- 21. Juni: Gábor Gergely, ungarischer Tischtennisspieler
- 21. Juni: Augustus Pablo, jamaikanischer Reggae- und Dubmusiker († 1999)
- 21. Juni: Bernhard Zimniok, deutscher Politiker
- 22. Juni: František Kališ, tschechoslowakischer Radsportler
- 22. Juni: Cyndi Lauper, US-amerikanische Sängerin und Songschreiberin
- 23. Juni: Nicola Calipari, Mitarbeiter des italienischen Auslandsgeheimdiensts SISMI († 2005)
- 23. Juni: Armen Sarkissjan, armenischer Physiker, Informatiker, Unternehmer, Diplomat und Politiker
- 24. Juni: Hannes Schöner, deutscher Sänger und Musiker („Höhner“)
- 24. Juni: Takao Wada, japanischer Automobilrennfahrer
- 25. Juni: Olivier Ameisen, französischer Kardiologe und Buchautor († 2013)
- 25. Juni: Heidi Aschl, deutsche Bauingenieurin
- 25. Juni: Roland Braun, deutscher Brigadegeneral der Luftwaffe
- 25. Juni: Erich Räuker, deutscher Synchronsprecher
- 25. Juni: Patrick Roth, deutscher Schriftsteller und Regisseur
- 25. Juni: Udo Samel, deutscher Schauspieler
- 26. Juni: Magnus F. Andersson, schwedischer Komponist und Posaunist
- 27. Juni: Hans Reckers, Präsident der LZB Hessen
- 28. Juni: Clemens Appel, deutscher Fachjurist, Politiker und Unternehmensberater († 2021)
- 28. Juni: Wolfgang Lechner, österreichischer Journalist
- 29. Juni: Ingo Kühl, deutscher Maler, Zeichner, Bildhauer und Architekt
- 30. Juni: Ablassé Ouédraogo, burkinischer Diplomat, Minister und stellvertretender Generaldirektor der Welthandelsorganisation
- 30. Juni: Krystyna Bochenek, polnische Journalistin († 2010)
- 30. Juni: Hal Lindes, englisch-amerikanischer Gitarrist und Komponist

### Juli

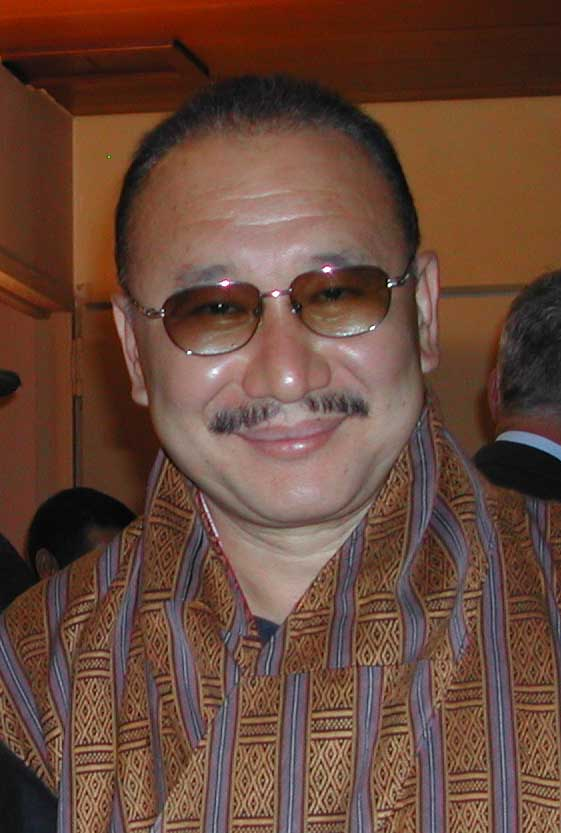
Sangay Ngedup

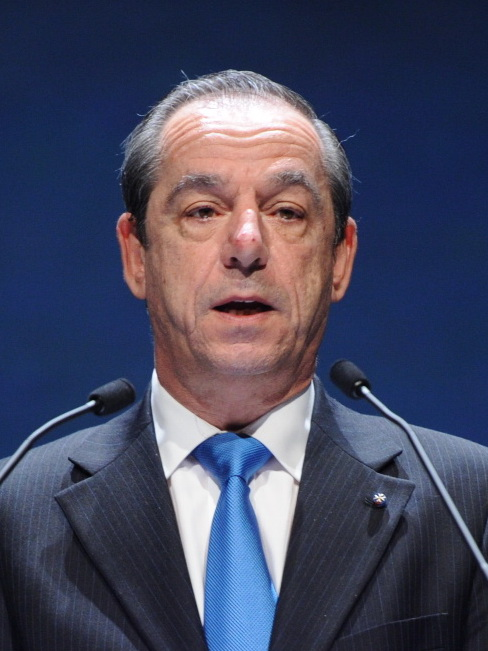
Lawrence Gonzi

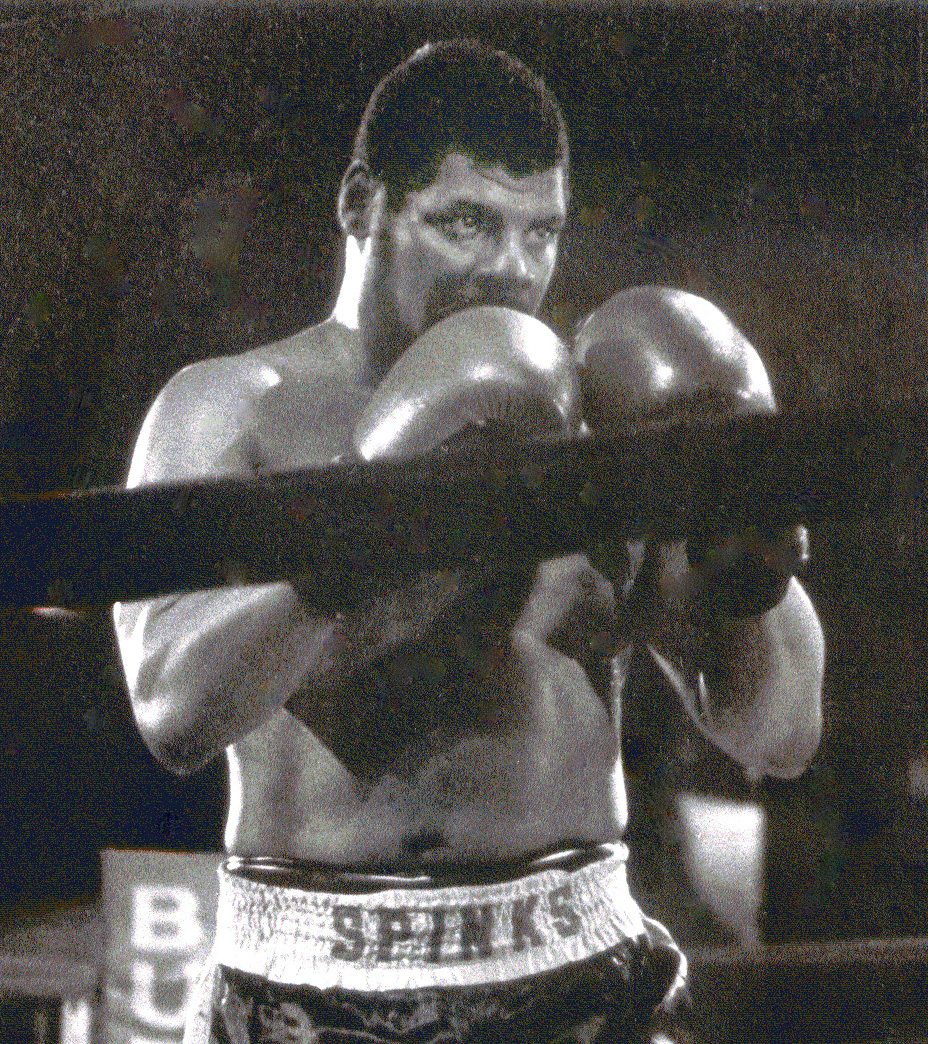
Leon Spinks

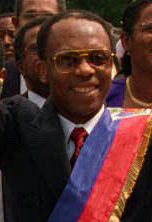
Jean-Bertrand Aristide

Mila Mulroney

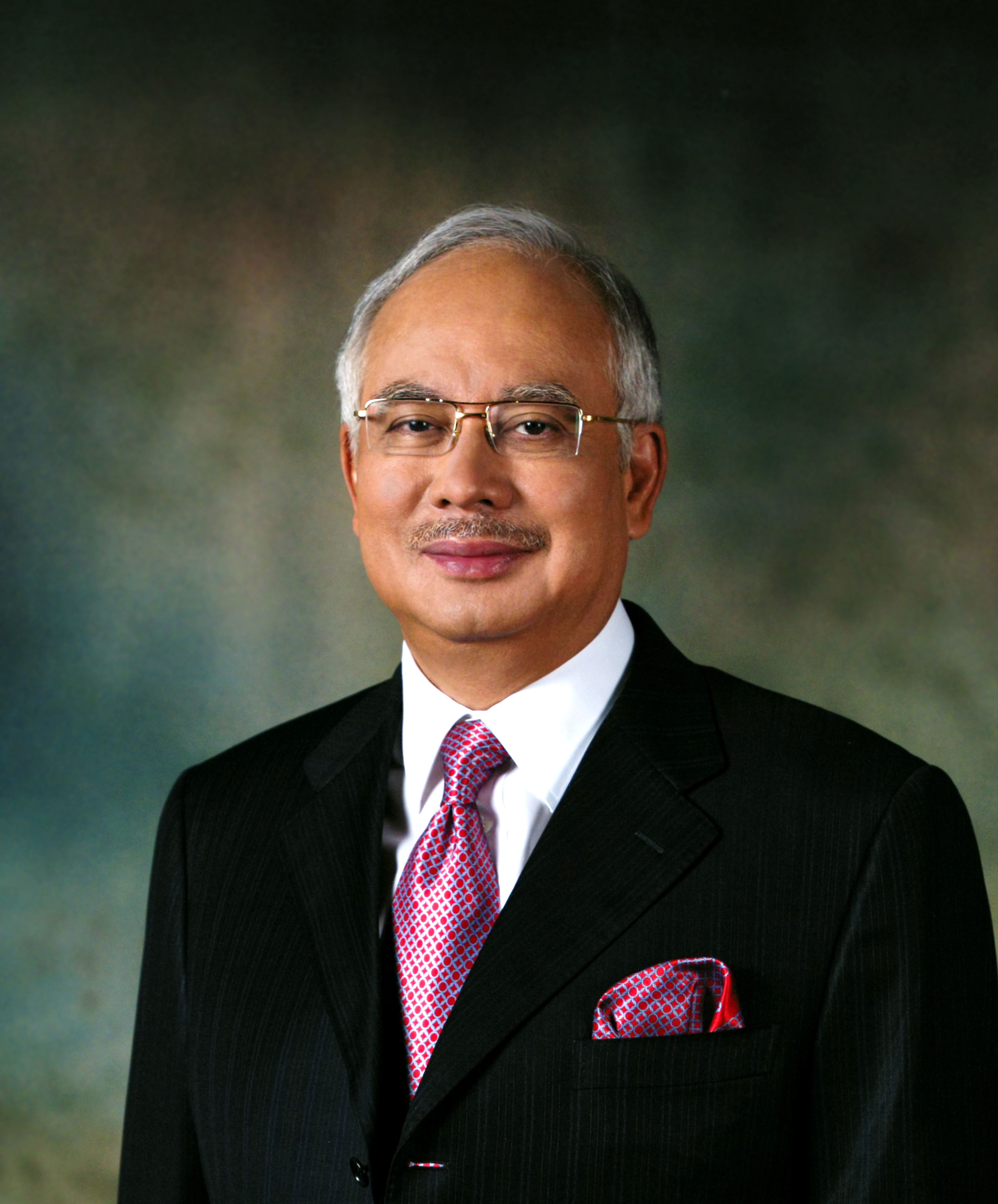
Najib Razak

- 01. Juli: Michele Arnaboldi, Schweizer Architekt und Hochschullehrer († 2024)
- 01. Juli: Peter Baumgartner, Professor für Wirtschaftspädagogik
- 01. Juli: Mike Haynes, US-amerikanischer American-Football-Spieler
- 01. Juli: Jadranka Kosor, kroatische Politikerin und Journalistin
- 01. Juli: Nikolai Kusnezow, sowjetischer Ruderer
- 02. Juli: Jean-Claude Borelly, französischer Trompeter
- 04. Juli: Bob Breunig, US-amerikanischer American-Football-Spieler
- 04. Juli: Gerda Haßler, deutsche Sprachwissenschaftlerin und Romanistin
- 04. Juli: Christa Rockstroh, deutsche Schauspielerin
- 04. Juli: Cornelia Schleime, deutsche Malerin und Autorin
- 05. Juli: Jörg Tauss, deutscher Politiker und MdB
- 07. Juli: Sabine Asgodom, deutsche Management-Trainerin, Journalistin und Autorin
- 07. Juli: Gottfried Vollmer, deutscher Schauspieler
- 08. Juli: Hartwig Akkermann, deutscher Autor († 2015)
- 08. Juli: Rick Knoop, US-amerikanischer Automobilrennfahrer
- 09. Juli: David Lee Camp, US-amerikanischer Politiker
- 10. Juli: Ronald Nicholas Andruff, kanadischer Eishockeyspieler
- 10. Juli: Ahmed Attaf, algerischer Diplomat und Politiker
- 11. Juli: Leon Spinks, US-amerikanischer Boxweltmeister († 2021)
- 12. Juli: Joachim Auer, deutscher Politiker († 2017)
- 12. Juli: Wolfgang Alexander John Zaugg, schwedischer Mörder
- 13. Juli: Violeta Dinescu, rumänische Pianistin
- 13. Juli: Pavle Vujcic, serbischer Geiger († 2017)
- 14. Juli: Bebe Buell, US-amerikanische Musikerin und Fotomodell
- 14. Juli: Martha Coakley, US-amerikanische Juristin und Politikerin, Attorney General des Bundesstaates Massachusetts
- 14. Juli: Roland Jahn, Bürgerrechtler in der DDR, Journalist und letzter Leiter der BStU
- 15. Juli: Jean-Bertrand Aristide, Staatspräsident von Haiti
- 15. Juli: Neda Arnerić, serbische Schauspielerin († 2020)
- 15. Juli: John Denham, britischer Parlamentarier
- 16. Juli: Andrea Wolfmayr, österreichische Schriftstellerin und Politikerin
- 17. Juli: Robin Merrill, englischer Sänger, Filmschauspieler, Fernsehmoderator
- 18. Juli: Bernhard Koloczek, Richter am deutschen Bundessozialgericht
- 18. Juli: Neil Stubenhaus, US-amerikanischer Musiker
- 19. Juli: René Houseman, argentinischer Fußballspieler († 2018)
- 19. Juli: Silvia Siefert, deutsche Handballspielerin
- 20. Juli: Dave Evans, britischer Musiker
- 20. Juli: Thomas L. Friedman, US-amerikanischer Journalist
- 21. Juli: Eric Bazilian, US-amerikanischer Musiker
- 21. Juli: Thomas Emmrich, deutscher Tennisspieler
- 21. Juli: Harald Nickel, deutscher Fußballspieler († 2019)
- 22. Juli: Peter Ehmke, deutscher Fußballspieler
- 22. Juli: René Vandereycken, belgischer Fußballspieler und -trainer
- 23. Juli: Matthias Brücken, deutscher Fußballspieler
- 23. Juli: Günther Gebhardt, deutscher Automobilrennfahrer und Rennwagenkonstrukteur
- 23. Juli: Michael Kind, deutscher Schauspieler
- 23. Juli: Karl-Heinz Radschinsky, deutscher Gewichtheber
- 24. Juli: Ute Berg, deutsche Politikerin, MdB
- 24. Juli: Jon Faddis, US-amerikanischer Jazztrompeter, Bandleader und Komponist
- 25. Juli: Santiago Ziesmer, deutsch-spanischer Synchronsprecher
- 26. Juli: Kari Astala, finnischer Mathematiker
- 26. Juli: Felix Magath, deutscher Fußballtrainer und -spieler
- 26. Juli: Willi Melliger, Schweizer Springreiter († 2018)
- 27. Juli: Christoph Kotanko, österreichischer Journalist
- 28. Juli: Alain Riou, französischer Politiker († 2004)
- 28. Juli: Wladimir Ruschailo, russischer Politiker
- 28. Juli: Katharina Koschny, deutsche Synchronsprecherin, Schauspielerin und Sängerin
- 28. Juli: Krista Sager, deutsche Politikerin
- 29. Juli: Geddy Lee, kanadischer Musiker
- 29. Juli: Ken Burns, US-amerikanischer Regisseur
- 29. Juli: Teresa Orlowski, Pornografie-Produzentin und Pornodarstellerin
- 29. Juli: Onofrio Russo, italienischer Automobilrennfahrer
- 30. Juli: Walter Aichinger, österreichischer Arzt und Politiker († 2024)
- 30. Juli: Heribert Prantl, deutscher Journalist
- 31. Juli: Ted Baillieu, australischer Politiker
- 31. Juli: Hans-Otto Pingel, deutscher Bahnsportler
- 31. Juli: Kenneth Radnofsky, US-amerikanischer klassischer Saxophonist und Musikpädagoge
- 31. Juli: Brunhilde Raiser, deutsche Theologin
- 31. Juli: James Read, US-amerikanischer Schauspieler

### August

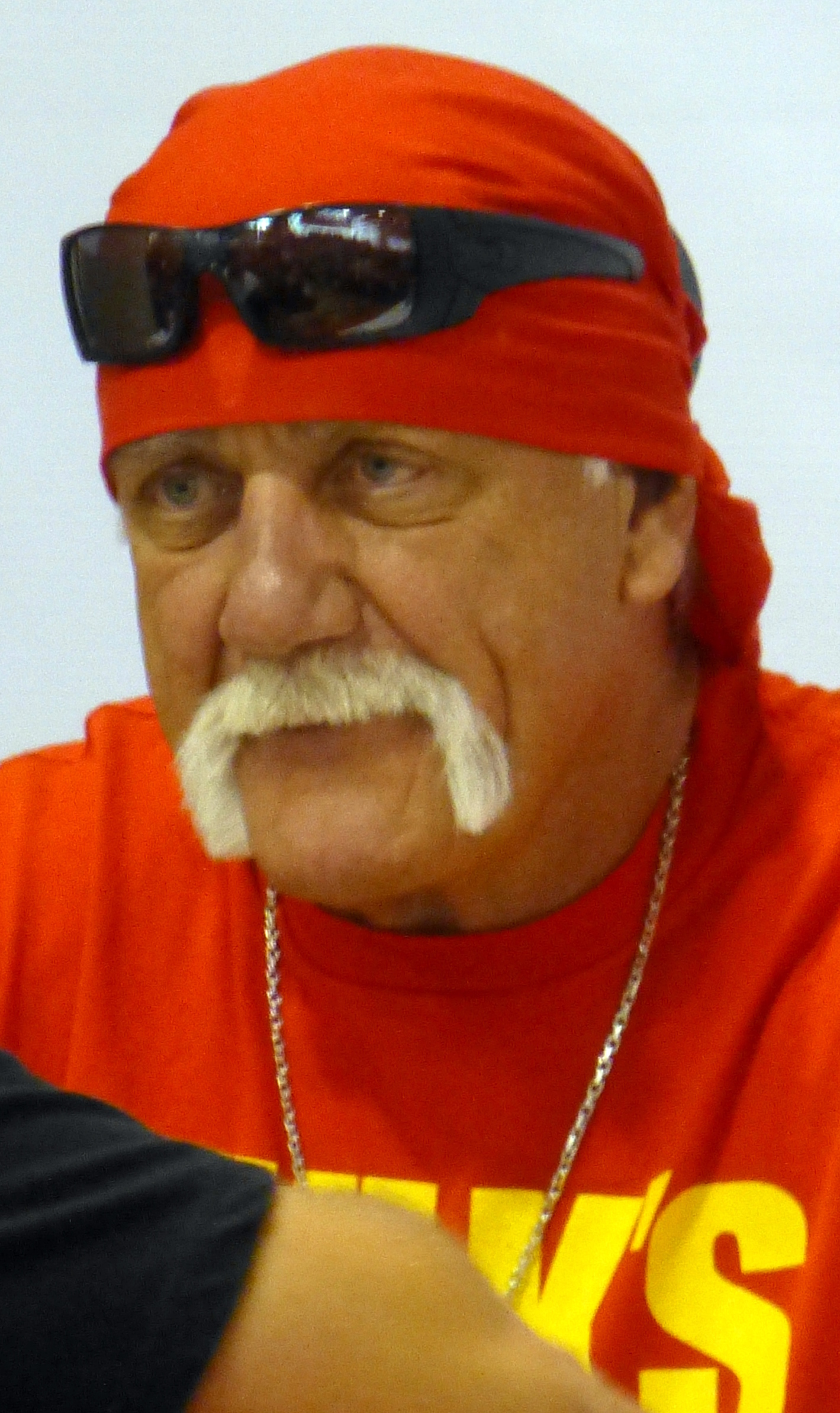
Hulk Hogan

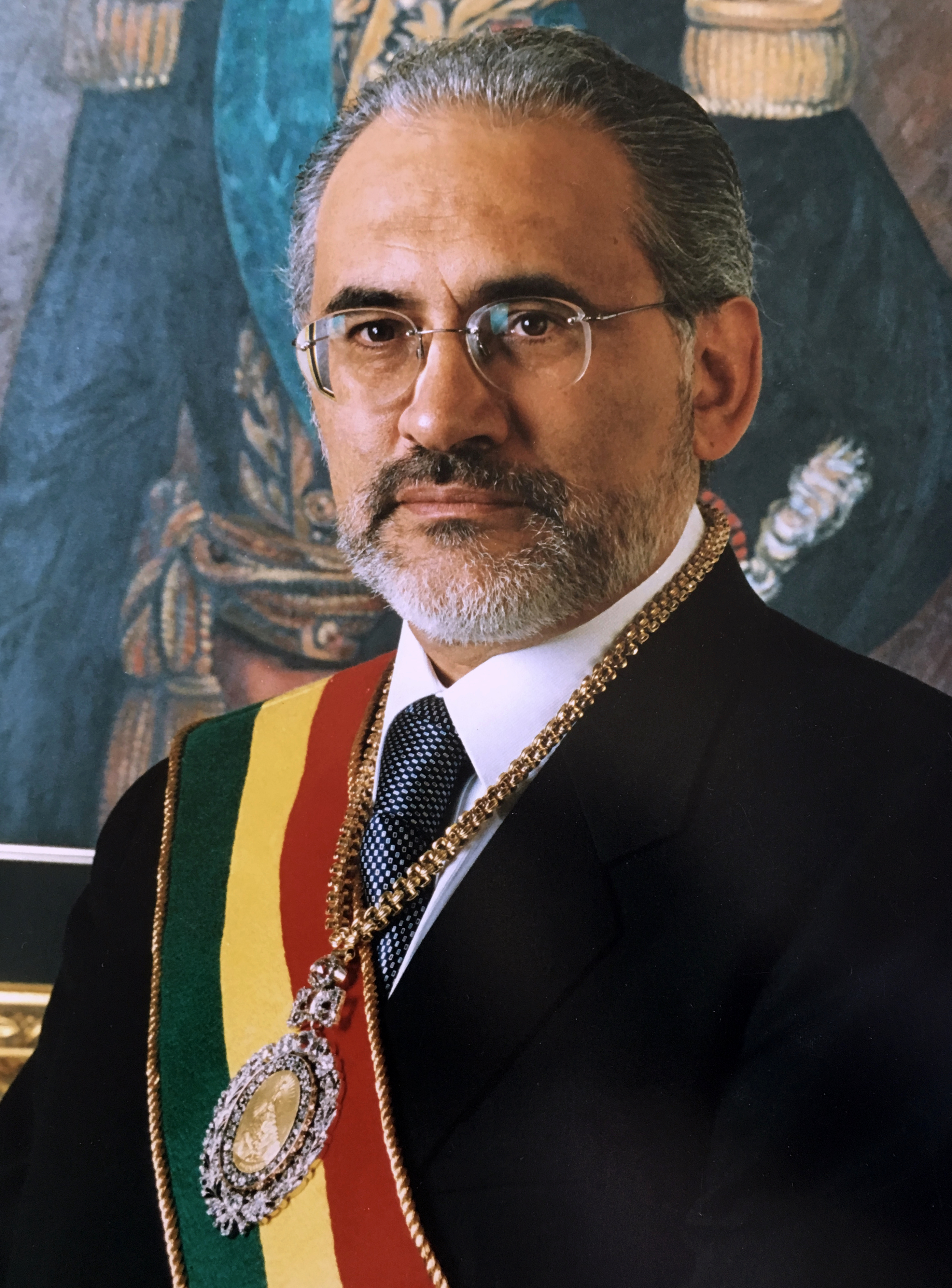
Carlos Mesa

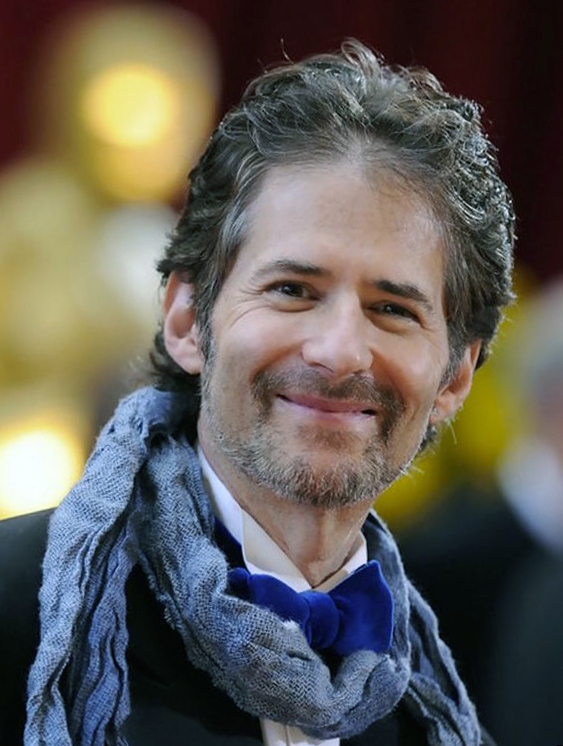
James Horner

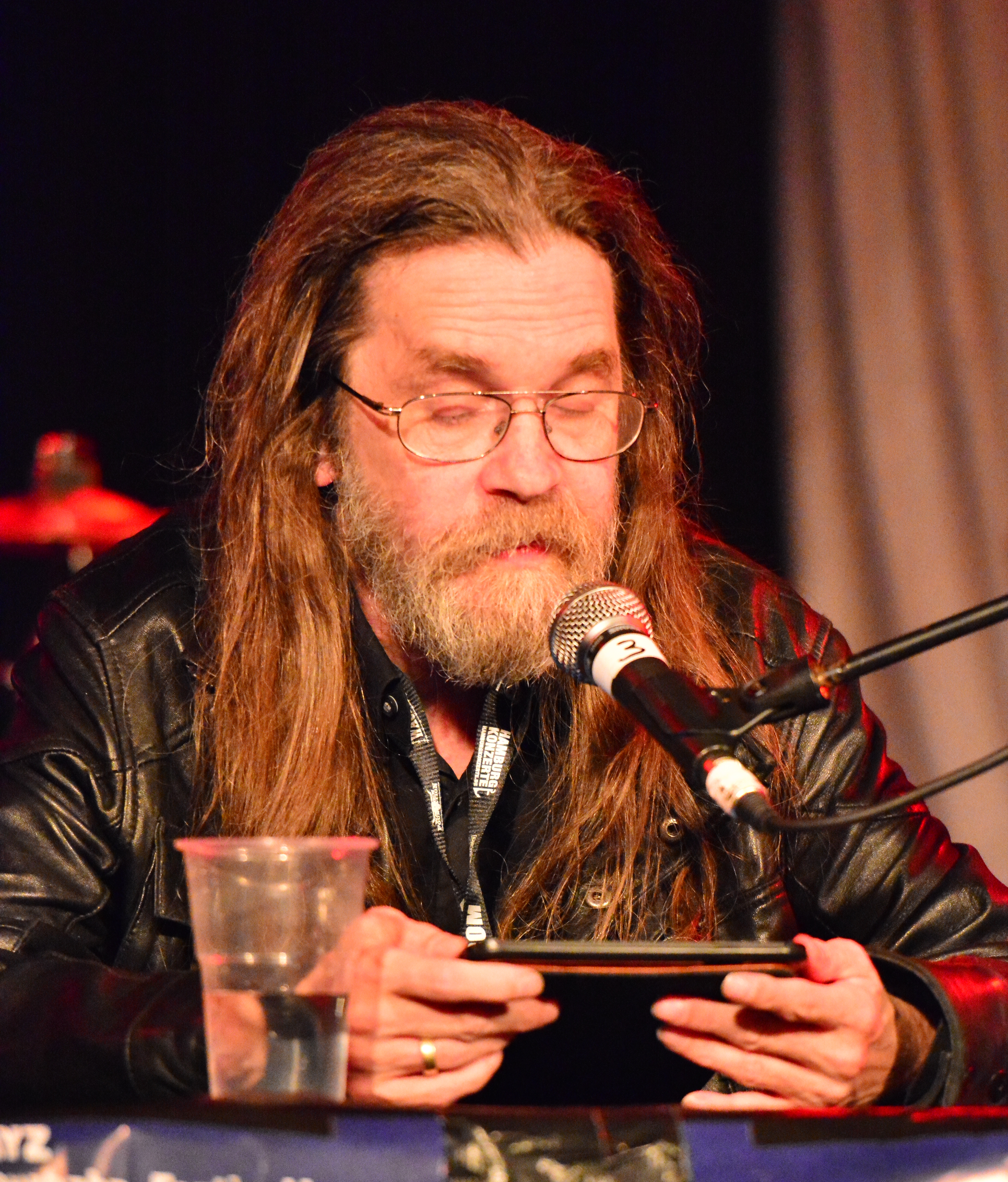
Wolfgang Hohlbein

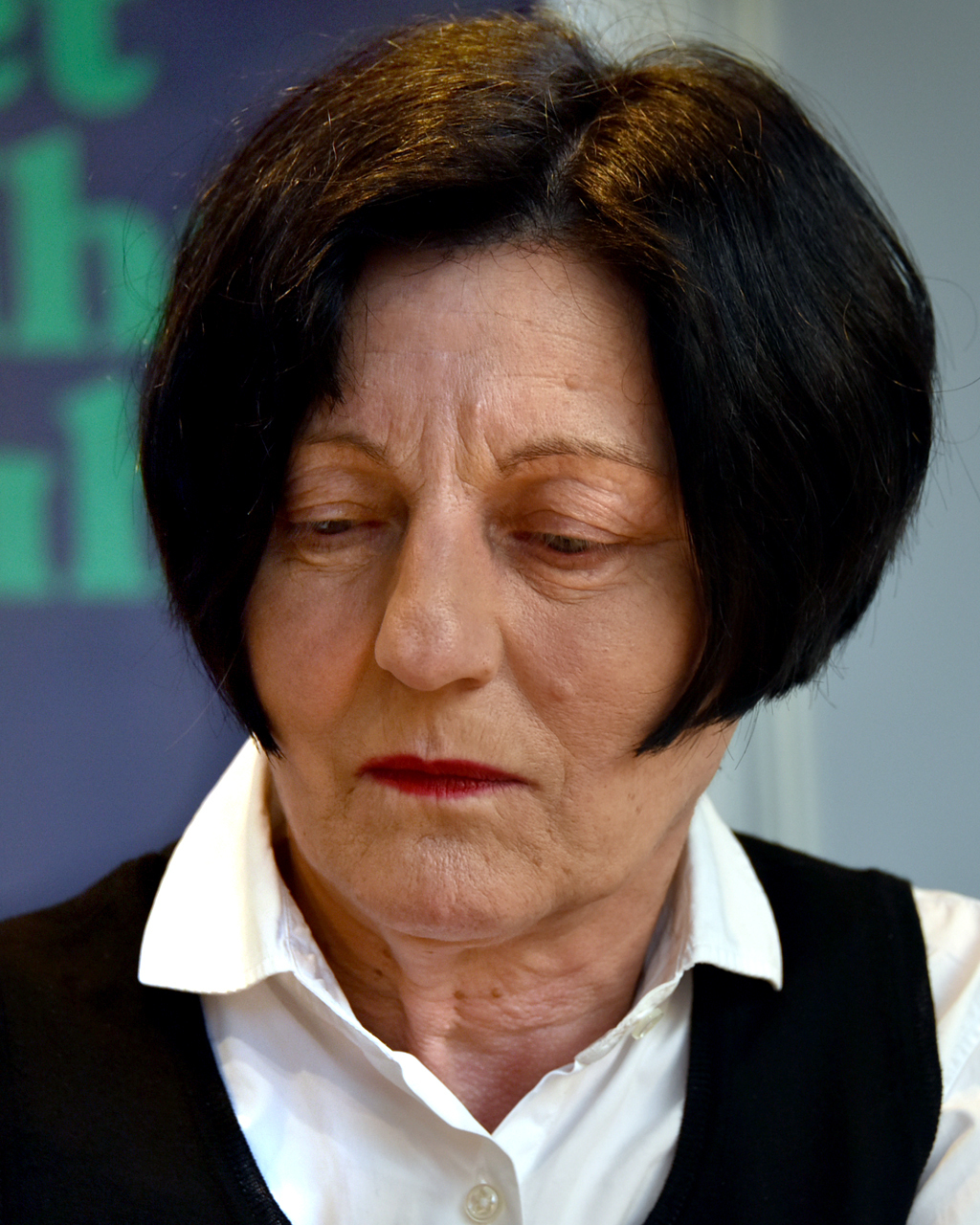
Herta Müller

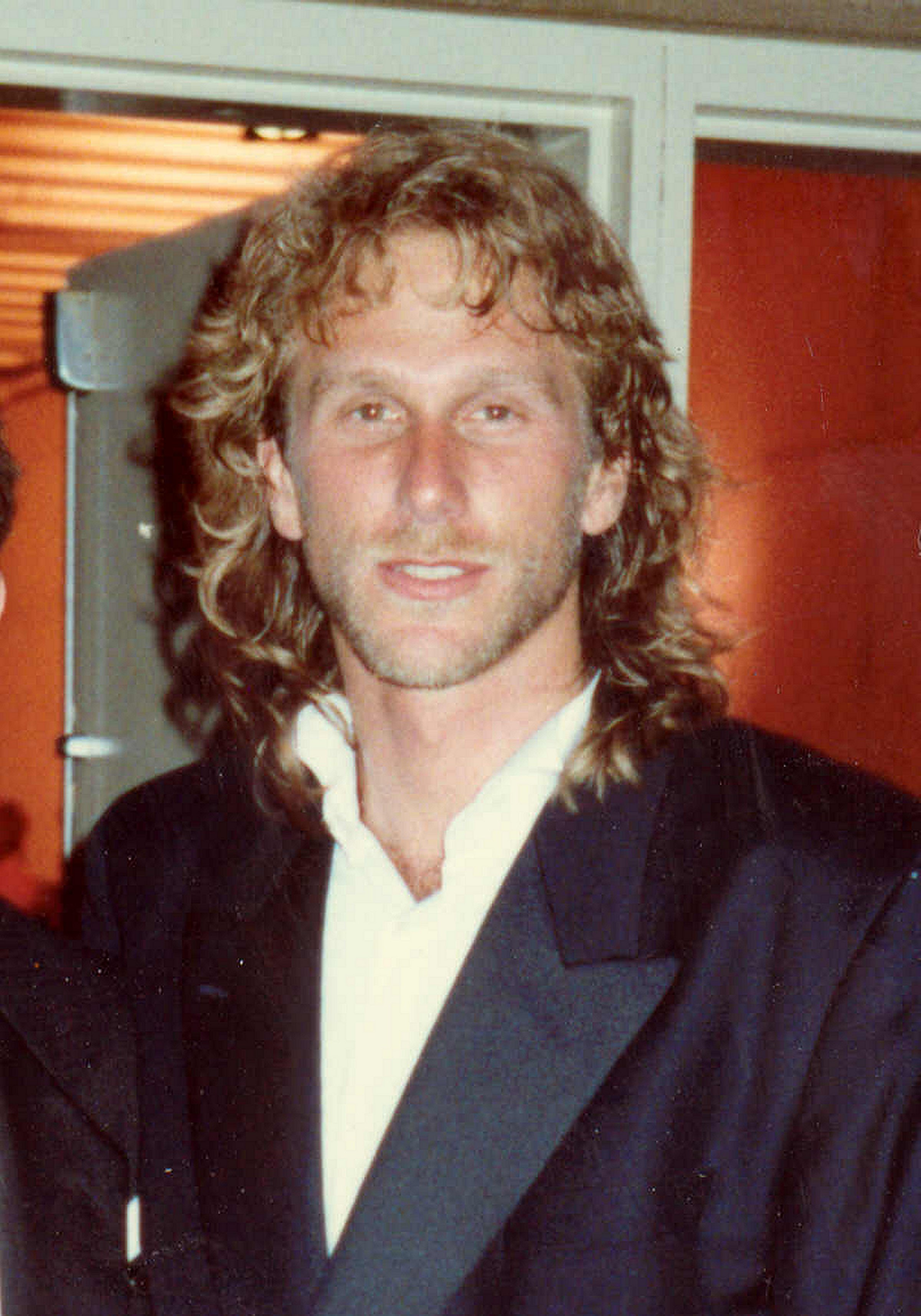
Peter Horton

- 01. August: Robert Cray, US-amerikanischer Blues-Gitarrist und -Sänger
- 01. August: Fred Espenak, US-amerikanischer Astrophysiker († 2025)
- 02. August: Peter-Michael Kolbe, deutscher Ruderer († 2023)
- 02. August: Donnie Munro, schottischer Musiker
- 03. August: Reinhard Kuhn, deutscher Brigadegeneral der Bundeswehr
- 04. August: Antonio Tajani, italienischer Politiker
- 06. August: Karl Ruben Anderson, US-amerikanischer Skirennläufer
- 06. August: Monica Morell, Schweizer Schlagersängerin († 2008)
- 06. August: Stella Maessen, niederländische Sängerin
- 07. August: Andreas Bereczky, deutsch-ungarischer Diplomingenieur, Produktionsdirektor des ZDF
- 08. August: Lloyd James Austin III., US-amerikanischer General
- 08. August: Rolf Beilschmidt, deutscher Leichtathlet
- 08. August: Nigel Mansell, britischer Automobilrennfahrer
- 08. August: Emilio Mendoza, venezolanischer Komponist
- 08. August: Grégoire Solotareff, französischer Autor und Illustrator von Kinderbüchern
- 08. August: Roberto Urbay, kubanischer Pianist und Musikpädagoge
- 09. August: Carl-Ludwig Thiele, deutscher Politiker
- 09. August: Walter Smuch, deutscher Handballtrainer und -spieler
- 10. August: Michael Schneider, deutscher Blockflötist und Dirigent
- 10. August: Wolfgang Müller, deutscher Schauspieler, Synchronsprecher und Drehbuchautor
- 11. August: Hulk Hogan, US-amerikanischer Wrestler und Schauspieler († 2025)
- 12. August: Bernardo Aguerre, uruguayischer Gitarrist und Komponist († 2022)
- 12. August: Carlos Mesa, bolivianischer Politiker
- 12. August: Franz Posch, österreichischer Volksmusiker
- 13. August: Ronald Gregor Asch, deutscher Historiker
- 13. August: Carla Bodendorf, deutsche Leichtathletin
- 14. August: Hany Abo Rida, ägyptischer Fußballfunktionär
- 14. August: Leonore Adler, deutsche Malerin
- 14. August: Norbert Ziegler, deutscher Fußballspieler
- 14. August: Ulla Meinecke, Vertreterin des deutschsprachigen Chansons
- 14. August: László Melis, ungarischer Geiger und Komponist († 2018)
- 15. August: Wolfgang Hohlbein, deutscher Schriftsteller
- 15. August: Joaquín Montañés, spanisch-deutscher Fußballspieler
- 15. August: Judith Szücs, ungarische Schlagersängerin
- 15. August: Mark Thatcher, britischer Unternehmer
- 17. August: Herta Müller, deutsche Schriftstellerin
- 17. August: Manfred Kolbe, deutscher Politiker und MdB
- 17. August: Małgorzata Potocka, polnische Schauspielerin, Filmregisseurin und -produzentin
- 17. August: Zere Yacobe Selassie, Enkel des Kaisers Haile Selassie
- 18. August: David Benoit, US-amerikanischer Jazzpianist
- 19. August: Franz Xaver Kirschner, bayerischer Politiker und Unternehmer
- 19. August: Nanni Moretti, italienischer Regisseur, Produzent und Schauspieler
- 20. August: David First, US-amerikanischer Komponist
- 22. August: Evelyn Thomas, US-amerikanische Sängerin († 2024)
- 23. August: Florence Wambugu, kenianische Pflanzenpathologin und Virologin
- 24. August: Elfi Zinn, deutsche Leichtathletin
- 24. August: Sascha Anderson, deutscher Lyriker und Prosaautor
- 25. August: Uladsimir Aljaxejewitsch Arlou, weißrussischer Historiker und Dichter
- 25. August: Maurizio Malvestiti, italienischer Priester, Bischof von Lodi
- 25. August: Javier Giménez Noble, argentinischer Komponist
- 25. August: Wolfgang Wellner, deutscher Jurist
- 26. August: Paolo Di Lauro, Anführer der italienischen Camorra
- 27. August: Jørn Didriksen, norwegischer Eisschnellläufer
- 27. August: Gabriele Haefs, deutsche literarische Übersetzerin
- 27. August: Alex Lifeson, kanadischer Musiker
- 28. August: Jocco Abendroth, deutscher Sänger, Gitarrist und Komponist († 2007)
- 28. August: Ditmar Jakobs, deutscher Fußballspieler
- 28. August: Elmar Schenkel, deutscher Schriftsteller und Übersetzer
- 30. August: Heiger Ostertag, deutscher Schriftsteller und Historiker
- 30. August: Werner Schnappauf, bayerischer Staatsminister
- 31. August: Napoleon Seyfarth, deutscher Autor und AIDS-Aktivist († 2000)
- 31. August: Miguel Ángel Guerra, argentinischer Automobilrennfahrer

### September

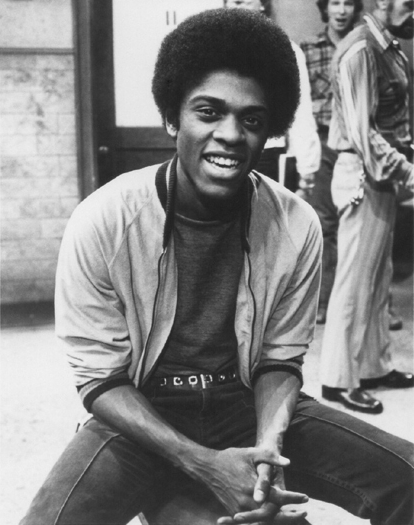
Lawrence Hilton-Jacobs

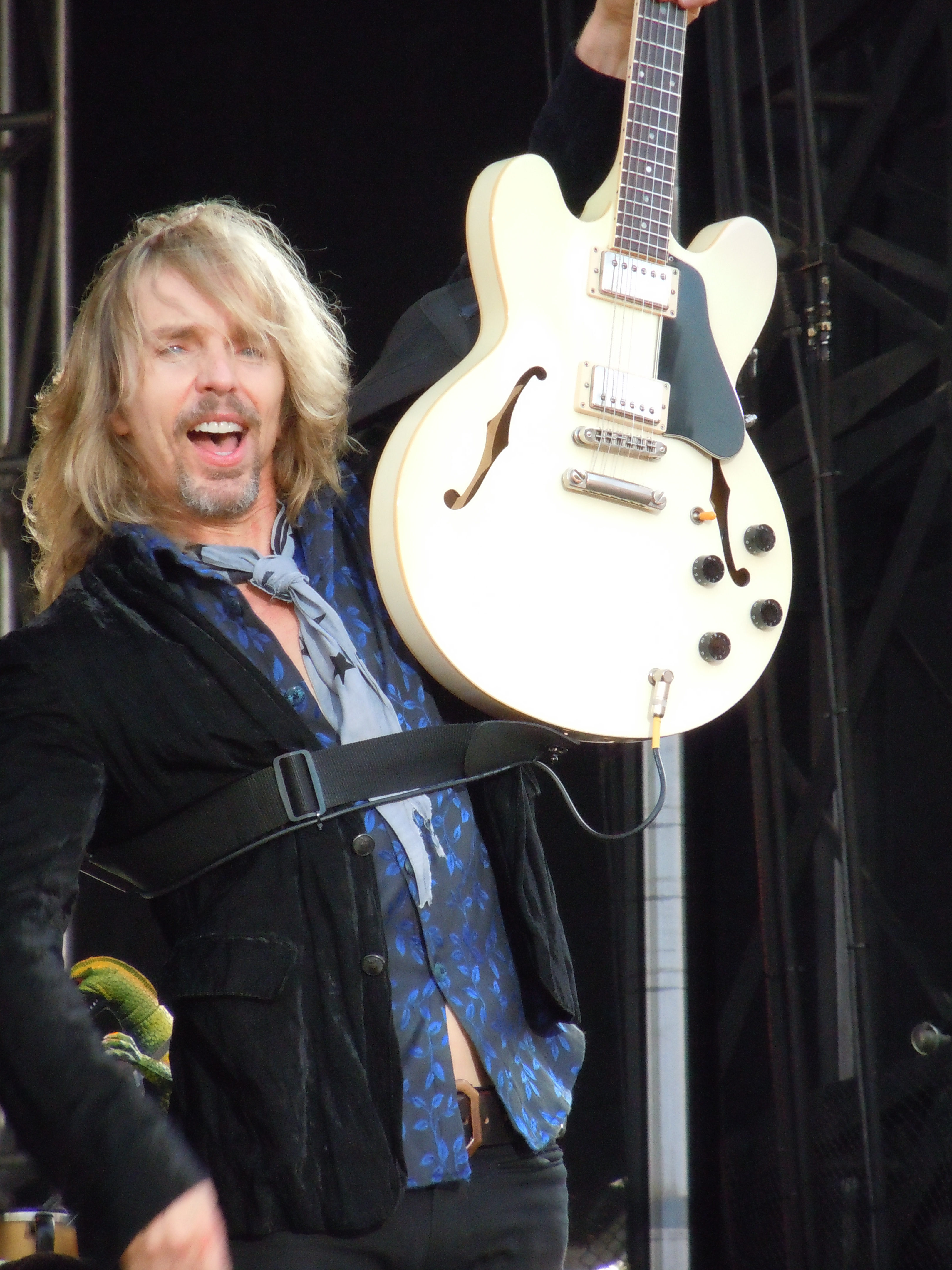
Tommy Shaw

- 01. September: Ahmad Schah Massoud, Mujaheddin-Kämpfer Afghanistans († 2001)
- 02. September: Gerhard Thiele, deutscher Astronaut
- 02. September: John Zorn, US-amerikanischer Komponist und Bandleader
- 03. September: Jean-Pierre Jeunet, französischer Regisseur
- 03. September: Günther Thomae, deutscher Volleyballer, National- und Weltauswahlspieler
- 04. September: Michael Klemm, deutscher Autor, Regisseur und Schauspieler
- 04. September: Luis Mejía Oviedo, dominikanischer Sportfunktionär
- 04. September: Fatih Terim, türkischer Fußballspieler und Trainer
- 05. September: Barbara Schneider, Schweizer Politikerin
- 06. September: Renato Antonioli, italienischer Skirennläufer
- 06. September: Gianbattista Baronchelli, italienischer Radrennfahrer
- 06. September: Herwig Mitteregger, österreichischer Schlagzeuger und Sänger
- 06. September: Joachim Pöltl, deutscher Hornist
- 06. September: Jean Luc Rosat, brasilianischer Volleyballspieler († 2021)
- 07. September: Anne-Marie Aspelund, schwedische Sängerin
- 07. September: Benjamin Montmorency Tench III, US-amerikanischer Keyboarder und Songschreiber
- 10. September: Craig Harris, US-amerikanischer Jazzposaunist
- 10. September: Amy Irving, US-amerikanische Schauspielerin
- 12. September: Nan Goldin, US-amerikanische Fotografin
- 12. September: Terry Porter, US-amerikanische Skilangläuferin
- 12. September: Ramesh Patel, neuseeländischer Hockeyspieler
- 13. September: Günther Krause, deutscher Politiker
- 14. September: Uli Becker, deutscher Schriftsteller
- 14. September: Christoph Haas, deutscher Musiker, Komponist und Rhythmuslehrer
- 15. September: Manuel Mello-Breyner, portugiesischer Automobilrennfahrer und Motorsportfunktionär
- 15. September: Michael Schramm, deutscher Dirigent, Musikwissenschaftler und Offizier
- 16. September: Olga Lara, dominikanische Sängerin und Komponistin
- 16. September: Christopher Rich, US-amerikanischer Schauspieler
- 17. September: Lale Akgün, deutsche Politikerin
- 17. September: Luís Filipe Marques Amado, portugiesischer Politiker
- 18. September: Léo Apotheker, deutscher Manager
- 18. September: Anna Levine, US-amerikanische Schauspielerin
- 19. September: Grażyna Szapołowska, polnische Schauspielerin
- 19. September: Burkhardt Seiler, deutscher Labelbetreiber, Konzertveranstalter und Verleger († 2023)
- 20. September: Joachim Unseld, deutscher Verleger
- 20. September: Renato Curi, italienischer Fußballspieler († 1977)
- 20. September: Horst Hayer, deutscher Fußballspieler
- 20. September: Ricardo Moar, spanischer Fußballfunktionär
- 21. September: Reinhard Kardinal Marx, Erzbischof von München und Freising
- 22. September: Richard Fairbrass, britischer Musiker
- 22. September: Tomasz Wójtowicz, polnischer Volleyballspieler († 2022)
- 22. September: Ségolène Royal, französische Politikerin
- 23. September: Vera Dominke, deutsche Politikerin und MdB
- 24. September: Matthias Thumser, deutscher Historiker
- 24. September: Carlo Hommel, luxemburgischer Organist († 2006)
- 25. September: Jean-Philippe Grand, französischer Automobilrennfahrer und Rennstallbesitzer
- 25. September: Gregory Meeks, US-amerikanischer Politiker
- 25. September: Liuwe Tamminga, niederländischer Organist († 2021)
- 26. September: Jürgen Brandt, deutscher Jurist
- 26. September: Micha Marah, belgische Sängerin
- 27. September: Diane Julie Abbott, britische Politikerin
- 27. September: Amritanandamayi, indischer Avatar-Guru
- 27. September: Claudio Gentile, italienischer Fußballer und Trainer
- 27. September: Wolfgang Braun, deutscher Filmproduzent
- 28. September: Birgit Edenharter, deutsche Schauspielerin
- 28. September: Gerold Reichenbach, deutscher Politiker, MdB
- 28. September: Otmar Hasler, Regierungschef des Fürstentums Liechtenstein
- 29. September: Jean-Claude Lauzon, kanadischer Regisseur († 1997)
- 30. September: Deborah Allen, US-amerikanische Country-Musikerin

### Oktober

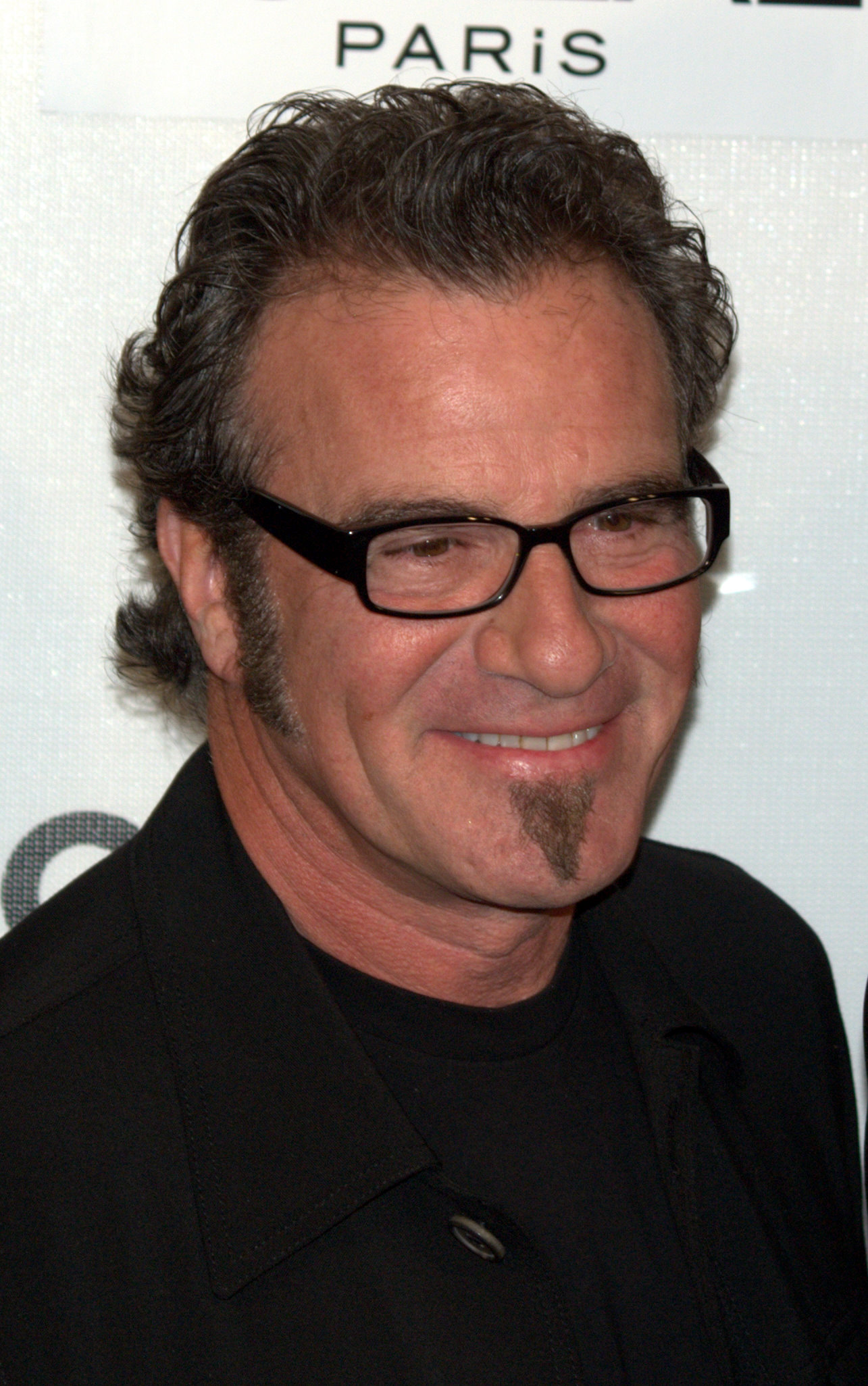
Tico Torres

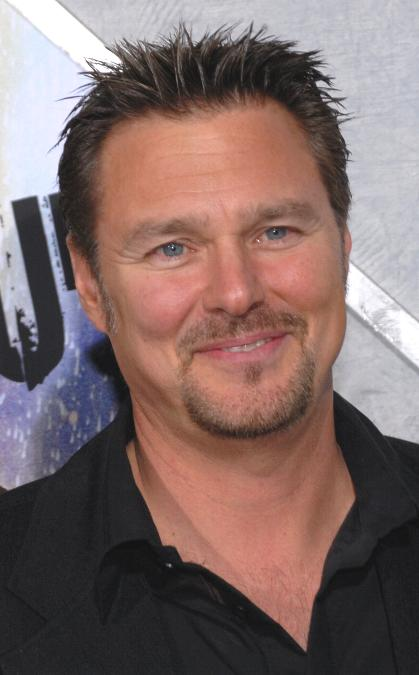
Greg Evigan

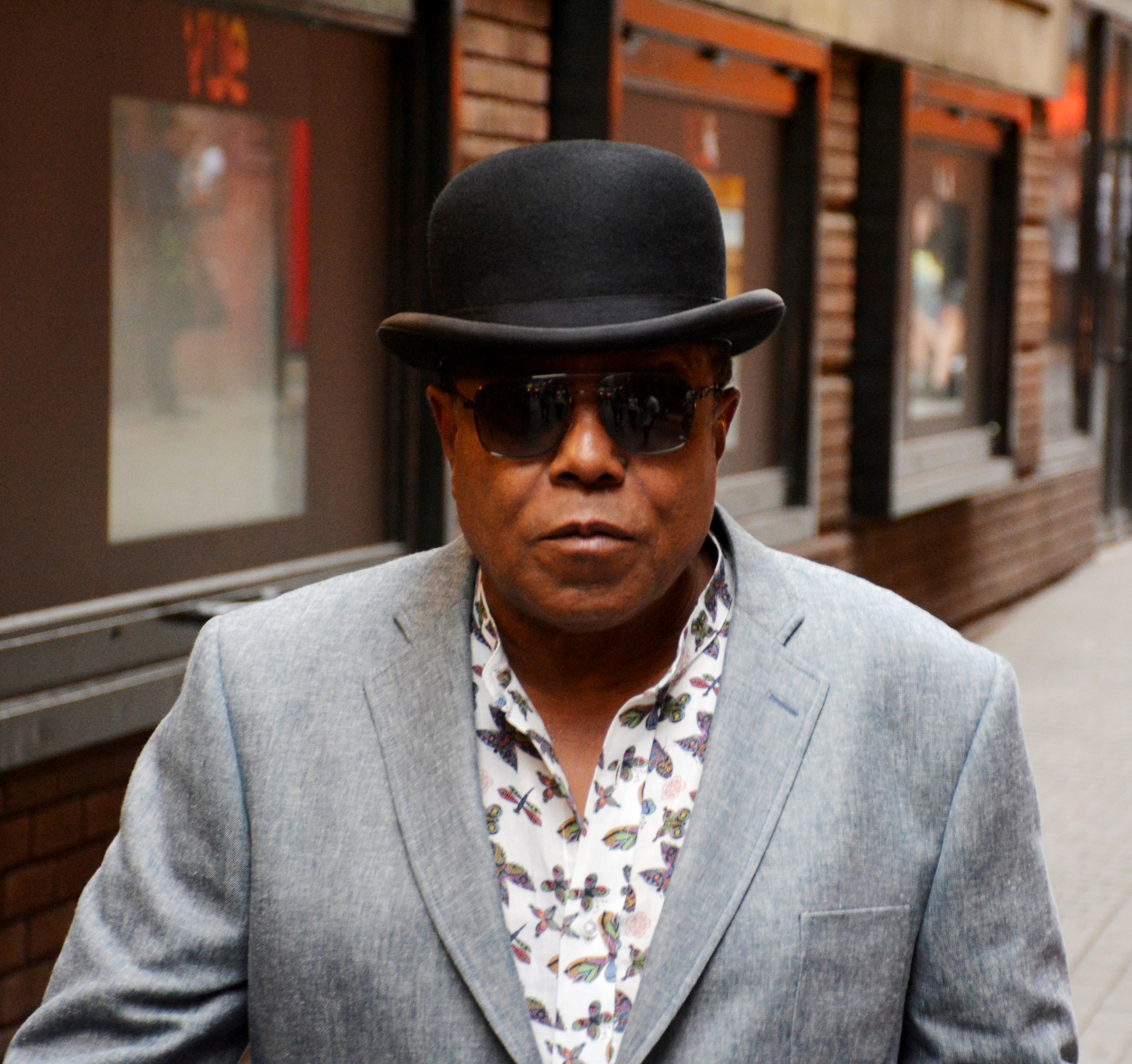
Tito Jackson

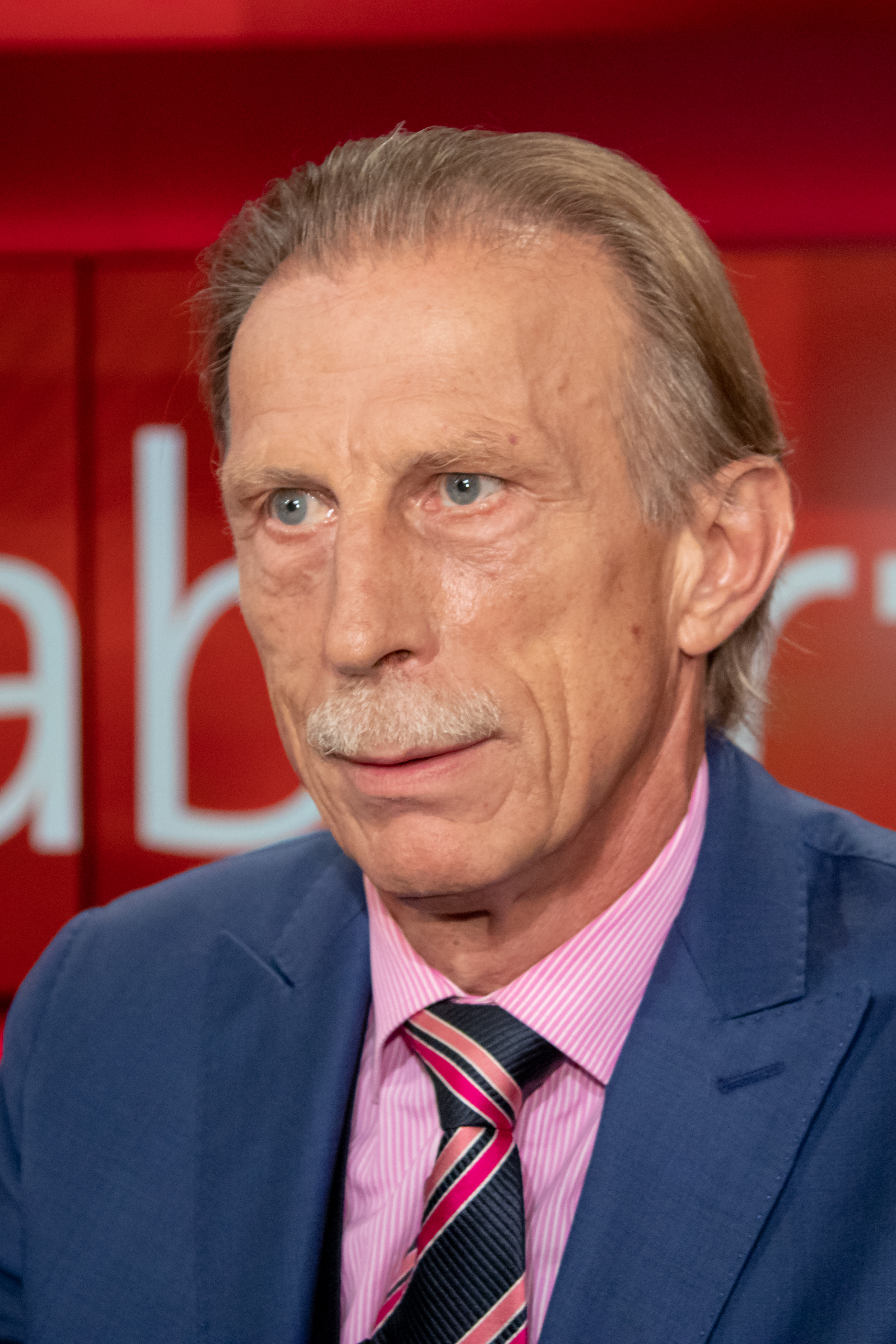
Christoph Daum

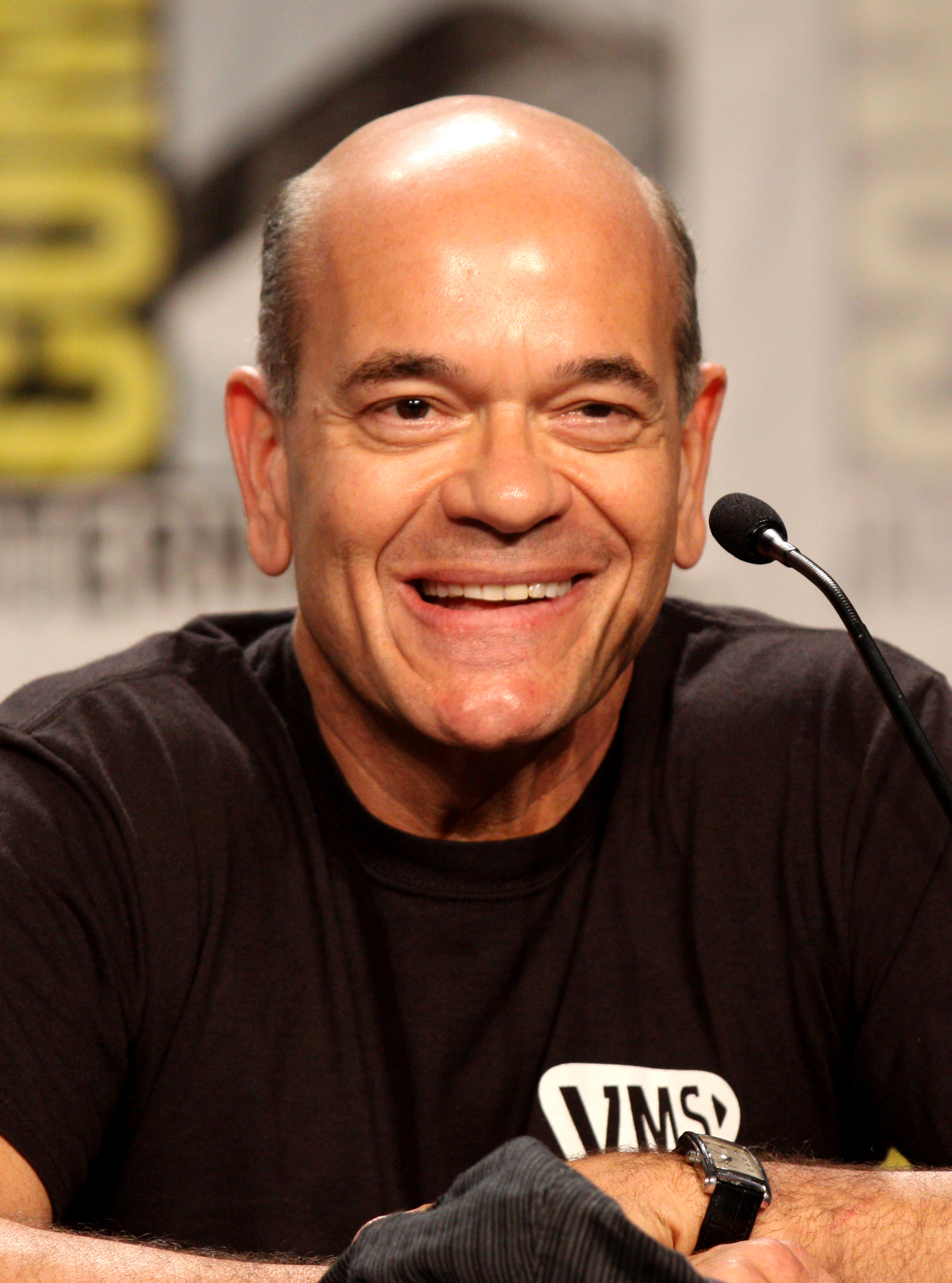
Robert Picardo

- 01. Oktober: Klaus Wowereit, deutscher Politiker, Regierender Bürgermeister von Berlin
- 01. Oktober: Grete Waitz, norwegische Leichtathletin und Sportlegende († 2011)
- 01. Oktober: John Hegley, englischer Dichter
- 03. Oktober: Cornelia Bürki, Schweizer Leichtathletin
- 04. Oktober: Birgit Fischer, deutsche Politikerin und MdB
- 04. Oktober: Gabriel Loidolt, österreichischer Schriftsteller
- 04. Oktober: Andreas Vollenweider, Schweizer Musiker und Komponist
- 05. Oktober: Josef Christian Aigner, österreichischer Psychoanalytiker und Psychotherapeut
- 05. Oktober: Pierre de Thoisy, französischer Automobilrennfahrer
- 06. Oktober: Klaas Bruinsma, niederländischer Drogenhändler († 1991)
- 07. Oktober: Ronald Worm, deutscher Fußballspieler
- 07. Oktober: Tico Torres, Schlagzeuger der Rockband Bon Jovi
- 08. Oktober: Nabi Avcı, türkischer Politiker
- 08. Oktober: Guido Fuchs, deutscher Liturgiewissenschaftler
- 09. Oktober: Helmut Roleder, deutscher Fußballspieler
- 09. Oktober: Tony Shalhoub, US-amerikanischer Schauspieler
- 09. Oktober: Lidia Zielińska, polnische Komponistin
- 10. Oktober: Midge Ure, britischer Rock-Gitarrist, Sänger und Songschreiber
- 11. Oktober: Martin Lücker, deutscher Organist, Kirchenmusiker
- 11. Oktober: David Morse, US-amerikanischer Schauspieler
- 12. Oktober: Daniel Louis, kanadischer Filmproduzent
- 13. Oktober: Bertrand Adams, deutscher Politiker
- 14. Oktober: Aldo Maldera, italienischer Fußballspieler († 2012)
- 14. Oktober: Willi Thomczyk, deutscher Schauspieler
- 15. Oktober: Manfred Angerer, österreichischer Musikwissenschaftler († 2010)
- 15. Oktober: Tito Jackson, US-amerikanischer Sänger († 2024)
- 15. Oktober: Günther Oettinger, deutscher Politiker, ehemaliger Ministerpräsident von Baden-Württemberg
- 15. Oktober: Peter Rösch, Bürgerrechtler in der DDR († 2017)
- 16. Oktober: Dietrich Adam, deutscher Schauspieler († 2020)
- 16. Oktober: Uwe Büschken, deutscher Schauspieler und Synchronsprecher
- 16. Oktober: Tony Carey, US-amerikanischer Rockmusiker
- 16. Oktober: Falcão, brasilianischer Fußballspieler
- 16. Oktober: Nestor Soriano, philippinischer Regattasegler († 2021)
- 17. Oktober: Uki Goñi, argentinischer Journalist und Historiker
- 17. Oktober: Harry Richter, deutscher Brigadegeneral des Heeres
- 17. Oktober: Roger de Weck, Schweizer Publizist
- 19. Oktober: Wang Yi, chinesischer Außenminister
- 20. Oktober: Isolde Eisele, deutsche Ruderin
- 21. Oktober: Eleonora Giorgi, italienische Schauspielerin († 2025)
- 21. Oktober: Keith Green, US-amerikanischer Sänger und Komponist († 1982)
- 21. Oktober: Peter Mandelson, britischer Politiker der Labour Party
- 21. Oktober: Henning Sprogøe, dänischer Film- und Theaterschauspieler
- 22. Oktober: Johannes Nollé, deutscher Althistoriker, Epigraphiker und Numismatiker
- 23. Oktober: Altuğ Taner Akçam, türkischer Historiker, Soziologe und Autor
- 23. Oktober: Marek Chołoniewski, polnischer Komponist, Musikveranstalter und -pädagoge
- 23. Oktober: Guri Hjeltnes, norwegische Journalistin und Historikerin
- 23. Oktober: Joaquín Lavín, chilenischer Politiker
- 23. Oktober: Jang Se-hong, nordkoreanischer Ringer
- 24. Oktober: Christoph Daum, deutscher Fußballtrainer († 2024)
- 25. Oktober: Erika Andreß, deutsche Juristin
- 25. Oktober: Adelbert von Deyen, deutscher Musiker, Komponist, Maler und Graphiker († 2018)
- 25. Oktober: Corina Dietz, deutscher Filmeditorin
- 27. Oktober: Ruedi Lais, Schweizer Politiker († 2021)
- 27. Oktober: Robert Picardo, US-amerikanischer Schauspieler
- 28. Oktober: Desmond Child, US-amerikanischer Songwriter, Komponist und Produzent
- 30. Oktober: Vincenzo Guerini, italienischer Fußballspieler, -trainer und -funktionär
- 30. Oktober: Hubert Kulmer, österreichischer Fußballspieler und -trainer († 2021)
- 30. Oktober: Charles Martin Smith, US-amerikanischer Schauspieler
- 31. Oktober: Michael John Anderson, US-amerikanischer Schauspieler
- 31. Oktober: Ulrich Giezendanner, Schweizer Transportunternehmer und Politiker
- 31. Oktober: Lee James, US-amerikanischer Gewichtheber († 2023)

### November

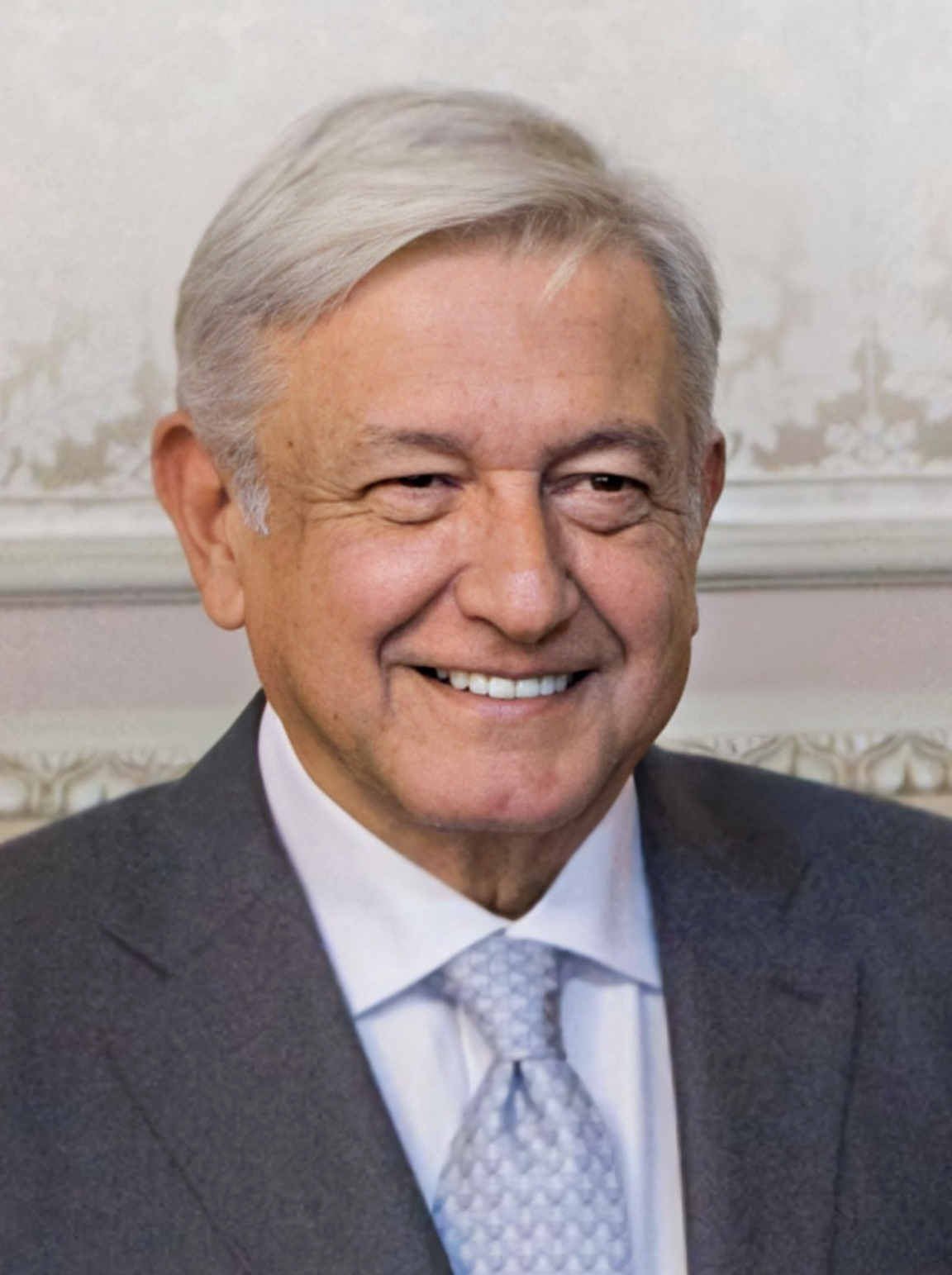
Andrés Manuel López Obrador

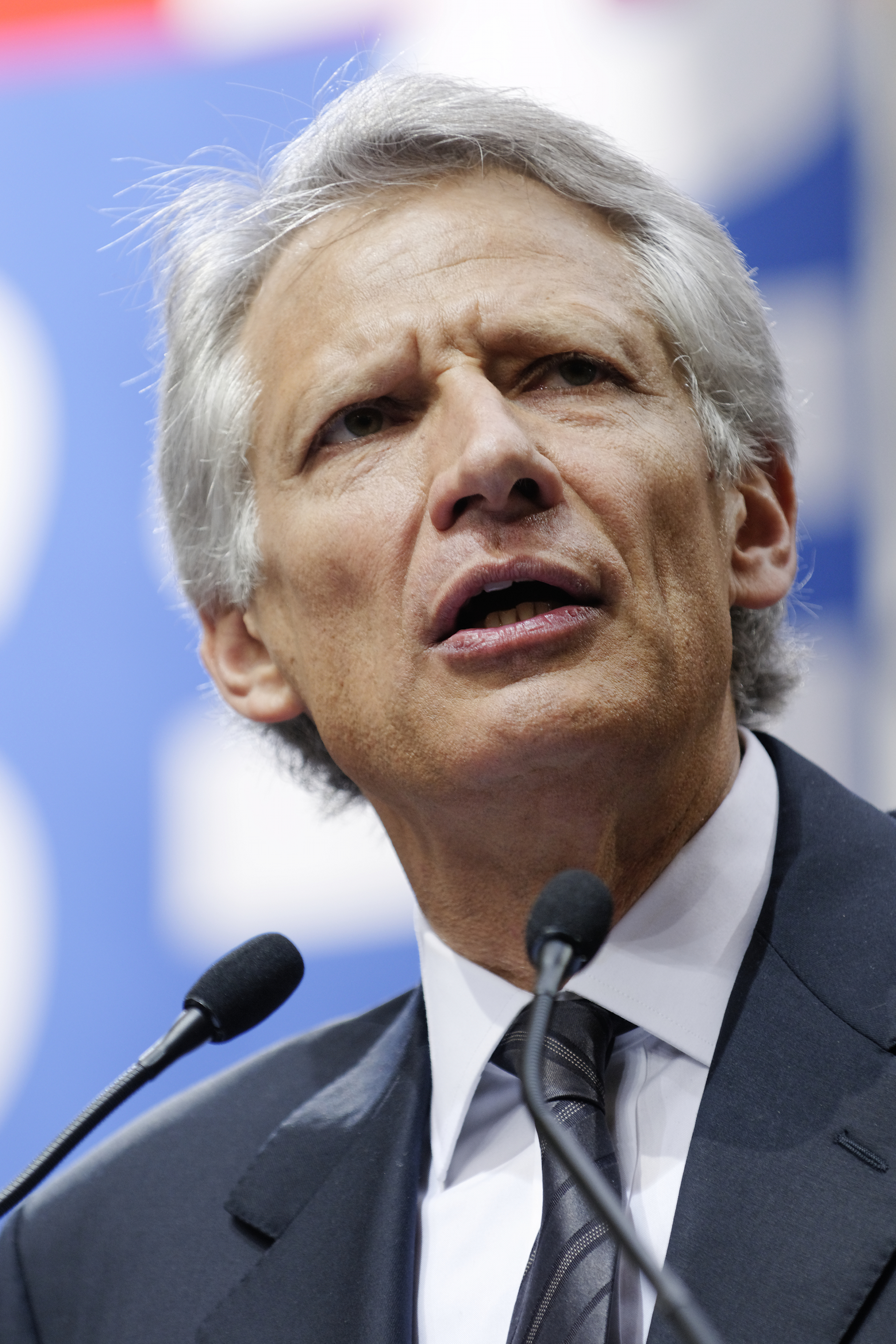
Dominique de Villepin

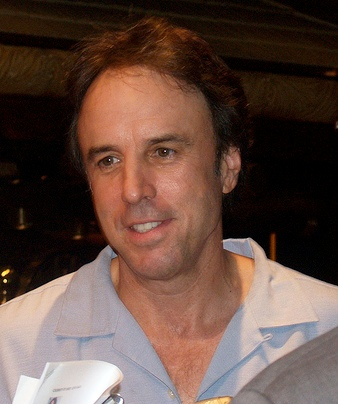
Kevin Nealon

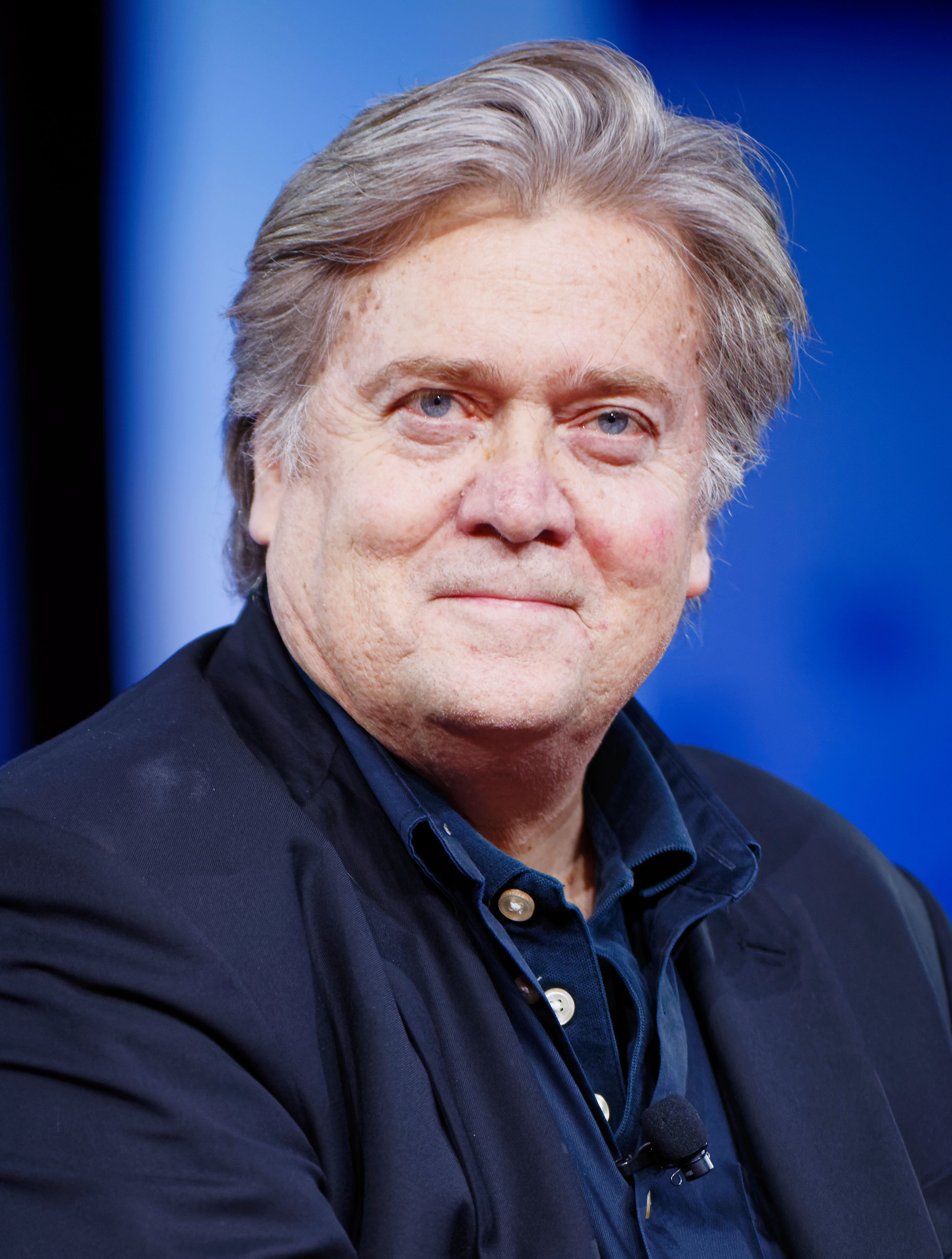
Steve Bannon

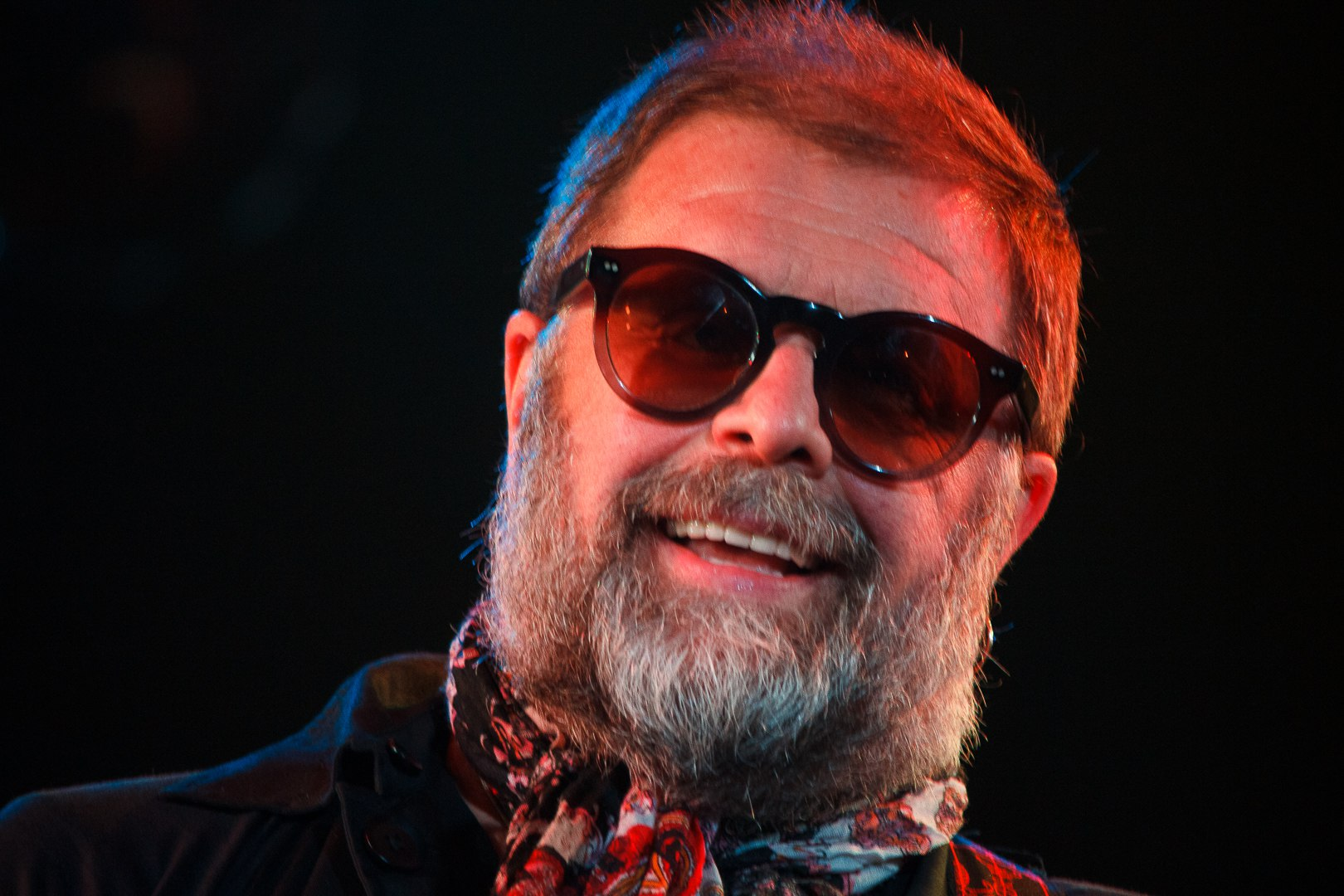
Boris Borissowitsch Grebenschtschikow

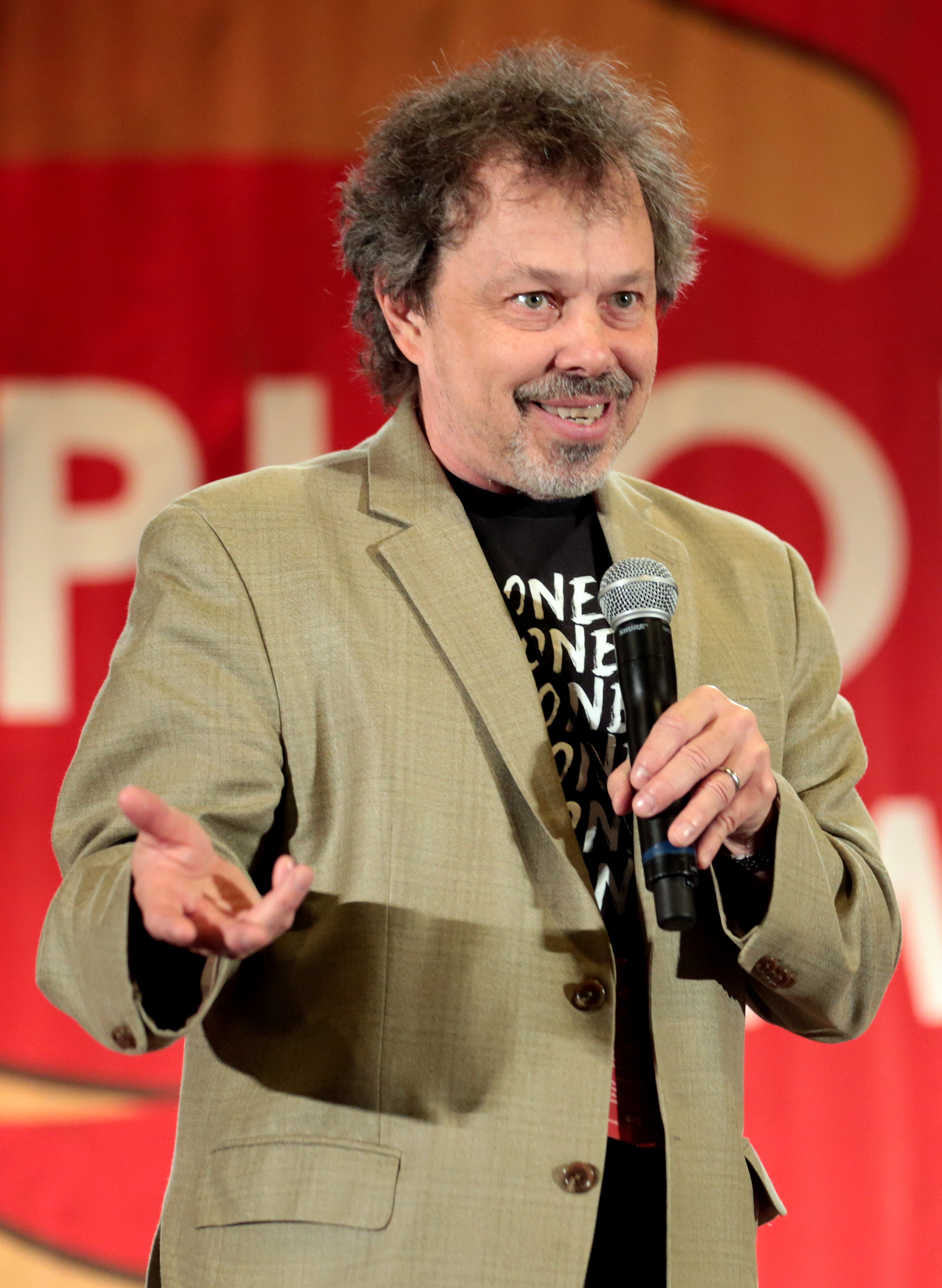
Curtis Armstrong

- 01. November: Raffaele Arena, italienischer Schauspieler
- 03. November: Jürgen Straub, deutscher Leichtathlet
- 03. November: Kate Capshaw, US-amerikanische Filmschauspielerin
- 04. November: Carlos Gutierrez, kubanoamerikanischer Unternehmer und Politiker
- 04. November: Tina Theune-Meyer, Sportlehrerin, Trainerin der deutschen Damen-Fußballnationalmannschaft
- 05. November: Dennis Andries, guyanischer Boxer
- 06. November: Reinhard Hauke, deutscher Dompfarrer, Weihbischof
- 06. November: Ron Underwood, US-amerikanischer Regisseur
- 07. November: Ursula Kamizuru, deutsche Tischtennisspielerin († 2008)
- 07. November: Ottfried Fischer, deutscher Schauspieler und Kabarettist
- 07. November: Alexander Romankow, sowjetischer Florettfechter, Olympiasieger und zwölffacher Weltmeister
- 09. November: Carver Alan Ames, britischer Prediger
- 09. November: David Leslie, britischer Automobilrennfahrer und Fernsehkommentator († 2008)
- 11. November: Andrew John Partridge, englischer Songwriter, Gitarrist, Labelchef und Produzent
- 12. November: Ursula Mogg, deutsche Politikerin und MdB
- 12. November: Rosemarie Pohlack, deutsche Architektin
- 13. November: Bernd Scherers, deutscher Kirchenmusiker und Hochschullehrer
- 13. November: Charles Tickner, US-amerikanischer Eiskunstläufer
- 13. November: Frances Conroy, US-amerikanische Schauspielerin
- 14. November: Herbert Neumann, deutscher Fußballtrainer
- 14. November: Sorin Lerescu, rumänischer Komponist
- 15. November: Elizabeth Arthur, US-amerikanische Schriftstellerin
- 15. November: Philippe Auvray, französischer Automobilrennfahrer
- 15. November: Celia Caturelli, argentinische Künstlerin
- 15. November: Peter-Paul Manzel, deutscher Gesellschaftsphilosoph
- 16. November: Rick Bourke, australischer Rugby-Spieler († 2006)
- 16. November: Monika Helbing, Mitglied der Rote Armee Fraktion
- 16. November: Andrzej Skowroński, polnischer Ruderer († 2020)
- 16. November: Brigitte Zypries, deutsche Politikerin
- 17. November: Ulrike Bruns, deutsche Leichtathletin
- 18. November: Franz Maget, deutscher Politiker
- 18. November: Alan Moore, britischer Autor und Co-Autor von Comics
- 18. November: Hartmut Volle, deutscher Schauspieler
- 19. November: Michail Iwanowitsch An, sowjetischer Fußballspieler († 1979)
- 19. November: Robert Beltran, US-amerikanischer Schauspieler
- 20. November: Halid Bešlić, bosnischer Sänger
- 20. November: Hamadou Moussa Gros, nigrischer Offizier und Politiker.
- 20. November: Gereon Bollmann, deutscher Jurist und Politiker
- 20. November: Johannes Buchmann, deutscher Informatiker und Kryptograph
- 21. November: Matthias von Saldern, deutscher Erziehungswissenschaftler († 2020)
- 21. November: René Weller, deutscher Boxer († 2023)
- 22. November: Al Hedman, jamaikanischer Dartspieler
- 22. November: Wayne Larkins, englischer Cricketspieler († 2025)
- 23. November: Francis Cabrel, französischer Musiker
- 23. November: Bernard Foccroulle, belgischer Komponist, Organist und Opernintendant
- 23. November: Johan de Meij, niederländischer Komponist und Dirigent
- 25. November: Marianne Beese, deutsche Schriftstellerin
- 25. November: Herbert Breiteneder, österreichischer Automobilrennfahrer († 2008)
- 25. November: Jeffrey Skilling, US-amerikanischer Manager
- 25. November: Wolfgang Stolz, deutscher Handballspieler († 2022)
- 26. November: Hilary Benn, britischer Politiker
- 27. November: Curtis Armstrong, US-amerikanischer Schauspieler
- 27. November: Stephen Bannon, US-amerikanischer Publizist und politischer Berater
- 27. November: David Felder, US-amerikanischer Komponist und Musikpädagoge
- 27. November: Jūgi Hisama, japanischer Schriftsteller
- 28. November: John King, US-amerikanischer Komponist, Gitarrist und Bratschist
- 28. November: Ewald Lienen, deutscher Fußballtrainer und -spieler
- 28. November: Gordon Marsden, britischer Politiker
- 28. November: Michael Chertoff, US-amerikanischer Richter
- 28. November: Nadija Olisarenko, sowjetisch-ukrainische Mittelstreckenläuferin und Olympiasiegerin († 2017)
- 29. November: Hans-Jürgen „Jäcki“ Reznicek, deutscher Musiker
- 29. November: Rudolf Köberle, deutscher Politiker
- 29. November: Huub Stevens, niederländischer Fußballtrainer
- 30. November: Steve James, US-amerikanischer Regisseur und Produzent

### Dezember

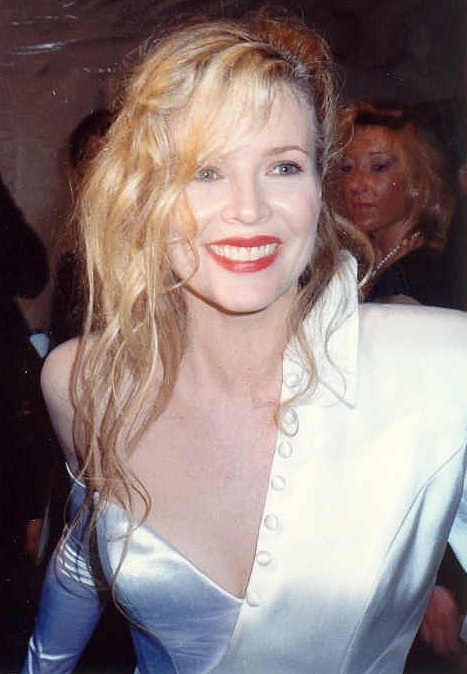
Kim Basinger

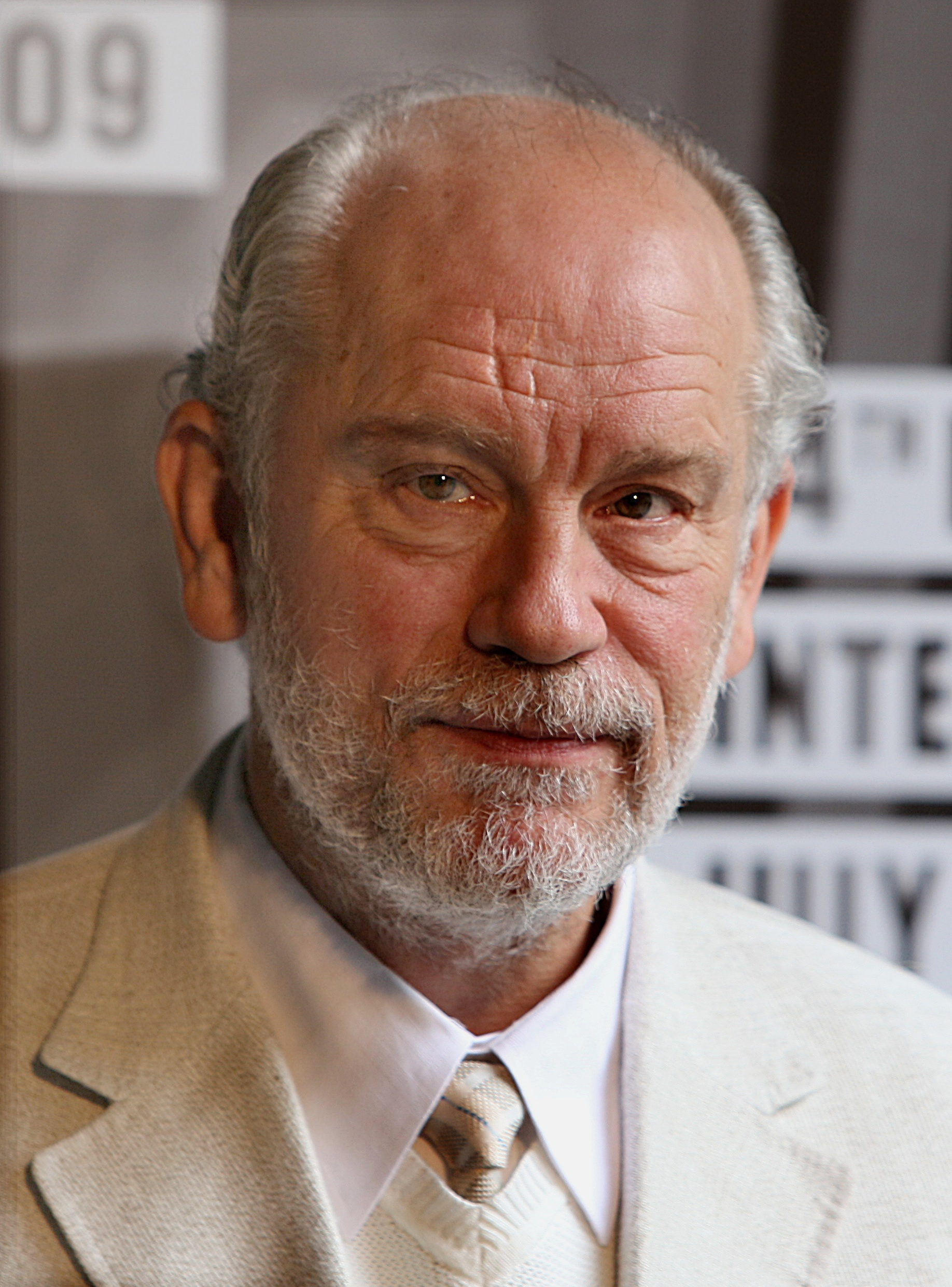
John Malkovich

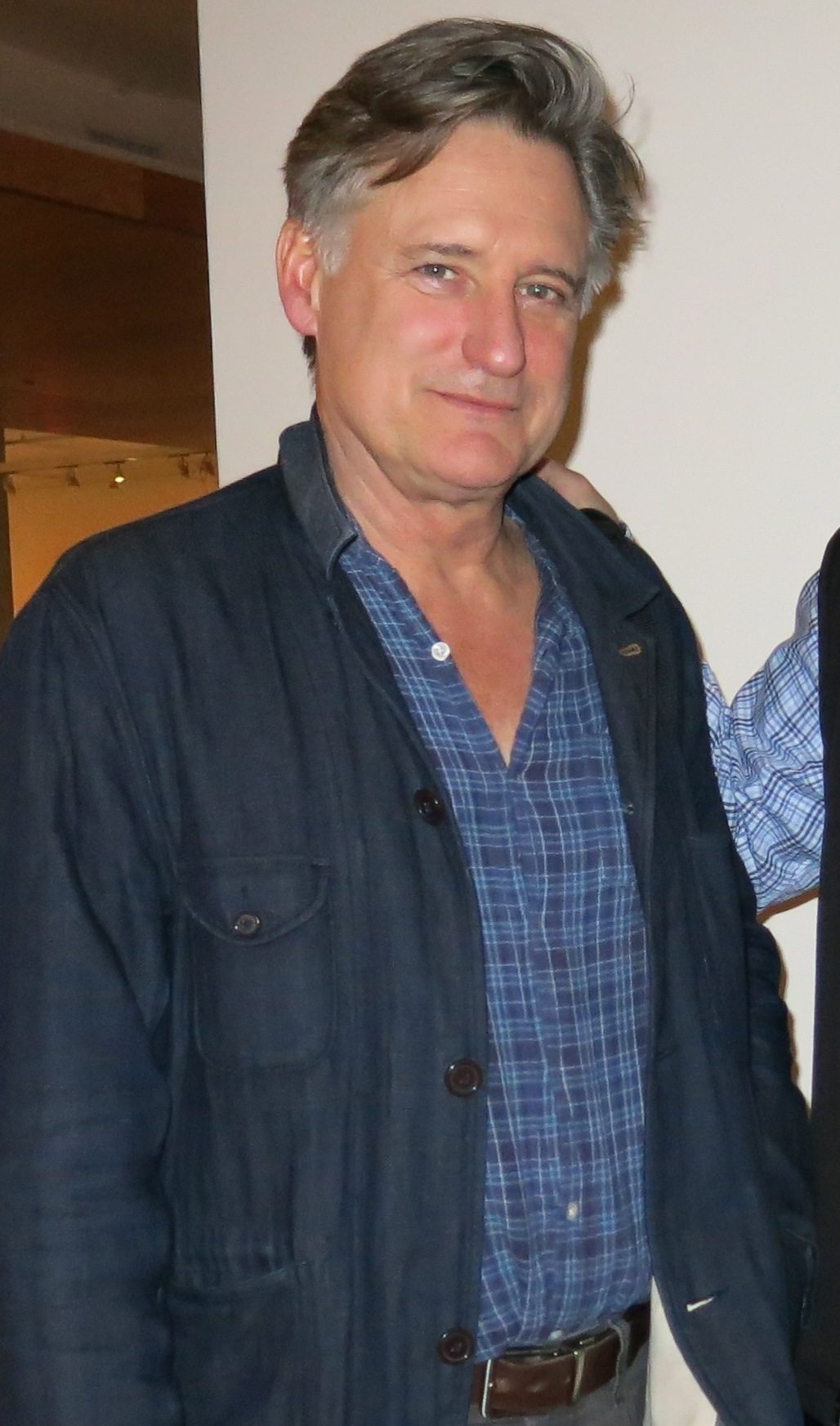
Bill Pullman

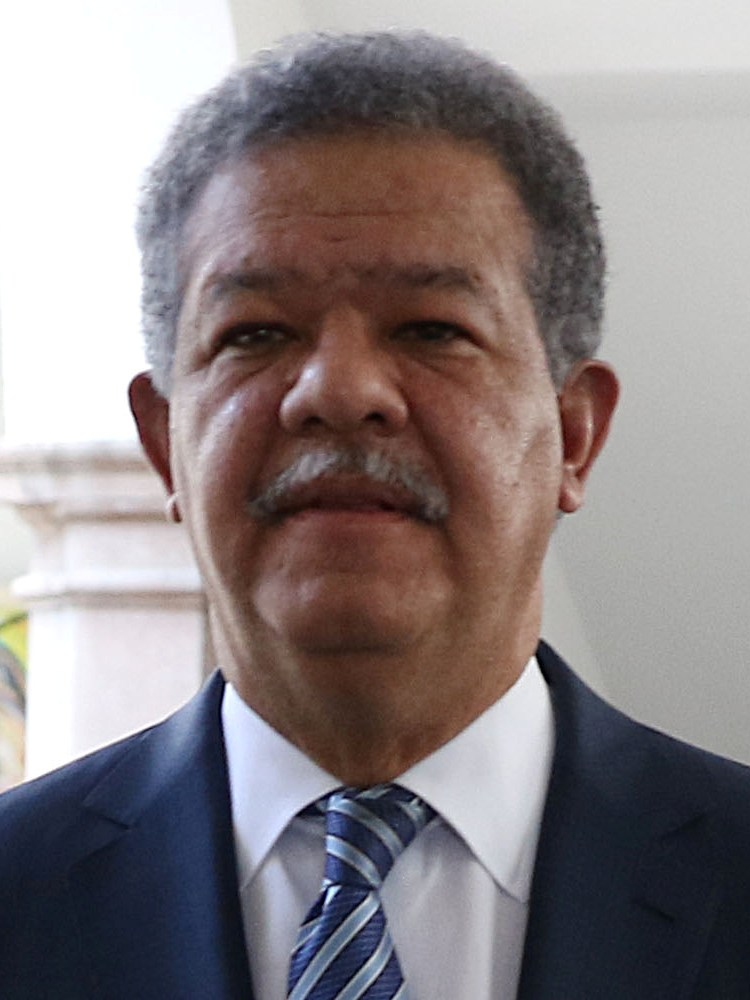
Leonel Fernández

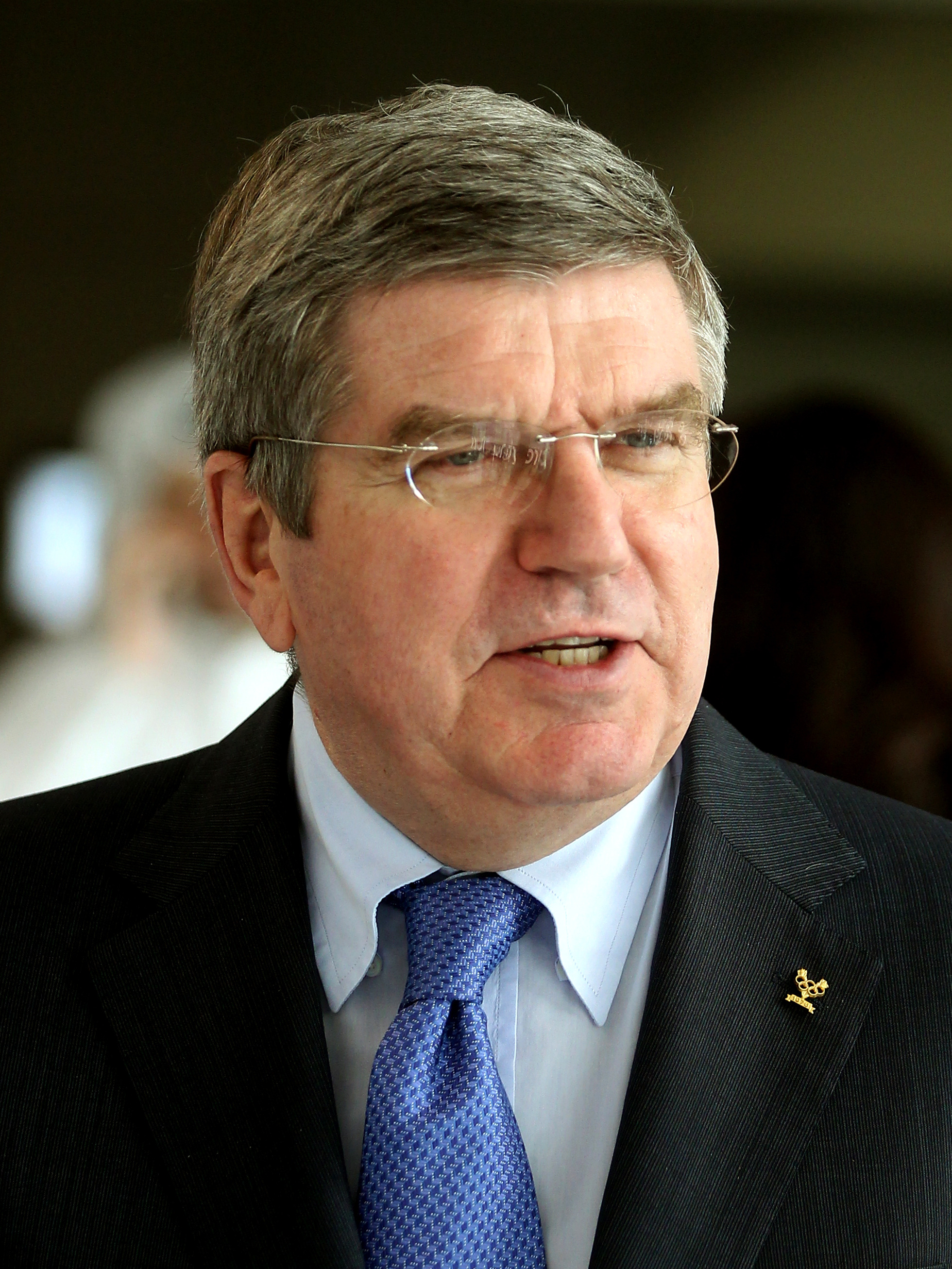
Thomas Bach

- 01. Dezember: Robert Agnew, US-amerikanischer Soziologe und Kriminologe
- 01. Dezember: Victor Ambros, US-amerikanischer Biologe
- 01. Dezember: Holger Jung, deutscher Rechtswissenschaftler und Werber
- 02. Dezember: Adrian Amstutz, Schweizer Unternehmer und Politiker
- 03. Dezember: Franz Klammer, österreichischer Skirennläufer
- 04. Dezember: Arulappan Amalraj, indischer Bischof von Ootacamund
- 04. Dezember: Jean-Marie Pfaff, belgischer Fußballspieler
- 06. Dezember: Rolf Brack, deutscher Handballspieler und -trainer († 2023)
- 06. Dezember: Tom Hulce, US-amerikanischer Schauspieler
- 07. Dezember: Jocelyne Boisseau, französische Schauspielerin
- 07. Dezember: Uwe Vorkötter, deutscher Journalist
- 08. Dezember: Norman Finkelstein, US-amerikanischer Politikwissenschaftler
- 08. Dezember: Władysław Kozakiewicz, polnischer Leichtathlet
- 08. Dezember: Kim Basinger, US-amerikanische Schauspielerin
- 08. Dezember: Sam Kinison, US-amerikanischer Schauspieler und Komiker († 1992)
- 09. Dezember: Nicolin Kunz, österreichische Schauspielerin († 1997)
- 09. Dezember: John Malkovich, US-amerikanischer Schauspieler und Produzent
- 10. Dezember: Rainer Adrion, deutscher Fußballtrainer und -spieler
- 10. Dezember: Friedhelm Funkel, deutscher Fußballspieler und -trainer
- 11. Dezember: Elizabeth Key Armstrong, US-amerikanische Schauspielerin
- 11. Dezember: Arno Ehret, deutscher Handballspieler und -trainer
- 11. Dezember: Reinhold Kliegl, deutscher Psychologe
- 13. Dezember: Ben Bernanke, US-amerikanischer Ökonom
- 13. Dezember: Udo Lielischkies, deutscher Journalist und Fernsehmoderator
- 13. Dezember: Pat Torpey, US-amerikanischer Musiker († 2018)
- 14. Dezember: Vijay Amritraj, indischer tamilischer Sportler, Schauspieler und Unternehmer
- 16. Dezember: Héctor Timerman, argentinischer Politiker und Jurist († 2018)
- 17. Dezember: Alexander Beliavsky, ukrainisch-slowenischer Schachmeister
- 17. Dezember: Maya Homburger, Schweizer Geigerin
- 17. Dezember: Sally Menke, US-amerikanische Filmeditorin und Produzentin († 2010)
- 18. Dezember: Kevin Beattie, englischer Fußballspieler († 2018)
- 21. Dezember: András Schiff, ungarischer Pianist
- 21. Dezember: Betty Wright, US-amerikanische Soul-Sängerin († 2020)
- 22. Dezember: Hans-Michael Holczer, deutscher Radsportmanager
- 22. Dezember: Jann Jakobs, Oberbürgermeister von Potsdam
- 22. Dezember: Paolo Mondini, italienischer Automobilrennfahrer
- 22. Dezember: Margit Schreiner, österreichische Schriftstellerin
- 23. Dezember: Wieland Schmidt, deutscher Handballtorwart und Torwarttrainer
- 24. Dezember: Hans-Jürgen von Bose, deutscher Komponist
- 24. Dezember: Doris Plenert, deutsche Schauspielerin, Theaterregisseurin, Rundfunksprecherin, Journalistin und Buchautorin
- 24. Dezember: Christina Weiss, deutsche Journalistin und Politikerin
- 25. Dezember: Uwe Jellinek, deutscher Schauspieler und Synchronsprecher († 2023)
- 25. Dezember: Jürgen Röber, deutscher Fußballspieler und jetziger Trainer
- 26. Dezember: Sepp Dürr, deutscher Landwirt und Politiker († 2023)
- 26. Dezember: Hans-Rüdiger Groß, deutscher Radsportler († 2025)
- 26. Dezember: Elfriede Harrer-Friesenbichler, österreichische Politikerin († 1986)
- 26. Dezember: Toomas Hendrik Ilves, estnischer Politiker, Staatspräsident (2006 bis 2016)
- 26. Dezember: Leonel Fernández Reyna, Staatspräsident der Dominikanischen Republik
- 26. Dezember: Steve Sisolak, US-amerikanischer Unternehmer und Politiker
- 26. Dezember: Dieter Waltke, deutscher Handballspieler
- 27. Dezember: Steven Dann, kanadischer Bratschist
- 28. Dezember: Richard Clayderman, französischer Pianist
- 28. Dezember: Rüdiger von Fritsch, deutscher Diplomat und Sachbuchautor
- 28. Dezember: Steffen Mauersberger, deutscher Endurosportler († 2000)
- 29. Dezember: Gali Atari, israelische Sängerin und Schauspielerin
- 29. Dezember: Thomas Bach, deutscher Jurist, Fechter, Olympiasieger und Sportfunktionär
- 29. Dezember: Matthias Platzeck, deutscher Politiker, Ministerpräsident von Brandenburg
- 29. Dezember: Max Werner, niederländischer Sänger und Schlagzeuger († 2024)
- 29. Dezember: Wolfgang Kühne, deutscher Synchronsprecher und Schauspieler († 2008)
- 30. Dezember: Bill Kazmaier, US-amerikanischer Powerlifter und Profi-Wrestler
- 31. Dezember: James Remar, US-amerikanischer Schauspieler
- 31. Dezember: Jane Badler, US-amerikanische Schauspielerin
- 31. Dezember: Frédéric Da Rocha, französischer Automobilrennfahrer

### Tag unbekannt
- Norbert Abels, deutscher Dramaturg, Publizist, Kulturwissenschaftler und Musiker
- Nuri Aksel, deutscher Hochschuldozent
- Armand Amar, französischer Komponist
- Roberto Ampuero, chilenischer Schriftsteller, Kolumnist und Universitätslehrer
- Darol Anger, US-amerikanischer Geiger
- Philipp von Appen, deutscher Bildhauer
- Eşref Armağan, türkischer Maler
- Dan Armstrong, US-amerikanischer Perkussionist und Musikpädagoge
- Hannes Arnold, deutscher Künstler und Bildhauer
- Wolfgang Auhagen, deutscher Musikwissenschaftler
- Paolo Beschi, italienischer Musiker
- Steve Biddulph, australischer Familienpsychologe
- Steve Blank, US-amerikanischer Entrepreneur, Dozent und Autor
- Roland Florstedt, deutscher Schauspieler
- Gabi Geist, deutsche Schauspielerin
- Ulrike Gerst, deutsche Malerin
- David Gilson, englischer Dirigent und Tubist
- David Goodman, US-amerikanischer Komponist, Pianist, Dirigent und Musikpädagoge
- Axel Gottschick, deutscher Schauspieler und Hörspielsprecher
- Warren Gooch, US-amerikanischer Komponist und Musikpädagoge
- Wolfgang Grossmann, deutscher Schauspieler
- Hans-Christoph Jahr, deutscher Jurist, Richter, Hochschullehrer und Rechtsanwalt
- Karl Kranzkowski, deutscher Schauspieler
- Cornelia Lippert, deutsche Schauspielerin und Hörbuchsprecherin
- Thomas Meinhardt, deutscher Schauspieler und Hörbuchleser
- Nanne Meyer, deutsche bildende Künstlerin
- Carlos Narea, spanischer Musiker und Musikproduzent chilenischer Herkunft
- James Nares, englischer Maler, Photograph und Videokünstler
- Radhia Nasraoui, tunesische Menschenrechtsanwältin
- Chrissie Parrott, australische Balletttänzerin, Choreographin und Multimediakünstlerin
- Friedhelm Pedde, deutscher Vorderasiatischer Archäologe
- Werner Pöllmann, deutscher Pädagoge und Heimatforscher
- Abdul Rahman, afghanischer Politiker († 2002)
- Atilio Ramírez, uruguayischer Fußballspieler
- Reinhard Raue, deutscher Musiker († 2006)
- David Resnick, US-amerikanischer Komponist und Musikpädagoge
- Volker Rodekamp, deutscher Volkskundler und Museumsleiter
- Theo Roos, deutscher Filmemacher, Musiker und Philosoph′
- Friedbert W. Rüb, deutscher Soziologe und Politikwissenschaftler
- Günter Schneidewind, deutscher Hörfunkmoderator
- Christoph Schoener, deutscher Kirchenmusiker
- Robyn Schulkowsky, US-amerikanische Perkussionistin und Komponistin
- Gaby Schuster, deutsche Spielermanagerin
- Nahed Selim, ägyptische Dolmetscherin und freie Journalistin
- Rangin Dadfar Spanta, deutsch-afghanischer Politikwissenschaftler
- Dariush Talai, iranischer Tar- und Setarspieler, Komponist, Musikwissenschaftler und -pädagoge
- Thomas Wartmann, deutscher Regisseur, Produzent und Drehbuchautor
- Paul Westwood, britischer Bassist
- Georg Wieghaus, deutscher Hörspiel- und Kinderbuchautor
- Andrea Wildner, österreichische Schauspielerin
- Fang Yu, deutscher Schauspieler, Sprecher und Regisseur

## Gestorben

### Januar

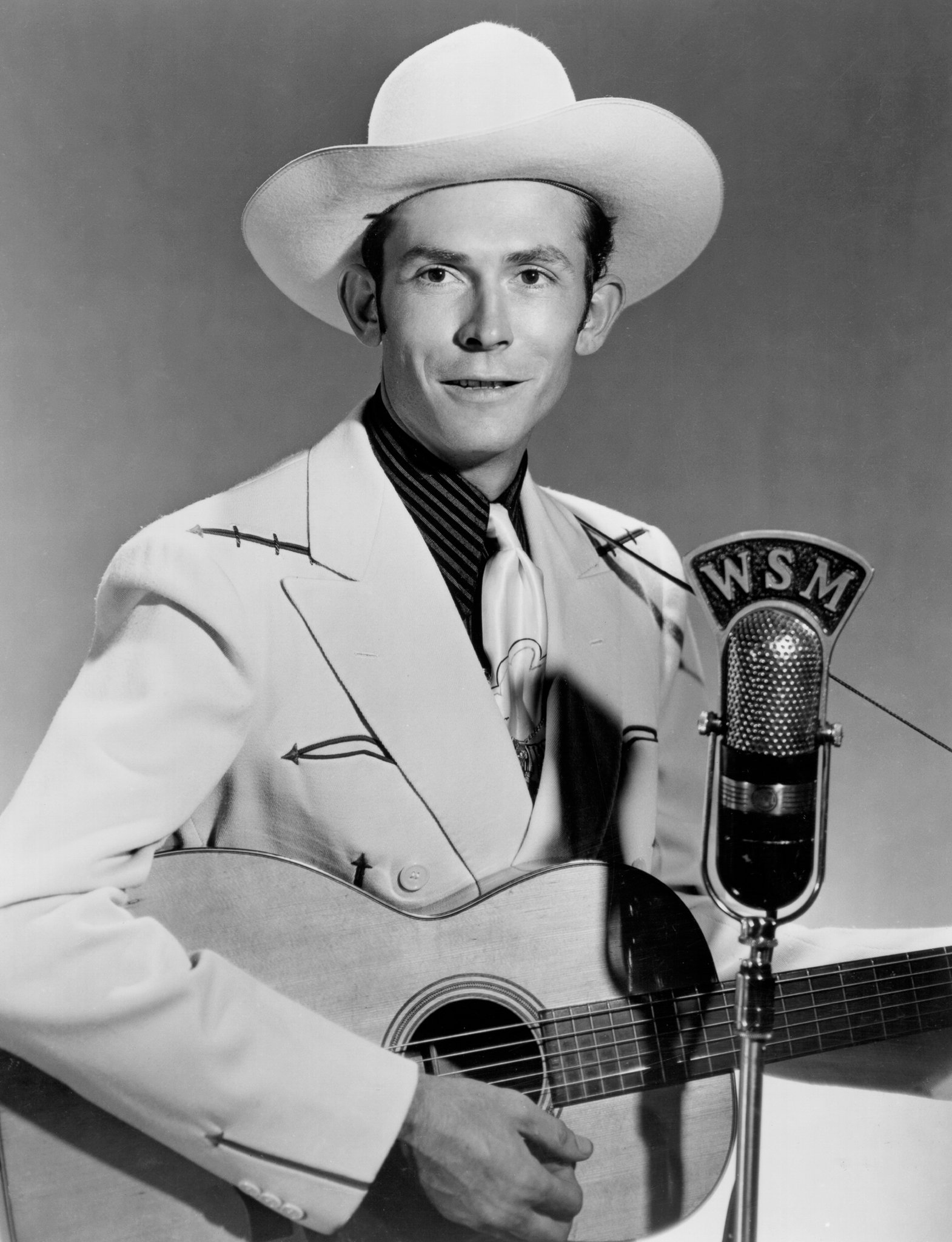
Hank Williams

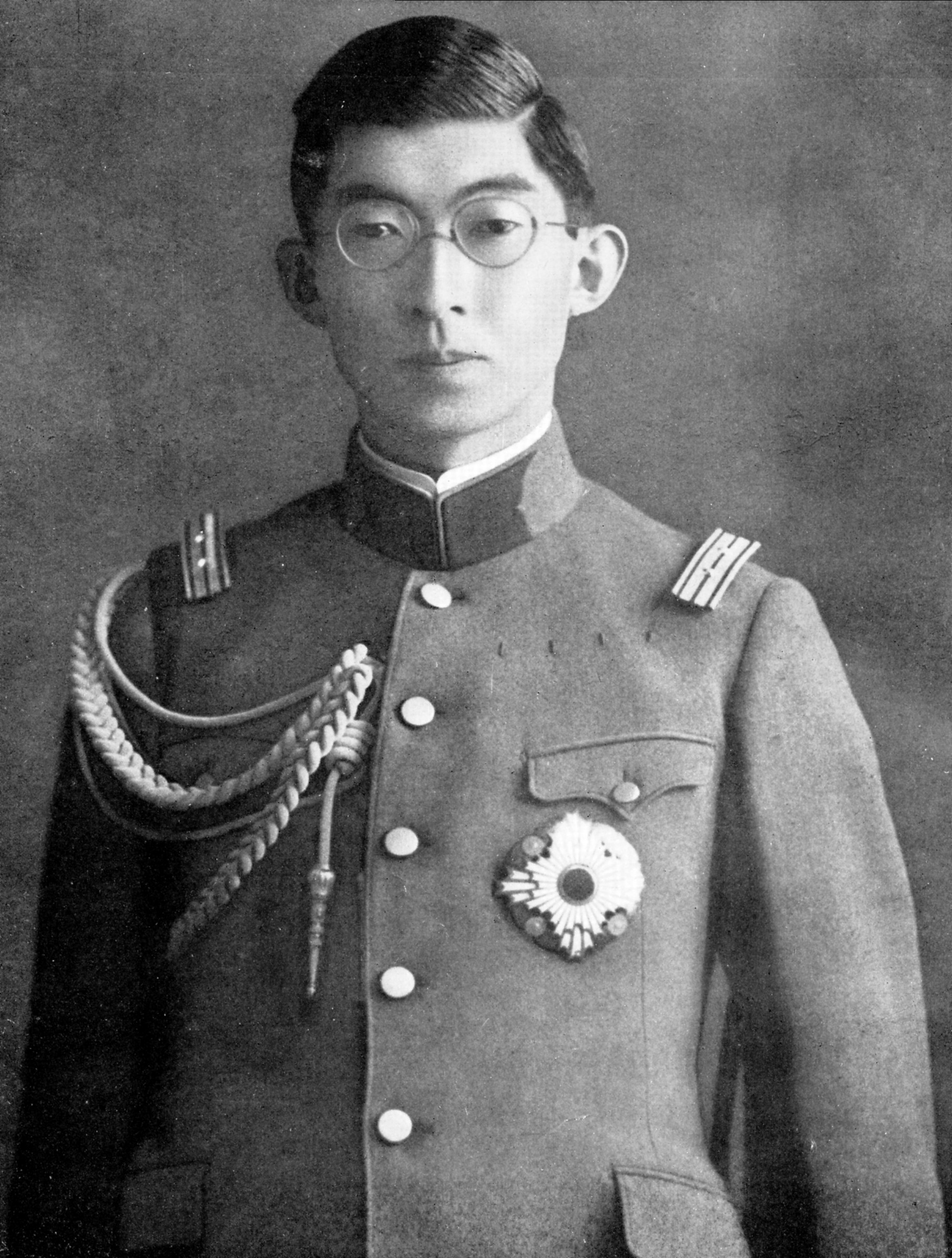
Chichibu Yasuhito

- 01. Januar: Hank Williams, US-amerikanischer Countrymusiker (* 1923)
- 06. Januar: Hugo ten Hövel, deutscher Politiker (* 1890)
- 07. Januar: Albert Broschek, deutscher Automobilrennfahrer und Verleger (* 1906)
- 10. Januar: Hans Aanrud, norwegischer Schriftsteller (* 1863)
- 10. Januar: Theo Mackeben, deutscher Pianist, Dirigent und Komponist (* 1897)
- 11. Januar: Carl-Friedrich Böninger, deutscher Manager (* 1883)
- 11. Januar: Noe Schordania, georgischer Politiker, Premierminister (* 1868)
- 13. Januar: Frederick William Schlieder, US-amerikanischer Organist und Musikpädagoge (* 1873)
- 14. Januar: Torii Ryūzō, japanischer Anthropologe und Archäologe (* 1870)
- 15. Januar: Ambrose Carmichael, australischer Politiker (* 1866)
- 19. Januar: Hans Albrecht Freiherr von Rechenberg, deutscher Politiker (* 1892)
- 20. Januar: Wilhelm Kerp, deutscher Chemiker (* 1866)
- 23. Januar: Solomon Bregman, sowjetischer Politiker und Mitglied des Jüdischen Antifaschistischen Komitees (* 1895)
- 23. Januar: Andrés de Segurola, spanischer Opernsänger und Filmschauspieler (* 1874)
- 26. Januar: Georges Aeby, Schweizer Komponist (* 1902)
- 27. Januar: Wilhelm Kattwinkel, deutscher Reichstagsabgeordneter (* 1883)
- 27. Januar: Walter Guernsey Reynolds, US-amerikanischer Organist und Komponist (* 1873)
- 28. Januar: Derek Bentley, Opfer der britischen Justiz (* 1933)
- 28. Januar: Hans Freundt, deutscher Schauspieler, Hörspielregisseur, Hörfunksprecher und Autor (* 1892)
- 28. Januar: James Scullin, australischer Politiker und Premierminister (* 1876)
- 28. Januar: Theophil Wurm, deutscher Theologe und evangelischer Bischof (* 1868)
- 30. Januar: Ernst August, letzter regierender Herzog von Braunschweig-Lüneburg (* 1887)

### Februar

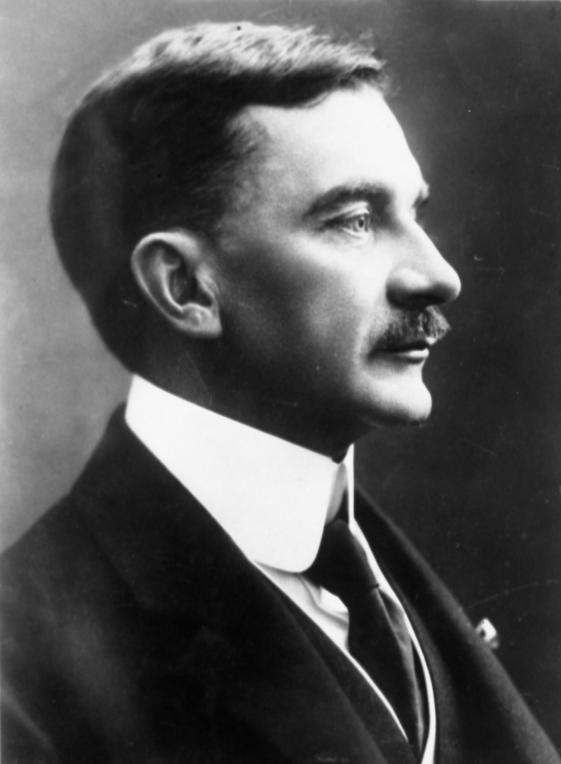
Iuliu Maniu

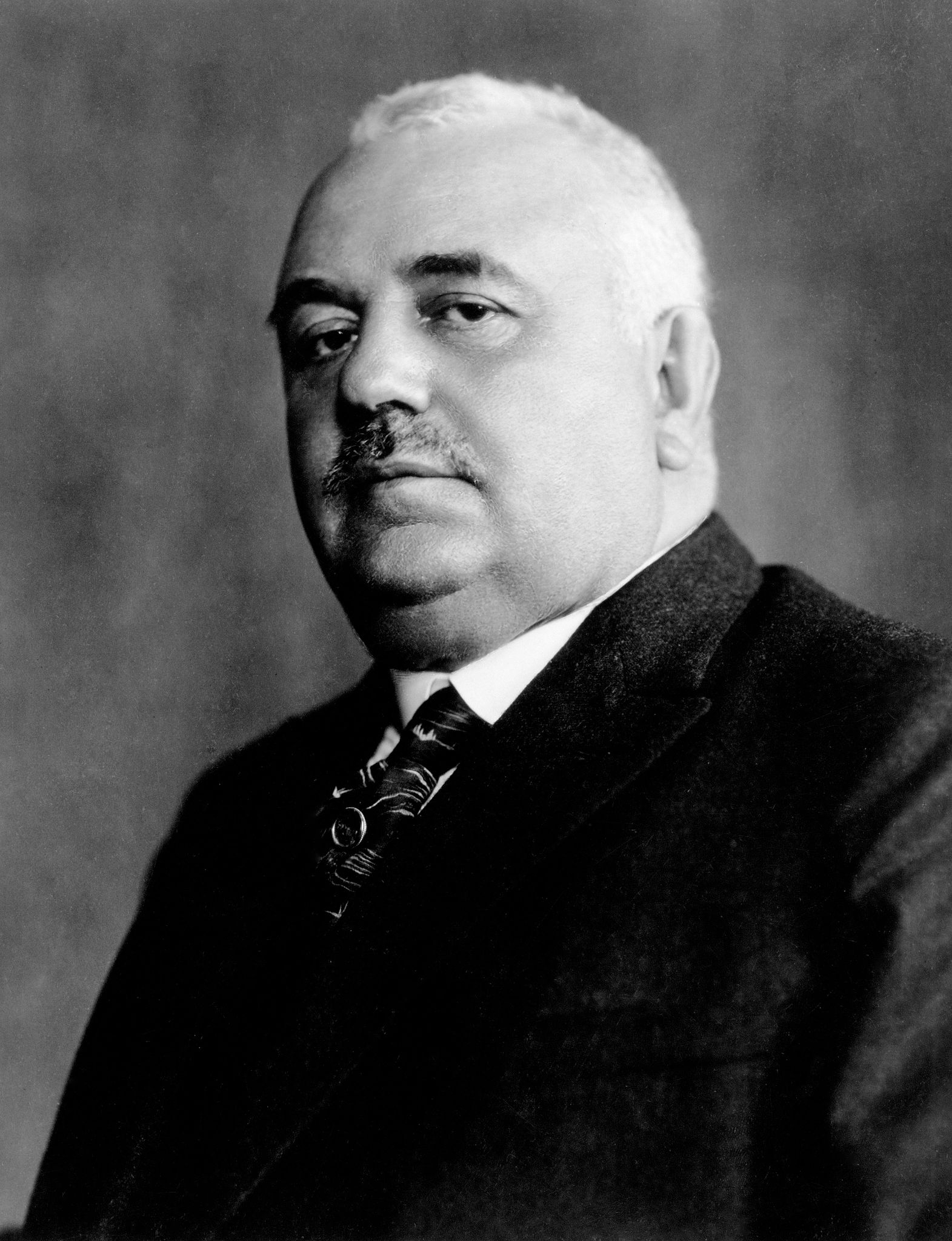
Francesco Saverio Nitti

- 01. Februar: Carlo Canavesi, italienischer Automobilrennfahrer
- 02. Februar: Jeanne Bouvier, französische Gewerkschafterin und Feministin (* 1865)
- 02. Februar: Gustav Strube, US-amerikanischer Komponist (* 1867)
- 04. Februar: Antonio Conte, italienischer Fechter (* 1867)
- 04. Februar: Emmerich David, deutscher Geistlicher und Generalvikar in Köln (* 1882)
- 06. Februar: Hans Strobel, deutscher Architekt und Baurat (* 1881)
- 07. Februar: Carlos Raygada, peruanischer Literatur- und Musikkritiker (* 1898)
- 10. Februar: Maria Labia, italienische Opernsängerin (* 1880)
- 10. Februar: David A. Reed, US-amerikanischer Politiker (* 1880)
- 12. Februar: Ralph H. Cameron, US-amerikanischer Politiker (* 1863)
- 12. Februar: Carl Froelich, deutscher Filmpionier und -regisseur (* 1875)
- 13. Februar: Manfred Curry, deutschamerikanischer Wissenschaftler, Segler und Buchautor (* 1899)
- 19. Februar: Nobutake Kondo, japanischer Admiral (* 1886)
- 20. Februar: Emmy Andriesse, niederländische Fotografin (* 1914)
- 21. Februar: Friedrich Dörries, deutscher Forschungsreisender und Tierpfleger (* 1852)
- 21. Februar: Raymond Glaszmann, französischer Automobilrennfahrer (* 1884)
- 22. Februar: Albertine Assor, Gründerin des Albertinen-Krankenhauses in Hamburg (* 1863)
- 23. Februar: Big Maceo Merriweather, US-amerikanischer Blues-Musiker (* 1905)
- 24. Februar: Gerd von Rundstedt, deutscher Generalfeldmarschall im Zweiten Weltkrieg (* 1875)
- 24. Februar: Fanny Moser, Schweizer Zoologin und Parapsychologin (* 1872)
- 25. Februar: João Itiberê da Cunha, brasilianischer Komponist und Musikkritiker (* 1870)
- 27. Februar: Louis Goumaz, Schweizer evangelischer Geistlicher und Hochschullehrer (* 1874)

### März

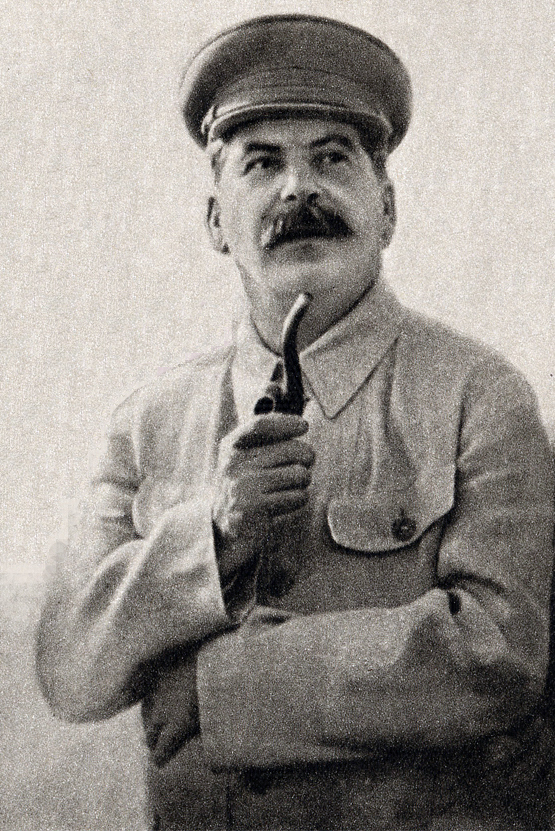
Josef Stalin

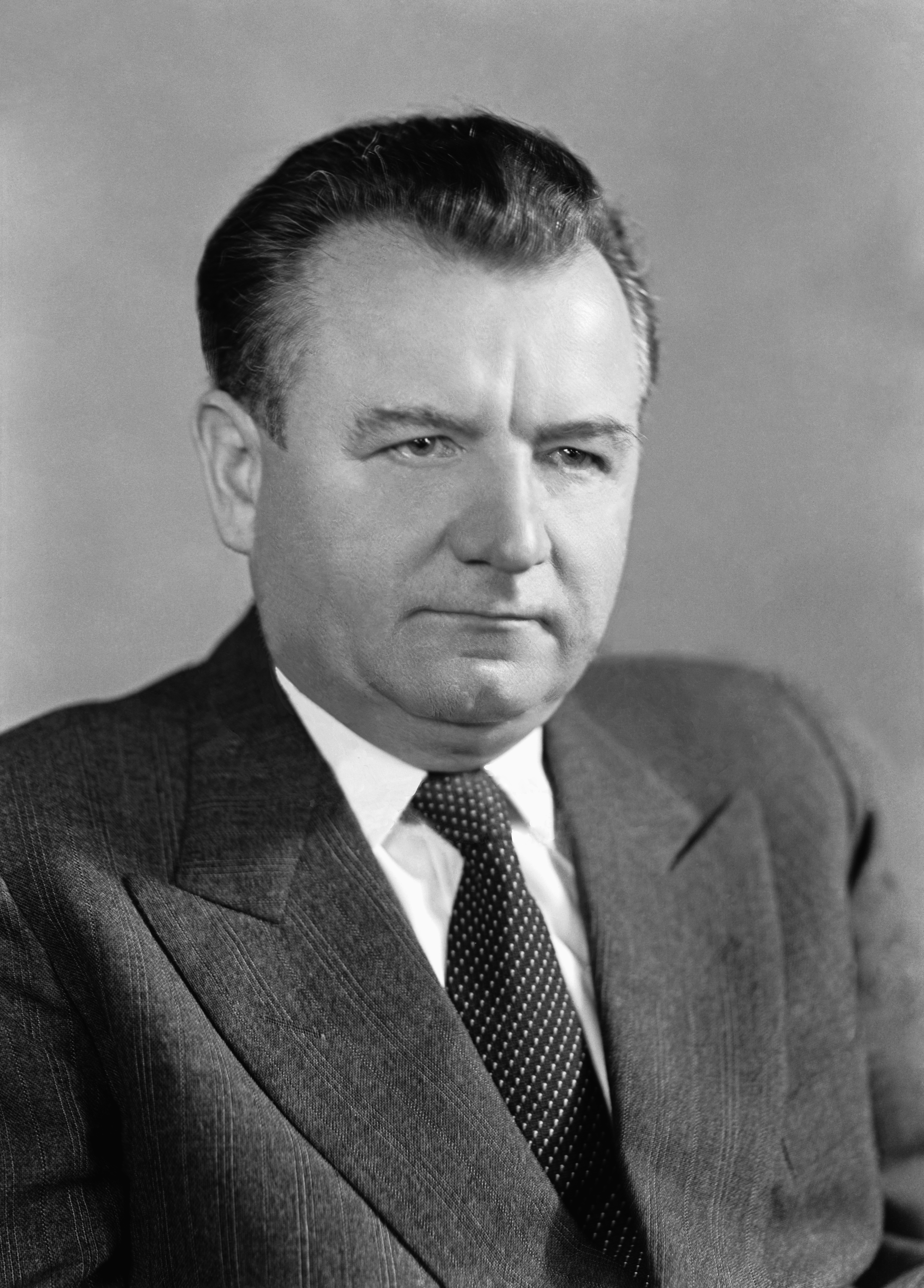
Klement Gottwald

- 02. März: James Lightbody, US-amerikanischer Leichtathlet und Olympiasieger (* 1882)
- 05. März: Josef Stalin, Diktator der Sowjetunion (* 1878)
- 05. März: Sergei Sergejewitsch Prokofjew, russischer Komponist (* 1891)
- 05. März: Herman J. Mankiewicz, polnisch-amerikanischer Hollywood-Drehbuchautor (* 1897)
- 06. März: Raymund Brachmann, deutscher Architekt (* 1872)
- 10. März: Alex Groesbeck, US-amerikanischer Politiker (* 1873)
- 11. März: Rudolf Herzog, deutscher Altphilologe und Archäologe (* 1871)
- 12. März: Itō Shizuo, japanischer Lyriker (* 1906)
- 13. März: Leopold Kunschak, österreichischer Politiker (* 1871)
- 14. März: Klement Gottwald, tschechischer Politiker (* 1896)
- 16. März: Henrik Herse, deutscher Dramaturg und Schriftsteller (* 1895)
- 17. März: Conrado del Campo, spanischer Komponist, Violinist und Musikpädagoge (* 1878)
- 18. März: Peter von Agris, deutscher Unternehmer, Kommunalpolitiker und ehrenamtlicher Landrat (* 1900)
- 19. März: Henri Becquart, französischer Politiker (* 1891)
- 19. März: Arkadi Dmitrijewitsch Schwezow, sowjetischer Triebwerkskonstrukteur (* 1892)
- 21. März: David Sholtz, US-amerikanischer Politiker (* 1891)
- 23. März: Heinrich Aschenbrandt, deutscher Offizier (* 1884)
- 23. März: Raoul Dufy, französischer Maler (* 1877)
- 24. März: Maria von Teck, britische Königsgemahlin, Großmutter von Elisabeth II. (* 1867)
- 26. März: Émile Bender, französischer Politiker (* 1871)
- 28. März: Alfred Philippson, deutscher und jüdischer Geograf (* 1864)
- 28. März: Jim Thorpe, US-amerikanischer Leichtathlet (* 1888)
- 29. März: Arthur Fields, US-amerikanischer Sänger (* 1888)
- 30. März: Bert Bailey, australischer Schauspieler, Autor und Theaterimpresario (* 1868)
- 30. März: Roderich Mojsisovics von Mojsvár, österreichischer Dirigent, Komponist (* 1877)
- 31. März: Jan Akkersdijk, niederländischer Fußballspieler (* 1887)

### April

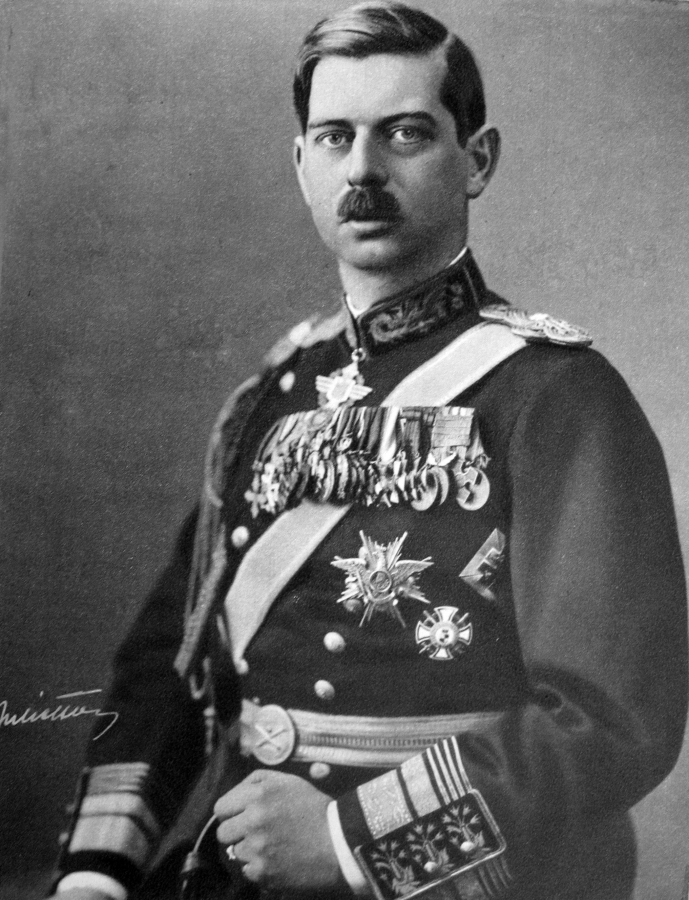
Karl II.

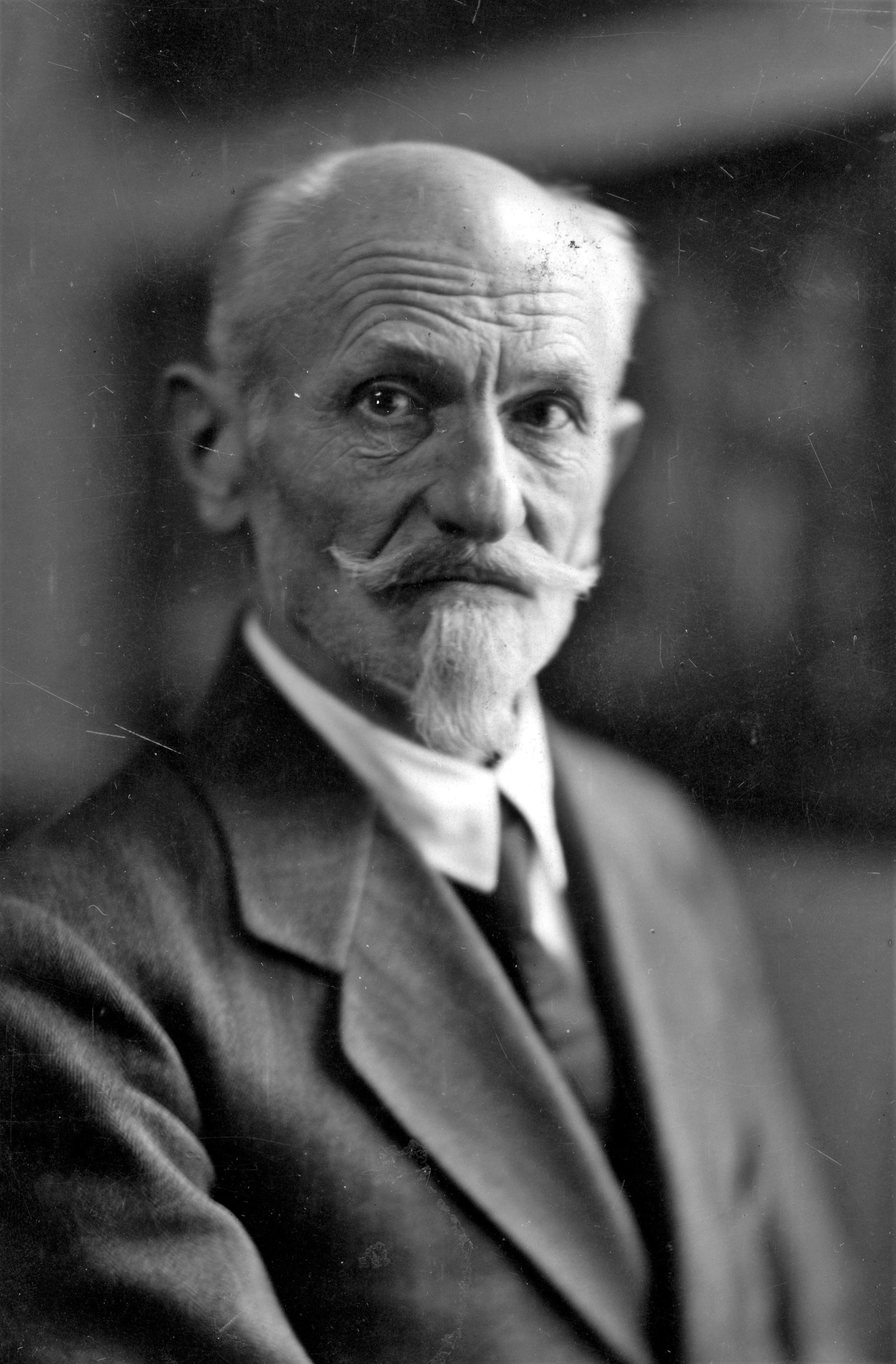
Stanisław Wojciechowski

- 02. April: Hugo Sperrle, deutscher Generalfeldmarschall im Dritten Reich (* 1885)
- 02. April: Siegfried Bernfeld, Reformpädagoge, Marxist, Psychoanalytiker, Zionist (* 1892)
- 04. April: Karl II., König von Rumänien (* 1893)
- 04. April: Ludovic Lamothe, haitianischer Pianist und Komponist (* 1882)
- 09. April: Emile Aerts, belgischer Bahnradsportler (* 1892)
- 09. April: Stanisław Wojciechowski, polnischer Präsident (* 1869)
- 09. April: Hans Reichenbach, Physiker, Philosoph und Logiker (* 1891)
- 15. April: Knud Zimsen, Bürgermeister von Reykjavík (* 1875)
- 16. April: Heinrich Claß, deutscher Politiker (* 1868)
- 17. April: Franz Langoth, österreichischer Politiker (* 1877)
- 17. April: Alfred Margaine, französischer Politiker (* 1870)
- 18. April: David Farbstein, Schweizer Politiker (* 1868)
- 20. April: Erich Weinert, deutscher Schriftsteller (* 1890)
- 24. April: Mahmud Afschartus, persischer General und Polizeichef von Teheran (* 1908)
- 24. April: Alfred Vierkandt, deutscher Soziologe und Ethnologe (* 1867)
- 25. April: Achille Daroux, französischer Politiker (* 1866)
- 25. April: Paul Senn, Schweizer Fotograf (* 1901)
- 26. April: Gheorghe Brătianu, rumänischer Politiker und Historiker (* 1898)
- 27. April: Maud Gonne, irische Revolutionärin (* 1866)
- 29. April: Alice Prin, französische Sängerin, Schauspielerin, Modell und Malerin (* 1901)
- 30. April: Garrett L. Withers, US-amerikanischer Politiker (* 1884)
- 000April: Saïl Ameriane Mohamed Ben Amerzaine, algerischer und französischer Anarchist (* 1894)

### Mai
- 02. Mai: Käte Duncker, deutsche Politikerin (* 1871)
- 02. Mai: Friedrich Wilhelm Kieling, deutscher Verwaltungsjurist und Bürgermeister (* 1902)
- 03. Mai: Origuchi Shinobu, japanischer Schriftsteller und Literaturwissenschaftler (* 1887)
- 11. Mai: Jean Adair, kanadische Schauspielerin (* 1873)
- 11. Mai: Margarete Kupfer, deutsche Schauspielerin (* 1881)
- 11. Mai: Willy Schootemeijer, niederländischer Komponist und Pianist (* 1897)
- 12. Mai: Fritz Mackensen, deutscher Maler (* 1866)
- 12. Mai: Jeanne Maubourg, kanadische Sängerin und Musikpädagogin (* 1875)
- 13. Mai: Heinrich Frantzen, deutscher Komponist (* 1880)
- 16. Mai: Django Reinhardt, gilt als der Vater und Begründer des europäischen Jazz (* 1910)
- 17. Mai: Eric DeLamarter, US-amerikanischer Komponist (* 1880)
- 17. Mai: Howard Fogg, kanadischer Dirigent und Komponist (* 1892)
- 18. Mai: Rudolf Nadolny, deutscher Diplomat (* 1873)
- 21. Mai: Ernst Zermelo, deutscher Mathematiker (* 1871)
- 22. Mai: Martha Arendsee, deutsche Politikerin und Frauenrechtlerin (* 1885)
- 22. Mai: Arthur Georg Arzt, deutscher Politiker (* 1880)
- 22. Mai: Bob Wilder, US-amerikanischer Automobilrennfahrer (* 1921)
- 25. Mai: Hermann Bruse, deutscher Maler und Graphiker (* 1904)
- 26. Mai: Eugen Schneider, Schweizer Architekt und Politiker (* 1880)
- 26. Mai: Albert Spalding, US-amerikanischer Violinvirtuose und Komponist (* 1888)
- 27. Mai: Otto Meissner, Leiter des Büros des Reichspräsidenten (* 1880)
- 27. Mai: Editha Klipstein, deutsche Schriftstellerin und Journalistin (* 1880)
- 28. Mai: Agustín Abarca, chilenischer Maler (* 1882)
- 28. Mai: Hori Tatsuo, japanischer Schriftsteller (* 1904)
- 30. Mai: Carl Scarborough, US-amerikanischer Automobilrennfahrer (* 1914)
- 30. Mai: Pieter Cornelis Tobias van der Hoeven, niederländischer Gynäkologe (* 1870)
- 31. Mai: Wladimir Jewgrafowitsch Tatlin, russischer Bildhauer (* 1885)

### Juni
- 03. Juni: Florence Price, US-amerikanische Komponistin (* 1887)
- 05. Juni: William Tilden, US-amerikanischer Tennisspieler (* 1893)
- 07. Juni: Pierre Boncompagni, französischer Automobilrennfahrer (* 1913)
- 07. Juni: Harry Puddicombe, kanadischer Musikpädagoge und Komponist (* 1870)
- 08. Juni: Francesco Antognini, Schweizer Jurist und Politiker (* 1863)
- 09. Juni: Lore Agnes, deutsche Politikerin und Frauenrechtlerin (* 1876)

Lore Agnes

- 09. Juni: Ugo Betti, italienischer Dramatiker (* 1892)
- 09. Juni: Claire Heliot, deutsche Tierbändigerin und Dompteurin (* 1866)
- 10. Juni: Grzegorz Fitelberg, polnischer Komponist und Dirigent (* 1879)
- 11. Juni: Marcel Herrand, französischer Schauspieler (* 1897)
- 12. Juni: Leslie Graham, britischer Motorradrennfahrer (* 1911)
- 13. Juni: Hans Arko, österreichischer Rechtsanwalt und Politiker (* 1888)
- 17. Juni: Gerhard Händler, Volkspolizist der DDR (* 1928)
- 17. Juni: Johann Waldbach, Opfer des Volksaufstandes vom 17. Juni 1953 (* 1920)
- 17. Juni: Georg Gaidzik, Opfer des Volksaufstandes vom 17. Juni 1953 (* 1921)
- 18. Juni: René Fonck, französisches Fliegerass (* 1894)
- 23. Juni: Albert Gleizes, französischer Maler und Schriftsteller (* 1881)
- 24. Juni: George Herbert Walker, US-amerikanischer Bankier (* 1875)
- 25. Juni: Antonio Abenoza, spanischer Fußballspieler (* 1926)
- 25. Juni: Jean Édouard Andreau, französischer Ingenieur und Aerodynamiker (* 1890)
- 26. Juni: Nathan Lewis Miller, US-amerikanischer Politiker (* 1868)
- 26. Juni: Willis Smith, US-amerikanischer Politiker (* 1887)
- 30. Juni: Elsa Beskow, schwedische Kinderbuchautorin, Malerin und Illustratorin (* 1874)

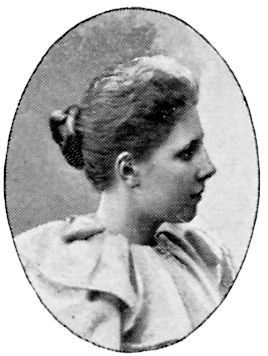
Elsa Beskow

- 30. Juni: Wsewolod Illarionowitsch Pudowkin, Filmemacher und Filmtheoretiker der Sowjetunion (* 1893)

### Juli
- 05. Juli: Titta Ruffo, italienischer Opernsänger (Bariton) (* 1877)
- 06. Juli: Julia de Burgos, puerto-ricanische Lyrikerin (* 1914)
- 08. Juli: Fritz Steuri, Schweizer Bergführer und Skisportler (* 1908)
- 10. Juli: Benito García de la Parra, spanischer Komponist und Musikpädagoge (* 1884)
- 11. Juli: Oliver Campbell, US-amerikanischer Tennisspieler (* 1871)
- 12. Juli: Joseph Jongen, belgischer Komponist und Organist (* 1873)
- 12. Juli: Jewgeni Paton, ukrainischer Wissenschaftler (* 1870)
- 15. Juli: Eugenio Balzan, italienischer Journalist und Industrieller (* 1874)
- 15. Juli: Erik Nölting, deutscher Politiker (* 1892)
- 16. Juli: Hilaire Belloc, englischer Schriftsteller (* 1870)
- 16. Juli: Stanislav Ondříček, tschechischer Geiger und Musikpädagoge (* 1885)
- 17. Juli: Maude Ewing Adams Kiskadden, US-amerikanische Theaterschauspielerin (* 1872)
- 19. Juli: Maurice J. Tobin, US-amerikanischer Politiker (* 1901)
- 21. Juli: Anton Cromme, deutscher Politiker (* 1901)
- 22. Juli: Edward L. Leahy, US-amerikanischer Politiker (* 1886)
- 24. Juli: Charles W. Tobey, US-amerikanischer Politiker (* 1880)
- 24. Juli: Hendrik Ebo Kaspers, niederländischer Antimilitarist und Anarchist (* 1869)
- 25. Juli: Johann Ohde, deutscher Bauingenieur (* 1905)
- 26. Juli: Abel Santamaría, kubanischer Revolutionär (* 1927)
- 27. Juli: Edith Lucy Austin, britische Tennisspielerin (* 1867)
- 27. Juli: Siegfried Schopflocher, kanadischer Bahai (* 1877)
- 28. Juli: Florence Randal Livesay, kanadische Schriftstellerin, Übersetzerin und Journalistin (* 1874)
- 29. Juli: Bodewin Keitel, deutscher General (* 1888)
- 29. Juli: Richard Pearse, neuseeländischer Luftfahrtpionier (* 1877)
- 31. Juli: Nikolai Selinski, russischer Chemiker (* 1861)
- 31. Juli: Robert A. Taft, US-amerikanischer Politiker (* 1889)
- 31. Juli: Georg Zacharias, deutscher Schwimmer (* 1884)

### August
- 04. August: Fritz Koelle, deutscher Bildhauer (* 1895)
- 04. August: Francisc Șirato, rumänischer Maler (* 1877)
- 05. August: Josef Hehl, deutscher Töpfer und Keramikkünstler (* 1885)
- 07. August: Holm Olaf Bursum, US-amerikanischer Politiker (* 1867)
- 07. August: Robert Archer Cooper, US-amerikanischer Politiker (* 1874)
- 09. August: Lucien Adrion, französischer Maler (* 1889)
- 11. August: Tazio Nuvolari, italienischer Motorrad- und Automobilrennfahrer (* 1892)
- 11. August: Ludwig Strauss, deutscher Schriftsteller und Literaturwissenschaftler (* 1892)
- 11. August: Ernst Molden, österreichischer Journalist und Historiker (* 1886)
- 12. August: Paul Gurk, deutscher Schriftsteller und Maler (* 1880)
- 12. August: Bobby Kohlrausch, deutscher Automobilrennfahrer (* 1904)
- 13. August: Géza Nagy, ungarischer Schachspieler (* 1892)
- 13. August: Eugen Täubler, deutscher Althistoriker (* 1879)
- 15. August: Anton Aberle, deutsch-schweizerischer Architekt (* 1876)
- 15. August: Ludwig Prandtl, deutscher Physiker (* 1875)
- 18. August: Edward J. Flynn, US-amerikanischer Politiker (* 1891)
- 23. August: Gottfried Hinze, deutscher Fußball-Funktionär (* 1873)
- 25. August: Hans Eduard Fierz (Hans Eduard Fierz-David), Schweizer Chemiker (* 1882)
- 27. August: Nikolai Beresowski, russischer Komponist und Violinist (* 1900)
- 29. August: Richard Euringer, nationalsozialistischer deutscher Schriftsteller (* 1891)
- 29. August: James H. Hughes, US-amerikanischer Politiker (* 1867)

### September
- 01. September: Alfons Dopsch, österreichischer Mediävist und Diplomatiker (* 1868)
- 01. September: Jacques Thibaud, französischer Violinist (* 1880)
- 02. September: Jonathan Wainwright, General der US-amerikanischen Armee (* 1883)
- 07. September: Nobuyuki Abe, General, Politiker und 36. Premierminister Japans (* 1875)
- 07. September: Fritz Heitmann, deutscher Organist (* 1891)
- 08. September: Johannes Baumann, Schweizer Politiker und Bundespräsident (* 1874)
- 08. September: John J. Cornwell, US-amerikanischer Politiker (* 1867)
- 08. September: Rolf Werner Juhle, US-amerikanischer Vulkanologe (* 1929)
- 08. September: Fred M. Vinson, US-amerikanischer Politiker (* 1890)
- 08. September: George A. Wilson, US-amerikanischer Politiker (* 1884)
- 12. September: James Hamilton, britischer Adliger und Politiker (* 1869)
- 12. September: Tom C. Rye, US-amerikanischer Politiker (* 1863)
- 12. September: Hugo Schmeisser, deutscher Waffenkonstrukteur (* 1884)
- 14. September: Karl Geiler, erster Ministerpräsident von Hessen (* 1878)
- 15. September: Erich Mendelsohn, deutsch-britischer Architekt (* 1887)
- 17. September: Egon Caesar Conte Corti, österreichischer Schriftsteller (* 1886)
- 17. September: Emil Ermatinger, Schweizer Germanist (* 1873)
- 17. September: Henry Holden Huss, US-amerikanischer Komponist (* 1862)
- 17. September: Erdet Wenxiu, Nebenfrau des letzten Kaisers von China Puyi (* 1909)
- 19. September: Jacob Fleck, österreichischer Filmpionier, Drehbuchautor, Regisseur, Produzent (* 1881)
- 20. September: Georg-Wilhelm Postel, deutscher General der Wehrmacht (Heer) (* 1896)
- 21. September: Anastasius Nordenholz, deutsch-argentinischer Wirtschaftsphilosoph (* 1862)
- 21. September: Anton Willem Nieuwenhuis, niederländischer Ethnologe (* 1864)
- 22. September: Léopold Jouguet, französischer Automobilrennfahrer (* 1883)
- 22. September: Scott Loftin, US-amerikanischer Politiker (* 1878)
- 25. September: William Brede Kristensen, norwegischer Kirchenhistoriker (* 1867)
- 27. September: Hans Fritzsche, Funktionär im Reichsministerium für Volksaufklärung und Propaganda (* 1900)
- 28. September: Edwin Hubble, US-amerikanischer Astronom (* 1889)
- 28. September: Daniel T. McCarty, US-amerikanischer Politiker (* 1912)
- 29. September: Ernst Eschmann, Schweizerischer Schriftsteller (* 1886)
- 29. September: Ernst Reuter, deutscher Politiker (* 1889)
- 30. September: Gerard Abraham van Rijnberk, niederländischer Physiologe (* 1874)
- 30. September: Lewis Fry Richardson, britischer Mathematiker und Friedensforscher (* 1881)

### Oktober
- 02. Oktober: John Marin, US-amerikanischer Maler (* 1870)
- 02. Oktober: Ernő Szép, ungarischer Dichter, Schriftsteller und Journalist (* 1884)
- 03. Oktober: Arnold Bax, englischer Komponist (* 1883)
- 03. Oktober: Karl Glöckner, letzter Veteran des Französisch-Deutschen Krieges von 1870/71 (* 1845)
- 05. Oktober: Friedrich Wolf, deutscher Arzt, Schriftsteller (* 1888)
- 06. Oktober: Rahel Hirsch, deutsche Medizinerin (* 1870)
- 06. Oktober: Wera Muchina, russische Bildhauerin (* 1889)
- 08. Oktober: Kathleen Ferrier, englische Sängerin (Alt) (* 1912)
- 08. Oktober: Nigel Bruce, britischer Schauspieler (* 1895)
- 09. Oktober: James Finlayson, Filmschauspieler und Komödiant (* 1887)
- 10. Oktober: Erima Harvey Northcroft, neuseeländischer Anwalt, Richter am Supreme Court of New Zealand und Internationaler Militärgerichtshof für den Fernen Osten (* 1884)
- 15. Oktober: Helene Mayer, deutsche Fechterin (* 1910)
- 17. Oktober: Jim Delahanty, US-amerikanischer Baseballspieler (* 1879)
- 17. Oktober: Carl Aage Hilbert, dänischer Jurist und Gouverneur der Färöer (* 1899)
- 18. Oktober: Federico Gerdes, peruanischer Komponist, Dirigent und Pianist (* 1873)
- 18. Oktober: Hector Pellerin, kanadischer Sänger, Schauspieler und Entertainer (* 1887)
- 18. Oktober: Reinhard Piper, deutscher Verleger und Kunsthistoriker (* 1879)
- 20. Oktober: Werner Baumbach, General der Kampfflieger und Bomberpilot im Zweiten Weltkrieg (* 1916)
- 22. Oktober: Albert Meyer, Schweizer Politiker (FDP) (* 1870)
- 26. Oktober: Zdzisław Jachimecki, polnischer Musikwissenschaftler und -pädagoge (* 1882)
- 27. Oktober: Eduard Künneke, deutscher Operettenkomponist (* 1885)
- 28. Oktober: Archimede Rosa, italienischer Automobilrennfahrer (* 1899)
- 29. Oktober: Arthur Lemisch, österreichischer Politiker (* 1865)
- 29. Oktober: William Kapell, US-amerikanischer Pianist (* 1922)
- 30. Oktober: Emmerich Kálmán, ungarischer Komponist (* 1882)
- 31. Oktober: Ewald Banse, deutscher Geograph und Schriftsteller (* 1883)
- 31. Oktober: Robert d’Heilly, französischer Ruderer (* 1876)

### November
- 03. November: André Auffray, französischer Radrennfahrer (* 1884)
- 03. November: Heinrich Danioth, Schweizer Maler (* 1896)
- 04. November: Elizabeth Sprague Coolidge, US-amerikanische Pianistin und Mäzenin (* 1864)
- 05. November: Wladimir Romanowitsch Bakaleinikoff, US-amerikanischer Bratschist, Dirigent und Komponist russischer Herkunft (* 1885)
- 08. November: Iwan Bunin, russischer Schriftsteller und Lyriker (* 1870)
- 09. November: Abd al-Aziz ibn Saud, Gründer des modernen Königreichs Saudi-Arabien (* 1875)
- 09. November: Dylan Thomas, walisischer Dichter (* 1914)
- 12. November: Edmund Kaufmann, deutscher Politiker (* 1893)
- 13. November: Emilio Bontà, Schweizer Lehrer und Heimatforscher (* 1882)
- 18. November: Ruth Crawford Seeger, US-amerikanische Komponistin (* 1901)
- 21. November: William Denney, US-amerikanischer Politiker (* 1873)
- 21. November: Felice Bonetto, italienischer Automobilrennfahrer (* 1903)
- 22. November: Jorge Meléndez Ramírez, Präsident von El Salvador (* 1871)
- 24. November: Romain Pelletier, kanadischer Organist, Komponist und Musikpädagoge (* 1875)
- 26. November: Ivor Atkins, walisischer Organist, Chorleiter und Komponist (* 1869)
- 27. November: Eugene O’Neill, US-amerikanischer Dramatiker (* 1888)
- 27. November: Rudolf Bernauer, österreichischer Chanson-Autor, Operetten-Librettist und Theaterdirektor (* 1880)
- 29. November: Karl Maximilian Arnold, deutscher Zeichner, Karikaturist und Maler (* 1883)
- 30. November: Ernesto Cortázar, mexikanischer Komponist, Schauspieler, Regisseur und Drehbuchautor (* 1897)

### Dezember
- 03. Dezember: Karl Wilhelm Specht, deutscher General der Infanterie (* 1894)
- 04. Dezember: Fritz Henßler, deutscher Buchdrucker, Politiker und MdR (* 1886)
- 04. Dezember: Daniel Gregory Mason, US-amerikanischer Komponist (* 1873)
- 05. Dezember: Jorge Negrete, mexikanischer Schauspieler und Sänger (* 1911)
- 07. Dezember: Henri Gout, französischer Politiker (* 1876)
- 09. Dezember: Issai Alexandrowitsch Dobrowen, russisch-norwegischer Komponist, Dirigent und Pianist (* 1891)
- 10. Dezember: Heinrich Allina, österreichischer Politiker und Publizist (* 1878)
- 13. Dezember: Kurt Diemer, deutscher Fußballspieler (* 1893)
- 14. Dezember: Theodor Geyr, deutscher Kirchenmaler (* 1895)
- 14. Dezember: Marjorie Kinnan Rawlings, US-amerikanische Schriftstellerin (* 1896)
- 15. Dezember: Kishio Hirao, japanischer Komponist (* 1907)
- 15. Dezember: Walter Linse, deutscher Jurist (* 1903)
- 15. Dezember: George White, US-amerikanischer Politiker (* 1872)
- 17. Dezember: Jules-Henri Addor, Schweizer Politiker (* 1894)
- 19. Dezember: Robert Andrews Millikan, US-amerikanischer Physiker (* 1868)
- 19. Dezember: Rudolf Leonhard, deutscher Schriftsteller und Kommunist (* 1889)
- 21. Dezember: Raphael Ernest Grail Armattoe, ghanaischer Arzt, Autor und Poet (* 1913)
- 23. Dezember: Pierre Dupong, luxemburgischer Politiker (* 1885)
- 23. Dezember: Ernst Altstaedt, deutscher Internist (* 1885)
- 23. Dezember: Lawrenti Beria, sowjetischer Geheimdienstchef (* 1899)
- 23. Dezember: Wladimir Georgijewitsch Dekanosow, sowjetischer Politiker und Diplomat (* 1898)
- 23. Dezember: Bogdan Kobulow, sowjetischer Militär und Politiker (* 1904)
- 24. Dezember: Carl Cremer, deutscher Politiker (* 1876)
- 25. Dezember: Georg Anschütz, deutscher Psychologe (* 1886)
- 25. Dezember: Walther Kolbe, deutscher Politiker (* 1899)
- 27. Dezember: Józef Turczyński, polnischer Pianist und Musikpädagoge (* 1884)
- 27. Dezember: Julian Tuwim, polnisch-jüdischer Lyriker (* 1894)
- 31. Dezember: Albert Plesman, niederländischer Luftfahrtpionier (* 1889)
- 000Dezember: Robert Aumüller, deutscher Manager (* 1878)

### Datum unbekannt
- Sir Joseph Addison, britischer Diplomat (* 1879)
- Werner Otto Bachmann, deutscher Mediziner und Hochschullehrer (* 1890)
- Sardar Mohammed Haschim Khan, afghanischer Politiker und Regent (* 1884)
- Emmett Lundy, US-amerikanischer Old-Time-Musiker (* 1864)
- Mariette Mazarin, belgische Opernsängerin (* 1874)
- Fiddlin’ Powers, US-amerikanischer Old-Time-Musiker (* 1877)

## Nobelpreise
- Physik: Frits Zernike
- Chemie: Hermann Staudinger
- Medizin: Hans Adolf Krebs und Fritz Albert Lipmann
- Literatur: Winston Churchill
- Friedensnobelpreis: George Catlett Marshall